# 2022年ロシアのウクライナ侵攻のタイムライン (2023年5月 - 6月)
2022年ロシアのウクライナ侵攻のタイムライン (2023年5月 - 6月)（2022ねんロシアのウクライナしんこうのタイムライン 2023年5月 - 6月）では、2022年2月24日に開始されたロシアのウクライナ侵攻の経過の2023年5月から6月について述べる。

## 2023年5月

### 5月1日
- 英国防省は、衛星写真の分析から、ロシアが併合を宣言しているクリミアの北側、およびウクライナと国境を接するロシア西部のベルゴロド州やクルスク州で、ロシア軍が塹壕を掘るなど大規模な防衛線を築いていると指摘した[1]。

### 5月2日
- ウクライナ最高会議（議会）が、戒厳令と総動員令の8月18日までの90日間延長承認と、ロシアのプーチン政権を「人種差別主義者」として非難する決議を採択[2]。
- アメリカ合衆国のカービー戦略広報調整官は、ウクライナ東部の激戦地バフムトとその周辺におけるロシア側の死傷者は2022年12月以降、およそ10万人に上るとの見方を示した[3]。このうち、2万人以上が死亡し、その半数はロシアの民間軍事会社ワグネル・グループの戦闘員だとしている[3]。

### 5月3日
- ウクライナのゼレンスキー大統領は、ロシア軍がヘルソン州に同日行った攻撃で、21人が死亡、48人が負傷したと通信アプリで明らかにした[4]。大型スーパーマーケットや駅、住宅が砲撃などの標的となり市民が殺害されたとし「犯罪者を許さない」と糾弾した[4]。
- ゼレンスキー大統領はフィンランドの首都ヘルシンキを訪れ、北欧5か国（フィンランドのほかスウェーデン、ノルウェー、デンマーク、アイスランド[5]）首脳と会談[6]。
- ロシア大統領府は、2機の無人機（ドローン）が首都モスクワのクレムリンにある大統領府を攻撃しようとしたと発表し、プーチン大統領を狙ったテロ行為だと主張して、捜査を続けている[7]。ロシア大統領府のペスコフ報道官は4日、ウクライナのゼレンスキー政権によるものだと主張した上で「アメリカの指示に従ってウクライナが攻撃の手段と標的を選んでいることを、われわれは知っている」と述べ、アメリカも関与したとした[7]。これに対しウクライナのゼレンスキー大統領は「われわれがプーチン大統領やモスクワを攻撃することはない」と述べて関与を否定した[8]。アメリカのカービー戦略広報調整官は、情報収集中だとする一方「唯一、確かなのはアメリカはこの出来事に関与していないということだ。ロシア側の主張はうそだ」と反論した[9]。欧州連合（EU）のボレル上級代表は、ウクライナ側は関与を否定しているとしたうえで、「ロシアは攻撃だと主張しているが、戦争を悪化させる口実として利用しないよう求める。われわれはそれを懸念している」と述べた[9]。今回の攻撃に対しては、アメリカのシンクタンク「戦争研究所」は、モスクワなどで防空能力が強化される中、無人機が防空システムをかいくぐり、クレムリンの上空で爆発や撃墜された可能性は極めて低い」としてロシア側が侵攻を続けるため、新たな国民の動員に向けて自作自演を行った可能性もあるという見方を示した[7]。ロシアの有力紙『コメルサント』も「ウクライナから発射された無人機がクレムリンまで到達できるか疑問だ」と伝え、他のロシアメディアも発射地点はロシア国内ではないかとする専門家の見方を報じている[7]。

### 5月4日
- ゼレンスキー大統領が、オランダのデン・ハーグにある国際刑事裁判所（ICC）を訪問して演説を行い、「4月だけでロシアの戦争犯罪は6139件に達し、その結果、大人190人と子供17人が死亡した」と指摘した[10]。ロシアに勝利した後に、特別法廷でプーチンやロシアの関係者を裁きたいと表明した[10]。プーチン大統領について「自らの犯罪行為により裁かれなければならない」と強調し、第二次世界大戦でのナチス・ドイツの戦争犯罪を裁いたニュルンベルク裁判を引き合いに「そうした法廷の設置に賛成する」と表明した[10]。ゼレンスキー大統領は、オランダのルッテ首相、その隣国ベルギーのデクロー首相との首脳会談も行なった[6]。

### 5月5日
- ロシアの民間軍事会社ワグネルの創設者エフゲニー・プリゴジンが、遺体とみられる数十人の兵士の映像のあと、カメラに向かい、「お前らは高級クラブに座り、お前らの子どもはユーチューブが動画を撮って人生を楽しんでいる」と批判[11]。ロシア国防省を念頭に置いているとみられる[11]。動画の最後には、「ショイグ! ゲラシモフ! 弾薬はどこだ!」と激しい口調で述べた[11]。
- ロシアが一方的に併合を宣言したウクライナ東南部ザポリージャ州のバリツキー「首長代行」が、前線に近い18集落から7万人を後方に退避させると発表[12]。

### 5月6日
- ウクライナ侵攻支持を表明していたロシアの作家兼民族主義活動家ザハル・プリレピンの乗った車がニジニ・ノヴゴロド州で爆発して運転手が死亡し、本人が負傷した[12]。容疑者の男が拘束され、メドベージェフ国家安全保障会議副議長やロシア外務省のザハロワ報道官は、ウクライナによるテロと主張[12]。ロシアの捜査当局は同日、容疑者のアレクサンドル・ペルミャコフが「ウクライナ治安機関の指示」で殺害を図ったと自白する動画を公開し、ウクライナ保安庁（SBU）は「否定も肯定もしない」とコメントした[13]。この事件については、クリミアの地下抵抗組織「アテシュ」が犯行声明をSNSに同日投稿したほか、ロシア国内では反プーチン政権活動を行なっている「国民共和国軍」によるとの推測も出た[14]。

### 5月7日
- 自称クリミア共和国知事のミハイル・ラズヴォジャエフは、ロシア軍が防空と電子戦を用いてウクライナの無人機攻撃を阻止し、物的損害や死傷者を出すことなく3機の無人機を撃墜したと主張した[15]。

### 5月8日
- 2023年のピュリッツァー賞のうち、ロシアのウクライナ侵攻関連では、包囲下のマリウポリに留まって「民間人虐殺の証人となった」AP通信が公益部門とニュース速報部門で、ブチャの虐殺を調査した『ニューヨーク・タイムズ』が国際報道部門で受賞[16]。

### 5月9日
- ロシアにおける対独戦勝記念日に合わせて、プーチン大統領が赤の広場で演説し、対ウクライナ戦争を正当化したことに対して、ウクライナのゼレンスキー大統領が「78年前の侵略者（ナチス・ドイツ）と同様、現在の侵略者が敗北するのは時間の問題」と録画による演説で批判。またロシアの式典に旧ソビエト連邦構成共和国のうち7か国の首脳が出席したことについて、ウクライナ外務省が声明で不快感を示した[17]。

### 5月10日
- AFP通信は、同社のジャーナリストアルマン・ソルディンがバフムトでロケット攻撃により死亡したことを公表した[18]。フランス政府は、最高勲章レジオン・ドヌールを授与した[19]。7月13日に出された大統領令により、6月28日付で授与された[19]。
- 林芳正外相は、東京都内でポーランドのラウ外相と会談した[20]。ウクライナ支援を巡り連携していく方針を確認した[20]。共同記者会見を開き林外相は「国際秩序を堅持していく上でポーランドとの協力が一層重要になってきている」と指摘[20]。ラウ外相は「ウクライナの復興と経済成長につながるプロジェクトを日本と共に実現したい」と表明した[20]。
- ウクライナ軍第3強襲旅団はロシア陸軍最精鋭部隊の第72自動小銃旅団をバフムトから撃退したとする声明を出した[21]。第72自動小銃旅団の第6大隊と第7大隊はほぼ全滅し、情報部隊も撃破された」とした[21]。ロシアの民間軍事会社ワグネルを率いるエフゲニー・プリゴジンも9日、「第72部隊がものすごい勢いで戦場から逃げ出した、ワグネルも500人の戦闘員を失った」と明らかにし、ウクライナの主張を裏付けている[21][22]。

### 5月11日
- 鈴木俊一財務相は、ウクライナや周辺国に国際協力銀行(JBIC)による10億ドル(約1340億円)の資金援助を表明した[23]。
- イギリスがロシア国内[注 1]への攻撃には使用しないことを条件にウクライナに巡航ミサイル「ストームシャドー」を複数供与したことが分かった[24][25]。射程は250キロメートルを超え、これまでに供与された兵器の最大射程約79キロメートル[注 2]を大幅に上回る[24]。
- ゼレンスキー大統領は、兵士の犠牲を減らす準備を整えるため大規模な反転攻勢の実施には「もう少し時間が必要だ」と主張した[25][26]。また、欧米が「供与を約束した装備の全てが届いていない」と指摘し、早期の供与を求めた。
- プーチン大統領は予備役の民間人を招集して軍事訓練を行うことを認める大統領令に署名した[26][27]。ロシア軍の予備役は、ショイグ国防相によると推計2500万人[注 3]規模[27]。

### 5月12日
- 日本政府は、「ウクライナ経済復興支援準備会議」を新たに立ち上げる方針を固めた[28][29][30][31]。木原誠二官房副長官がトップを務め、関係省庁の局長級で構成される[注 4]。「5G」を活用した日本の技術や日本のデジタル技術を使った農地の温度管理や水素を活用した肥料づくりなど「スマート農業」への支援が想定されている[28][29][30][31]。
- ウクライナのハンナ・マリャル国防次官は、数か月に及びロシア軍との激戦地となっていバフムト周辺の領土の一部を奪還したと発表した[32][33]。米シンクタンク「戦争研究所」は同日に公表した分析で、ウクライナ軍が「バフムト近郊での局地的反撃で、ロシア軍の前線の一部を突破した可能性が高い」とした[32]。ウクライナ軍が、バフムトで数㎞の場所を奪還できたとされることは、ウクライナ軍にとっては、ここ数週間で初めての成果とみられている[34]。ロシア国防省は、「防御の安定性を高めるため、ロシア軍『南部』グループの部隊はマロイリノフカ方面の戦線を占領した」と述べ、これにより「ベルヒフカ貯水池の有利な条件」を利用できるようになるとしているが、実質的には数㎞の領域を失ったと認めたことになる[35]。
- ウクライナ東部の都市ルハンスクで、複数回の爆発が起き、プラスチック工場の事務所がある建物などに少なくとも2発が着弾した[36][37]。自称「ルガンスク人民共和国」のトップ、レオニード・パセチニクはウクライナによる攻撃と非難[36]。「民間人を威嚇しようとするウクライナのテロリスト政権の新たな試み」だと指摘した[36]。また、南部の都市メリトポリの変電施設でも大規模な爆発が起き、一部で停電と断水が起きた[37]。いずれもロシアが一方的に併合した地域。
- 米国務省は、ブリンケン米国務長官がウクライナのクレバ外相と電話会談したと発表した[38]。ウクライナが準備する大規模反攻を成功に導くため国際社会の支援をどのように活用するかを協議した[38]。ブリンケンは、ウクライナの主権を守ることが欧州の平和と安全にとって重要だと強調。ウクライナを支え続ける決意を改めて示した[38]。
- G7各国の開発銀行は、ウクライナの復興支援のために連携の枠組みをつくることで合意した[39]。民間企業などが行う復興事業についての情報を共有し、融資の審査などが円滑に進むよう連携する[39]。エネルギーや食料価格の高騰が続く中で、ウクライナからの避難民を受け入れているポーランドやリトアニアなどの周辺国に対する支援も必要に応じて検討する[39]。

### 5月13日
- ドイツは、近く見込まれるウクライナ軍の反転攻勢を後押しするため、ウクライナに2022年2月の侵攻開始以来最大規模となる27億ユーロ(約4000億円)規模の新たな軍事支援を決めた[40]。数週間から数か月以内に歩兵戦闘車「マルダー」20両と対空防衛システム「IRIS-T」4基、旧式の主力戦車「レオパルト1」30両などが追加供与される[40]。
- ドイツの防衛機器大手ラインメタルは、ウクライナの国営軍事企業ウクルオボロンプロムとの合弁会社を設立し、ウクライナに供与された軍用車両の整備・修理を7月半ばからウクライナで行い、将来的には製品も共同生産すると発表した[41]。
- G7財務相・中央銀行総裁会議は共同声明を発表し、ロシアへの経済制裁について「制裁措置を回避し、損なうようなあらゆる試みに対抗する」と述べた[42][43]。ウクライナのセルゲイ・マルチェンコ財務大臣もオンラインで参加した[43]。
- G7科学技術相会合は共同声明を発表し、ロシアのウクライナ侵攻を非難した上で「一部の行為者が開かれた研究環境を不当に利用し、軍事的な目的のために流用しようとする可能性があるとの懸念を共有する」と述べた[44][45]。
- G7保健相会合が開かれ、議長を務める加藤勝信厚生労働相は、ロシアのウクライナ侵攻に言及した。「ロシアは世界中の人々の健康や生活に深刻な影響を与えている」と非難し、「国民の健康を守るためのウクライナ政府の努力を支援する。世界中の協力・連携が重要だ」と述べた[46]。
- ゼレンスキー大統領は、イタリアの首都ローマを訪問し、マッタレッラ大統領やメローニ首相と会談した。フランシスコ・ローマ教皇にも面会した[47][48]。ゼレンスキー大統領とメローニ首相の会談では、ロシアが侵攻を続けるウクライナへのイタリアからの武器供与などが主な議題。2022年2月の侵攻開始後、ゼレンスキーのイタリア訪問は初めて[47]。メローニは「われわれはウクライナの勝利に賭けている[47]。必要な限りウクライナを支援する」と強調した。ゼレンスキーは「ウクライナの勝利に向けた重要な訪問だ」と訴えた[47][49]。共同記者会見ではイタリアの政治指導者らにウクライナへの訪問を求め、「なぜ私たちがこの悪と戦っているのかわかるはずだ」と訴えた[50]。ローマ教皇との会談では10項目の和平案[注 5]の支持を要請した[49]。ロシアがウクライナから子どもを連れ去ったとされる問題について、帰還に向けて協力することで一致した[49]。
- ウクライナ国境近くのロシア西部ブリャンスク州で、スホイ34戦闘爆撃機2機と、ミル8ヘリコプター2機が相次いで墜落した[51][52][53][54]。ウクライナ国防省が7月3日公表した動画により、パトリオットミサイルによる越境攻撃であったことが判明した[55]。当時はウクライナによる破壊工作である可能性も報じられた[52]。
- ロシアの重大犯罪を担当する連邦捜査委員会は13日までに、国際刑事裁判所（ICC）がウクライナ侵攻に絡む戦争犯罪の容疑でプーチン大統領らに逮捕状を出した問題に触れ、この決定に積極的に関与したとするICCの裁判官ら4人をロシアの指名手配リストに近く含めるとの方針を明らかにした[56]。
- ウクライナのオレクサンドル・シルスキー陸軍司令官は、バフムト方面での作戦を継続中だとし「われわれの兵士は前線のいくつかの地域で前進しており、敵は装備や人員を失っている」と主張した[57]。一方、検察当局は、ドネツク州コンスタンチノフカにロシア側の攻撃があり、2人が死亡したと明らかにした[57]。マリャル国防次官も、「われわれの部隊はバフムト郊外で2方向から少しずつ前進している」と主張した[58]。「司令官の効率的な計画と兵士たちの勇気が敵（ロシア軍）のバフムト制圧を不可能にしている」とも述べた[58]。ただ「市街地の状況はより複雑だ」と指摘した[58]。

### 5月14日
- ウクライナ軍のイグナット報道官は、13日に相次いでロシア軍の戦闘機とヘリコプターの墜落が発生した件について、ウクライナ軍の関与を否定した[59]。また、墜落したのは戦闘機2機とヘリコプター3機の計5機だとも述べた[59]。
- ウクライナ空軍は、前日夜から朝にかけて各地に「イラン製自爆ドローン『シャヘド』、黒海の艦艇からのミサイル『カリブル』、TU95爆撃機からの巡航ミサイルによる攻撃」があったと声明を出した[58]。ミサイル3発とドローン25機の撃墜も主張した[58]。
- ゼレンスキー大統領は、ドイツ・ベルリンを訪問し、フランクワルター・シュタインマイヤー大統領やショルツ首相と会談した[60][61]。共同記者会見で、反転攻勢について「成功する準備ができている」と述べた[61]。13日にドイツが発表した追加軍事支援について「非常に重要で強力だ」と謝意を表明[61]。ショルツ首相も「今後数年間の支援を確実にする」と語り、長期的に支えると約束した[61][62]。また、ロシアの犯罪責任の追及の支援すると述べた[62]。
- ゼレンスキー大統領は、フランス・パリを訪問し、マクロン大統領と会談した[63]。共同声明を発表し、フランスは、数週間以内にウクライナ軍の大隊に、戦闘車「AMX-10RC」など装甲車・軽戦車数十両をウクライナを供与する[64]ほか、兵員の訓練を行うと表明した[63]。防空体制でも支援を行うとしている[63]。
- ロシア国防省は、「高位将校2人がバフムト付近での戦闘で死亡した」と明らかにした[65]。戦死したのはロシア軍第4機械化小銃旅団の旅団長マカロフ大佐とロシア陸軍軍団副司令官のブロコフ大佐[65]。ロシア国防省がウクライナ戦線での自国指揮官の戦死を明らかにするのは異例[65]。
- ワシントン・ポストは、ワグネル創設者のプリゴジンが、今年1月にウクライナ国防省情報総局に「東部ドネツク州の激戦地バフムトから撤退すれば、ウクライナ軍が反撃できるようロシア軍の居場所を教える」と取引を持ち掛けたが拒否されたと報じた[66][67]。

### 5月15日
- ロシア大統領府とプリゴジンは、プリゴジンがウクライナにロシア部隊の位置情報提供を申し出たとの報道を否定した[68]。
- ゼレンスキー大統領は、イギリス・ロンドンを訪問し、スナク首相と会談した[69]。共同記者会見を行い、ゼレンスキーは「戦闘機は非常に重要な課題だ」と指摘[69]。戦闘機供与に向けた支援国の「連合」について「実現を確信している」とし、「時期が近づけばとても重要な決定について聞くことになるだろう」と強調した[69]。スナク首相は、防空ミサイルと長距離攻撃用ドローンを「数百ずつ」供与する方針を表明した[70]。また、ウクライナへの「断固とした支援」継続を表明するとともに、戦闘機連合計画を巡り、英国が操縦士の訓練など「大きな役割」を担えると述べた[69]。一方で「計画実現は簡単でない」とも語った[69]。
- 松野博一官房長官は、ウクライナ政府関係者らが14〜26日の日程で来日し、復旧・復興に向けた取り組みを視察すると説明した[71]。来日しているのは地方国土インフラ発展省、復興インフラ開発省などの幹部や自治体の副市長ら復興に携わる関係者で、日本政府が招聘した[71]。東京都のほか神奈川、京都、大阪、兵庫、広島の各府県を訪問し、復興計画の策定や被災者支援などについて研修する[71]。歴史文化遺産を生かしたまち作りの事例も学ぶ[71]。松野官房長官は「G7をはじめとする国際社会と緊密に連携しながら、適切にニーズを把握しつつ、国難に直面するウクライナの人々に寄り添った支援を実施していく」と強調した[71]。
- 日本政府は、ウクライナの復興を支援するため、関係省庁による「ウクライナ経済復興推進準備会議」の初会合を首相官邸で開いた[72][73]。ウクライナはインフラや産業などが甚大な被害を受けており、民間企業なども交えた支援策を協議する[72][73]。岸田文雄首相は会合の冒頭で、「復興は日本ならではの貢献の柱だ。ウクライナ復興には、法の支配に基づく自由で開かれた国際秩序の未来が懸かっている」と強調した[73]。「震災復興のノウハウを持ち、産業や技術の分厚い基盤を持つわが国に対する期待は大きい。民間企業・団体に幅広く声をかけ、日本ならではの復興支援策を練り上げてほしい」とも述べた[72]。民間企業などに復興事業に参加してもらうため、ウクライナ側とも協力して環境整備を行うよう要請した[72]。議長を務める木原誠二官房副長官は「戦時下のウクライナとの貿易・投資は民間企業にとってリスクが高い」として、政府系機関の活用を含めた企業の投資促進策の検討や、現地での邦人の安全確保などを指示した[72]。また、世界銀行グループなどの国際機関との連携も求めた[72]。
- ウクライナ軍は、バフムト防衛で初めて攻撃に成功したと表明した[74]。バフムトの情勢が厳しいことも認め、ロシア軍はバフムト制圧の目標を変えておらず、バフムト近郊に攻撃部隊を投入していると述べた[74]。ウクライナのシルスキー陸軍司令官は「バフムト方面のわが軍の進軍はバフムト防衛に向けた攻撃の初の成功例だ」とし「この極めて厳しい状況でもわれわれが前進でき、敵を破壊できることが過去数日で明らかになった。われわれは敵より少ない資源で戦いながら、敵の計画を台無しにすることができる」と述べた[74]。

### 5月16日
- ウクライナでは、前日夜から未明にかけてロシア軍による多数のミサイル攻撃が行われた[75][76][77]。ウクライナ空軍は、自爆ドローンや偵察ドローン計9機[76]や、6発の極超音速ミサイル「キンジャル」を含む計18発のミサイルが北と南、東の各方面から撃ち込まれたが、「全て破壊した」という[75][76][77][78]。キーウの当局者は「通常にはない激しさで、短時間で最大の数だった」と強調した[75]。キーウにはドローンや巡航ミサイルなどが飛来。市内では撃墜されたミサイルの破片などで建物や車が損傷し、3人の負傷者が出た[75][76]。ロシア国防省は、キンジャルが米国製の地上配備型迎撃ミサイル「パトリオット」を破壊したと主張[75][79][80]。さらに、「ロシア軍はウクライナ軍が展開する地点や、西側諸国から提供された弾薬や武器、軍装備の保管場所を、空と海からの高精度の長距離ミサイルで集中攻撃した。攻撃の目標は達成された。定めた標的全てに命中した」と主張した[79]。「キンジャル」6発の迎撃に成功したとするウクライナ軍の発表についても、「ロシア軍はそんなに多くのキンジャルを発射していない」と述べ、否定的な見方を示した[81]。「迎撃したと主張している数は、われわれが発射した数より3倍多い」とし、ウクライナ側はミサイルの種類を正確に把握できていないとも述べた[81]。米当局者は、破壊は免れたものの、地対空防空システム「パトリオット」の機材[注 6]の一つが今回のミサイル攻撃で被害を受けた可能性があるという[80][82][83][84][85]。カービー戦略広報調整官は、記者会見で報道の確認は避けつつ、「損傷し、ウクライナ国外で修理する必要があるならば確実に支援する」と述べた[80]。ウクライナの迎撃能力を上回る大量のミサイルを撃ち込む「飽和攻撃」で、ロシア軍がパトリオットの破壊を狙ったとの見方もある[85]。
- ウクライナのマリャル国防次官は、ウクライナ軍がここ数日でバフムトの北部と南部のかなりの領土をロシア軍から解放したと明らかにした[86]。マリャル国防次官は「我が軍はバフムト郊外の北部と南部で約20㎢の領土を解放した」と主張した[86]。一方、ロシア軍もバフムトで前進しており、パラシュート部隊を投入し、「大砲で町を破壊している」ことも認め、「兵士と武器の数という点では敵が優位に立っている。同時に、我が軍の動きにより、ロシア軍は昨夏以降、バフムト方面で計画を実行できていない」とも述べた[86]。
- 英国防省は、ワグネルの部隊がバフムト中心部で徐々に前進しているものの、周辺部ではウクライナ軍が過去4日間に「戦術的前進」を遂げ、後退させていると指摘[76]。これにより、ウクライナ軍は重要な補給路の安全確保に成功したもようだと分析した[76]。
- 欧州評議会の首脳会議が、アイスランドの首都レイキャビクで開幕した[87][88]。ロシアのウクライナ侵攻を受け、18年ぶりの開催[87]。会期は2日間の17日まで、ショルツ独首相やマクロン仏大統領、スナク英首相が出席し、日本もオブザーバーとして参加した[87][89]。ウクライナが侵攻による損害の補償を将来的にロシアに要求することを想定し、損害の証拠などを記録する仕組みづくりが主な議題となり[87]、「損害登録機関」の新設で合意した[89][90][91]。損害登録機関は3年間はオランダ・ハーグに設置される[88][91]。ウクライナ政府や国民から、虐殺や負傷、建物損壊などあらゆる戦争被害の届け出を受け付ける組織となり、ロシアへの賠償請求を目指す[88]。欧米はロシアの戦争犯罪を追及する特別法廷の設置を検討しており、損害登録機関は被害を詳細に記録することで特別法廷を後押しする役割も担う[88]。ロシア国内やウクライナのロシア占領地域に連れ去られた子どもを巡る問題などへの対応も検討した[89]。ゼレンスキー大統領は、「正義なくして確固たる平和はない」と述べ、欧州評議会に取り組みの強化を促した[87]。未明にキーウを狙ったロシア軍の攻撃にも言及し、ミサイル18発を全て迎撃する「歴史的成果」を上げたと強調し、防空システムを供与した欧米に謝意を表明した[78]。1年前は多くのミサイルが迎撃不能だったと振り返り、欧米の支援で防空能力が格段に向上したと説明[78]。戦闘機も供与するよう訴えた[78]。スナク英首相は「われわれはロシアが犯した恐ろしい戦争犯罪の責任を追及する」と表明[89]。ショルツ独首相も、占領者であるロシアの戦争犯罪を罰し、ウクライナに日々与えている甚大な被害に対する責任を求める上で評議会が重要だと述べた[89]。仏大統領府は、ウクライナ国民への支援で欧州評議会開発銀行（CEB）の活用が検討されているとした[89]。
- 英首相官邸は、イギリスのスナク首相とオランダのルッテ首相は、アイスランドで会談し、ウクライナのF16戦闘機調達を支援する「国際的な連合」の構築に向けて取り組みを進めることで合意したと明らかにした[92][93]。スナク英首相は、ウクライナの正当な居場所はNATOにあるとの認識を改めて表明[92]。両首脳はウクライナが将来の攻撃を抑止できるよう、長期的な安全保障支援を提供する重要性についても合意したという[92][93]。ウクライナ大統領府のイエルマーク長官は、「我々にはF16が必要だ。パイロットの訓練を含め、こうした方向で取り組むという協力国の決定に感謝している。特に、ベルギーは訓練実施の用意があることを確認した。」と述べ、歓迎した[92]。
- 米国家安全保障会議のカービー戦略広報調整官は、イランがロシアに2022年8月以降、400機以上の無人機を提供したと述べた[94][95]。イランもロシアから数十億ドル(数千億円)規模の防衛装備品を購入しようとしているとして、両国の「全面的な防衛協力」が進んでいると指摘した[94]。ロシア軍は「カミカゼ・ドローン」と呼ばれるイラン製無人機をウクライナ各地への攻撃手段として多用しており、ウクライナや欧米側は危機感を強めている[94]。カービーはイランが4月にロシアの最新鋭スホイ35戦闘機を購入する取引をまとめたと指摘[94]。さらに攻撃用ヘリコプターやレーダーなどの装備をロシアから購入しようとしているとした[94]。米政府がEUや英国とともに、イランの無人機に使われた欧米製部品が「ウクライナに持ち込まれるのを防ぐ新たな制限を科す」と強調[95]。供給に関わる関係者を制裁対象に追加指定する方針も示した[95]。イランとロシアの連携が「ウクライナだけでなく、中東地域、さらには国際社会にとって有害だ」とも批判した[95]。
- ゼレンスキー大統領の特使としてオレナ夫人は、韓国・ソウルを訪れ、尹錫悦大統領と会談した[96][97][98][99]。オレナ夫人は地雷探知や除去、救急搬送車両などの非殺傷装備の支援や韓国企業のウクライナ復興への参加を要請した[96]。一方、直接的な軍事支援が困難な状況にある韓国の立場に理解を示したという[97]。尹大統領は、ウクライナの犠牲者らに弔意を示しつつ[99]、「女性や子供に残酷な被害をもたらす武力行使や非人道的行為はいかなる状況でも容認できない」と強調し、ウクライナ国民への支持を伝えた[97]。韓国はNATO各国や国際社会と連携して、「ウクライナを積極的に支援する」とも語った[99]。
- 今月18日に期限切れとなるウクライナ産の穀物を黒海経由で輸出する4者合意[注 7][注 8]について、ロシアは、「合意の一環であるロシア産穀物・肥料の取引制限の撤廃措置が進んでいない」と主張[76]。事態が改善されない場合は「合意は失効する」と警告した[76]。ウクライナ外務省高官は、「合意が18日に失効する可能性は否定できない」と指摘。18日までに追加協議が行われる予定はないとも明らかにした[76]。国連安全保障理事会で、日米欧など各国が合意延長を求めたのに対し、ロシアは延長しない可能性を示唆した[100]。米国のロバート・ウッド国連代理大使は「世界の食料危機を安定させ、飢えた人々を救うために不可欠だ」とし、「ロシアは世界の食料安全保障を人質に取ることをやめるべきだ」と批判した[100]。ロシアのワシリー・ネベンジャ国連大使は「状況が改善しなければ、延長は保証できない」と強調した[100]。
- EUのボレル外交安全保障上級代表は、英紙フィナンシャル・タイムズ（FT）とのインタビューで、インドがロシア産原油をディーゼルなどの精製燃料として欧州に転売していることを取り締まるべきだと述べた[101][102]。ボレル代表は「ディーゼルやガソリンがインドから欧州に輸出され、それらがロシア産原油で生産されているとしたら、それは明らかに制裁逃れであり、加盟国は対策を講じなければならない」と強調し、「インドがロシア産原油を購入するのは通常のことだが、ロシア産原油を精製して副産物をわれわれに販売する拠点となるためにインドが購入するのであれば、行動を起こさなければならない」と述べた[101]。
- ブリンケン米国務長官は、上院歳出委員会の中国に関する公聴会で、リンジー・グラハム上院議員から「ロシアをテロ支援国家に指定することは絶対にありませんね」との質問を受け、「絶対ないということはない」と答えた[103]。バイデン政権は、意図しない結果を懸念して、ロシアをテロ支援国家に指定することを行っていない[103]。
- ロシア軍撤退や領土・占領地の返還に触れない12項目提案を発表している中国から、李輝ユーラシア事務特別代表が17日にかけてウクライナを訪問し、会談した同国のクレバ外相は「ウクライナの主権と領土の一体性の尊重」が原則であり、領土の喪失を伴う提案は受け入れられないと表明[104]。

### 5月17日
- 韓国政府は、寄付金と融資合わせて1億3000万ドルのウクライナ向け金融支援策について、ウクライナ側と合意文書に署名した[105]。ウクライナのスビリデンコ経済相と韓国の秋慶鎬企画財政相がソウルで署名した[105]。
- 英国防省は、ロシア軍とウクライナ軍との間でミサイル攻撃などを巡る「空中戦」がこの一週間で激化しているとする戦況分析を発表した[106]。16日未明の、ウクライナの極超音速ミサイル「キンジャル」などの迎撃について「ロシアは、キンジャルの脆弱性に驚き、困惑しているだろう」と解説した[106]。「空中戦」の激化について、CNNテレビ(電子版)は米当局者の話として、ウクライナ軍の反転攻勢開始を遅らせる狙いから、ロシア軍が空襲を強化している可能性があると報じた[106]。ウクライナ軍も、英政府が11日に供与を発表した長距離巡航ミサイル「ストームシャドー」を既に実戦に投入しているという[106]。
- 日本政府は、ウクライナ支援の一環として、負傷兵を自衛隊中央病院で受け入れる方針を固めた[107][108]。6月にも数人程度が来日する予定[107]。費用は日本が負担する[107]。自衛隊が外国軍兵士の治療を担うのは史上初[108]。
- トルコのエルドアン大統領は、ウクライナ産穀物輸出に関する合意が「2か月延長された」と述べた[109][110][111][112]。エルドアン大統領は2か月の延長についてロシア、ウクライナ双方が同意したと説明[109]。「黒海経由で穀物を必要とする国に届けるサプライチェーンを中断させないために合意が重要だ」と強調した[109]。ロシア外務省のザハロワ報道官も、ロシアが60日間の延長に同意したと明らかにした[110]。ザハロワは会見で「穀物合意のゆがみは可能な限り早く修正されるべきだ」と述べ、ロシア側がなお合意に不満を持っていることを示唆した[110]。その上で合意延長は「食料危機に直面している貧困国を助けるためのものだ」と強調した[110]。グテレス国連事務総長も、ロシアが延長を認めたと発表[111]。記者団を前に声明を発表し「世界にとっていいニュースだ」と歓迎した[111]。ウクライナのクブラコウ・インフラ相は、合意延長を確認した[112]。
- ドイツのピストリウス国防相は、ウクライナへの戦闘機供与を支援する英国の取り組みに関して、ドイツには積極的に貢献するための訓練能力も適切な軍備もないと述べた[113]。ピストリウスはウォレス英国防相との会談後、「われわれはこのような同盟や連合で積極的な役割を果たすことができない」と語った[113]。ウォレスは「技術を公開するかどうかはホワイトハウス次第だ」と述べた上で、ウクライナへの戦闘機供与を望む国に対して英国はできる限りの支援をすると説明した[113]。
- ウクライナ軍は、東部の激戦地バフムト周辺でさらに前進を遂げたと明らかにした。ロシア側が空挺部隊を含む新たな兵士投入を続けているとも指摘した[114]。ゼレンスキー大統領は、ロシアの砲撃が複数の地域で続いていることに言及し、国際社会はロシア政府への圧力を強める必要があると訴えた[114]。ウクライナ軍報道官は「われわれは防衛作戦を成功させ反撃しており、この日は一部で500メートル前進した」と述べた[114]。ロシア側に弾薬不足の兆候は見られないとし「敵はあらゆる(兵器)システムを使ってバフムトを制圧しようとしている。何らかの暫定的な成功を収めようと空挺兵を中心に新たな部隊を投入している」と語った[114]。

### 5月18日
- ワグネル創業者・プリゴジンは、所属する戦闘員らがウクライナ東部の激戦地バフムトで前進したことを明らかにした[115]。戦域を囲む形で残る複数の建物は、依然としてウクライナ軍が占拠した状態だという[115]。ウクライナが激しく抵抗し、市のあらゆる箇所で戦いを繰り広げているものの、実際には領域のごく狭い範囲しか掌握していないという[115]。一方、ロシア軍のパラシュート部隊が撤退したため、残ったウクライナ軍の陣地を包囲するのは現状不可能だと説明[115]。ゲラシモフ参謀総長に矛先を向け、「ゲラシモフによる本日の敵からの即時撤退のため、バフムトを孤立化させるには至っていない。それでも我々は前進している」と強調した[115]。
- 日本の外務省は、ロシアのウクライナ侵攻による損害に関する証拠を記録するため、「欧州評議会」が16日に設立した「損害登録機関」に、準加盟したと発表した[116][117]。現時点で日本を含む40か国とEUが参加している[116][117]。
- 浜田靖一防衛相は、ウクライナのコルスンスキー駐日大使と防衛省で会談し、負傷兵2人を自衛隊中央病院で治療する方針を伝えた[118][119]。自衛隊が海外から負傷兵を受け入れるのは初めて[118][119]。防衛省によると、負傷兵は20代の男性2人で、ともに足を切断している[118][119]。6月に来日し、受け入れ期間は約2か月[118][119]。リハビリなどの治療を予定する[118][119]。費用は1人あたり最大420万円を見込み、全額日本が負担する[118][119]。その後は、年間10人から20人程度を受け入れる見込み[120]。
- 岸田文雄首相は、広島市内でバイデン米大統領と会談した[121][122][123]。対露制裁とウクライナ支援の継続を確認した[121]。ロシアに対抗するため、「グローバルサウス」と呼ばれる新興国・途上国との連携が欠かせないとの認識でも一致した[121]。岸田は「法の支配に基づく自由で開かれた国際秩序を守るG7の揺るぎない意思を示したい」と呼び掛けた[122]。バイデンは「日本のリーダーシップはG7の中で十分に発揮されている」と評価し、「ロシアにウクライナ侵攻の責任を問うていく」と強調した[122][123]。
- ウクライナ当局は、未明に全土規模で空襲があり、キーウなどで爆発音が響いたと報告した[124]。空襲警報も全土で発令された[124]。キーウのクリチコ市長は首都のドニプロウスキーなど複数の地区で爆発が発生したと発表した[124]。同州の軍行政部門責任者によると、防空網が迎撃態勢を敷き、一部地区では飛行体などの残骸が落下して火災が発生した[124]。中部ビンニツァ州でも防空部隊が応戦した[124]。同州の軍行政部門責任者は「我々は今、敵による巡航ミサイルの新たな波状攻撃に遭っている」と発表した[124]。ウクライナ空軍はこの後、ロシア軍による前日夜からの一連の攻撃について撃ち込まれた巡航ミサイルは30発としてうち29発を無力化したとの声明を発表[124][125][126]。これら攻撃は数波にわたり、異なった方向から仕掛けられたとした[124]。海上、空中や地上からの発射を組み合わせていたとも述べた[124]。攻撃型ドローン2機と偵察用ドローンの2機も撃墜したとつけ加えた[124][126]。 ウクライナの首都軍政当局トップのセルヒイ・ポプコは、ロシア軍によるキーウへの「前例のない火力での空爆」が続いていると述べた[127]。
- ウクライナ南部ヘルソン州で、ロシア軍による攻撃があり、計3人が死亡した[125]。南部オデーサ州でも、ミサイル攻撃があり1人が死亡した[124][125]。キーウでも、巡航ミサイルなどによるとみられる攻撃があり、市東部に迎撃された破片が落下し火災が発生した[125]。ウクライナ軍東部方面部隊の報道官は、ドネツク州の激戦地バフムト周辺で過去24時間に500メートル前進したと明らかにした[125]。米シンクタンク「戦争研究所」は戦況分析で、バフムト周辺でロシア軍が主導権を失いつつあると指摘した[125]。

### 5月19日
- ゼレンスキー大統領は、ウクライナ軍の上級指揮官らとの会合後、具体的には示さず同軍の攻撃旅団が戦闘の準備を行っていることを示唆した[128]。「攻撃旅団はいい状態で、我々は準備中だ。だが詳細は言わない」と述べた[128]。また、ロシアが2014年に併合したウクライナ南部クリミア半島の解放は「確実に起こる」と述べた[129]。1944年のクリミア半島からのタタール人強制送還に関する集会で、クリミア半島が返還されることなく「国際関係に平和を取り戻し、国際法の力を完全に発揮させる」ことは不可能との認識が多くの国々に一段と広がっていると指摘[129]。「われわれはクリミアを解放するための取り組みを続ける。クリミアのウクライナ国家体制への本格復帰は確実に実現する」とした[129]。また「われわれはクリミア再統合の準備を進めており、クリミアおよびクリミア半島の港湾都市セバストポリの再統合と脱占領に関する諮問委員会に関する法令に署名した」と述べた[129]。
- 米国防総省のシン副報道官は定例記者会見で、ウクライナに供与後、ロシア軍による攻撃で損傷した米国製地対空ミサイルシステム「パトリオット」について「修理は完了し、完全に稼働している」と明らかにした[130][131][132]。損傷の程度について「一時的なもので軽微だった」と述べた[130][131][132]。
- 岸田文雄首相は、広島市内でフランスのマクロン大統領、ドイツのショルツ首相、カナダのトルドー首相とそれぞれ会談した[133][134]。対露制裁やウクライナ支援で緊密に連携していくことなどを確認した[133]。マクロンは、日本のウクライナ支援を評価した[133]。ショルツとの会談では、ウクライナとの揺るぎない連帯を示していくことで一致した[133]。
- プリゴジンは「バフムトの北方でロシア軍が570メートル後退し、ワグネル部隊の側面をがら空きにした」と非難する声明を発表した[135][136]。「戦線をなお数日間は保持するようロシア国防省上層部に要求する」とも述べた。ロシア国防省は戦況発表で、バフムトに関して「軍が制圧を目指して戦闘を続けている」と言及した[135]。ウクライナ軍東部方面部隊のチェレバティ報道官は、「軍が過去1日間にバフムト周辺で最大で1700メートル前進した」と発表した[135]。
- ウクライナで未明、全土に空襲警報が発令された[137]。その後、一部地域で爆発が報告された[137]。複数の地域で防空部隊が作戦を遂行した[137]。キーウ市の軍当局トップは、ロシア軍がキーウに向けてドローンを相次いで飛ばしたとした上で「キーウに向けられた全ての航空ターゲットはわれわれの対空防御によって破壊された」と述べた[137]。中部のクリブイリフ、西部のリブネやルーツクなどでは爆発が報告された[137]。ウクライナ軍は、ロシア機が上空で飛行しており、極超音速ミサイル「キンジャル」で全土を攻撃する恐れがあると警告した。ドネツク州ロシア支配地域の当局者は、ウクライナ軍が未明にドネツク市に「グラート」ミサイル8発を発射したと述べた[137]。
- G7広島サミットが、広島市内で開幕した[138][139][140][141][142]。3日間の開催で21日まで。ウクライナ情勢は主要議題[注 9]となり[143][139]、ウクライナへの支援の継続・対露制裁の強化が確認された[144][145][146]。当初、オンライン参加とされていた[147][148][149]ゼレンスキー大統領[注 10]も20日にも来日し21日に対面参加する[144][145][148][150][151][152][153][154][155][156][157][158][159][160]。ゼレンスキーのアジア訪問は侵攻後初となる[159]。ウクライナのオレクシー・ダニロフ国家安全保障国防会議書記は、「非常に重要な事柄が承認されることになっている。ウクライナの国益保護の観点から、大統領の直接出席が極めて大切だ」と語った[145][155]。アメリカとイギリスはサミット開催に際して対露追加制裁を発表した。アメリカは、戦争継続を困難にするため、軍需関連など70社・団体を米企業との取引禁止対象に指定するほか、300超の個人や船舶などを制裁対象に加える[161][162][163][164]。イギリスは、ロシア産ダイヤモンドの輸入を禁止すると明らかにした[165]。プーチン大統領や支持者へのさらなる圧力として、86の個人と団体に対する追加制裁を準備していることも明らかにした[165]。米政府高官によると初日の討議では、制裁の抜け道をふさいだり、ロシア産エネルギー輸出制限を強化したり、ロシアによる国際金融網へのアクセスを一段と難しくしたりする対応について話し合う[161]。ミシェルEU大統領はサミット開幕に先立ち会見し、「ロシア産ダイヤの取引を制限する」と述べた[166][167]。ウクライナに関するG7首脳声明[168]を発表し、ロシアによる核兵器の威嚇、使用は「許されない」と表明[144][169]。ロシアの侵攻を「最も強い言葉で非難する」とし、完全かつ無条件の撤退を要求[144]。制裁強化で一致した[144][169]。また、「我々のウクライナ支援は揺らがない」と強調した[170]。ロシアに武器などを提供する第三国に物的支援の即時停止を促し、従わない場合は「深刻なコストに直面する」と警告した[170]。この声明を踏まえ、日本政府も追加制裁を発表した。ロシアに対する制裁の回避や第三者を通じた迂回に関与したロシアの関係者ら約100の個人・団体を資産凍結の対象に追加すると発表した[171][172]。重要品目の輸出禁止措置を拡大することも明らかにした[171]。
- オーストラリアは、ロシア国営原子力企業ロスアトムなど21の団体と3個人に制裁を下すと発表した[173]。ロシアと、ロシアが実効支配する地域への機械の輸出も禁止する[173]。「G7を含む国際パートナーと協調した決定」と説明している[173]。
- アメリカは自国のF16をウクライナに供与することに関して消極的だが、同盟国が供与を決定すればウクライナへの機体の引き渡しを承認する用意があることを示唆した[174][175]。ロシア軍によるミサイルとドローンの攻撃を防衛する上で同戦闘機が喫緊に必要と判断した[174]。これらのF16に乗り込むウクライナ軍のパイロットをどこで訓練するのかについても、まだ決定していない[174]。なお現時点では、どの同盟国もF16の供給に関する公式要請を行っていない[174]。米国務省も現時点でそうした業務への着手の指示を受けていない[174]。
- ゼレンスキー大統領は、サウジアラビアを訪れ、西部ジッダで開かれたアラブ連盟首脳会議に出席した[176][177]。ウクライナの和平案[注 5]への支持を呼び掛けた[176][177]。サウジアラビアの事実上の最高権力者で首相のムハンマド皇太子らと会談し、「サウジアラビアは重要な役割を担っている。われわれの協力を新たなレベルに引き上げる用意ができている」と強調した[176]。
- 中国政府の李輝ユーラシア事務特別代表は、ワルシャワで、ポーランドのWojciech Gerwel外務次官とウクライナ情勢を協議した[178][179]。ポーランド側は「ロシア軍の撤退と占領した領土の返還が唯一の受け入れられる解決策」だと伝えた[178][179]。ポーランド高官は、中国がロシアの侵略を非難することへの期待も表明した[178][179]。李特別代表は「ウクライナの情勢は誰の利益にもならない」と強調し、停戦と和平交渉の重要性を指摘[178]。中国は核兵器の使用に反対すると説明した[178]。
- 英紙フィナンシャル・タイムズは、ワグネルが系列企業を通じ、2022年12月に中国からヘルメット2万個を調達したと報じた[180]。総額は200万ドル(約2億7600万円)[180]。輸出した浙江省杭州市の商社は「ゲーム用」と主張[180]。ワグネルの創設者プリゴジンは「（系列企業の）名前は聞いたことがない」とコメントした[180]。系列企業は、アフリカで活動するワグネル戦闘員に制裁を回避して物資供給するのにも関与していたという[180]。一方、独誌シュピーゲルなどは調査報道で、中央アジアのカザフスタンが中国製ドローン供給などの中継地になっていたと明らかにした[180]。あるロシア企業はカザフスタンに現地法人を設立し、広東省深圳市のDJI社のドローンを購入した[180]。また、ロシアは1800万ドル(約25億円)相当の半導体をカザフスタン経由で調達[180]。シュピーゲルによると、ドイツが供給元で「富士通の半導体」も含まれていたという[180]。半導体は、地雷除去にも必要とされる[180]。
- ウクライナのクレバ外相は、ポルトガルのジョアン・ゴメス・クラヴィーニョ外相との共同記者会見で、仲裁は「ウクライナ領土の完全な回復につながる」べきで「紛争を凍結」してはならないと指摘[181]。「この2つの原則を尊重し、誠実に行動すれば、誰もが役割を果たすことができる」とした[181]。またG7は「親しい友好国かつパートナー国」であり、ロシアに対する新たな制裁やウクライナへの財政支援など「常に議論すべきことがたくさんある」としたほか、7月にリトアニアの首都ビリニュスで開催されるNATO首脳会議で、ウクライナのNATO加盟に向けた「意味のある一歩」が踏み出されることを期待していると語った[181]。

### 5月20日
- アメリカのジェイク・サリバン大統領補佐官（国家安全保障担当）は、広島市で記者会見し、アメリカ製戦闘機F16を含む航空機について、アメリカが同盟国などと共同でウクライナ軍のパイロットへの訓練を行うと明らかにした[182]。ウクライナが強く求めているF16の供与については、欧州各国の一部が機体を提供し、アメリカは訓練を行う方向で調整が進んでいる[182]。
- G7広島サミット2日目、成果をまとめた首脳声明「G7広島首脳コミュニケ」[183]を発表した[注 11][184][185][186][187][188]。ロシアのウクライナ侵攻が続く限り、ウクライナを支援すると表明した[184][185][186]。ロシアに大きな影響力を持つ中国に対し、「軍事侵攻をやめ、即時、完全かつ無条件にウクライナから撤兵するようロシアに圧力をかけることを求める」とした[184][185]。中国やインドなど第三国を「抜け道」とした制裁の回避を阻止するため、ロシアへの輸出制限措置を「侵略に重要なすべての品目」に拡大するとも明記した[189]。G7全体で600を超える追加制裁を打ち出し、揺るぎない結束を表明した[189]。従来の対露制裁は軍需産業やハイテク、エネルギー、貿易、金融を主な標的にしてきたが、日用品メーカーを含めた製造業、建設、輸送も加え、第三国によるロシア支援を監視する[189]。「ロシアへの支援は深刻な代償を伴う」と警告し、制裁に距離を置く「グローバルサウス」の新興国・途上国にも協力を促した[189]。アメリカは、対露輸出の全面禁止を視野に入れる[189]。財務、国務両省は今回、中印など20国以上にまたがる320余りの個人・団体に追加制裁を発表[189]。商務省は71社に対する米国製品の輸出を事実上禁止した[189]。軍事転用できる半導体が使われた衣類乾燥機などの消費財や、違法輸送に関わるイランの船舶会社が含まれる[189]。ダイヤモンドや民生用原子力製品の取引制限にも踏み込んだ[189]。米英は世界有数の原子力企業であるロシア国営「ロスアトム」の関連企業に制裁を科す[189]。このほか、日本は約100、イギリスは80超、カナダは70超の対露制裁をそれぞれ講じる方針[189]。
- ゼレンスキー大統領は、フランス政府の専用機で広島県三原市の広島空港に到着した[190][191][192][193][194][195][196]。ゼレンスキーは到着後「日本。G7。ウクライナのパートナーや友人との重要な会合となる。勝利に向けた安全保障と協力強化。今日、平和がより近づく」とツイッターに投稿した[197][190][191][192][195][196][198]。G7広島サミットに出席するほか、岸田文雄首相やモディ印首相[199][200][201]、バイデン米大統領[202]などとの個別会談もした[203]。ゼレンスキーは、モディ印首相との会談で、和平協議の枠組みづくりに加わることを呼び掛けるとともに、地雷除去と移動診療所の必要性を伝達した[204]。モディは「ウクライナでの戦争は全世界にとって大きな問題であり、全世界に多くの影響を与えてきた」と指摘[205]。「これは経済、政治だけの問題ではなく、人道問題だ」との認識を示し、戦争終結を助けるために「全力を尽くす」と表明した[205]。両氏の会談は、ウクライナ侵攻後初めて[205]。インドは「グローバルサウス」と呼ばれる発展途上国や新興国の代表国[200][注 12]。ゼレンスキーはスナク英首相との会談で、戦闘機供与の国際的な取り組みで主導的な役割を果たしてくれたことに謝意を伝えた[204]。スナク英首相は「やったな」と声を掛け、ゼレンスキーと抱き合った[206]。マクロン仏大統領はゼレンスキーに対し「途上国の首脳らにウクライナの現状を伝える貴重な機会だと思う。『ゲームチェンジャー』になるだろう」と語った[204]。その上でマクロンは「最後の最後まで」フランスはウクライナとともにあると伝えた[204]。広島市内で演説も行われた[200]。フォンデアライエンEU委員長は、NHKのインタビューで「私は、ここ10日間のうちに何度かゼレンスキー大統領に会っていて、日本に来て、平和の都市である広島で各国の首脳たちに会うことを強く勧めていた。こここそが、公正な平和を実現する方法を話し合うのにふさわしい場所だ」と述べ、ゼレンスキー大統領にG7広島サミットへの参加を促していたことを明らかにした[207]。
- クリミア半島の親ロシア派当局は、シンフェロポリ、セバストポリ間をつなぐ鉄道路線で貨物列車の脱線が起き、運行の中断を強いられたと報告した[208]。クリミアの鉄道当局は「第三者の妨害工作」による脱線と言明[208]。
- プリゴジンは、バフムトを「完全に制圧した」とする声明を発表した[209][210][211]。「25日からワグネル部隊をバフムトから撤退させ、休息させる」と指摘[209]。プーチン露大統領やスロビキン露軍副司令官らに支援への謝意を述べた一方、プリゴジンとの確執が指摘されてきたショイグ露国防相とゲラシモフ参謀総長を「戦争を個人の娯楽にしている」などと名指しで非難した[209]。ゼレンスキー大統領に対し「ウクライナの若者たちはよく戦ったと伝えたい」などとも述べた[209]。ロシア政府も、ウクライナ東部ドネツク州の要衝バフムトを完全に掌握したと発表した[212]。ロシア国防省は「南部軍の砲撃と航空支援を受けたワグネルの攻撃により、バフムトの解放は完了した」との声明を発表[212]。一方、ウクライナ軍東部方面部隊のチェレバティ報道官は「バフムト市南西部でウクライナ軍が陣地を保持している」とし、プリゴジンの主張は事実ではないと指摘した[209][210][211]。
- ロシア外務省は、オバマ元米大統領を含む500人のアメリカ人を新たに入国禁止にしたと発表した[213][214]。アメリカによる対露制裁への対抗措置としている[213]。アメリカ人のロシア入国禁止リストには、1300人以上が掲載されている[214]。
- クアッド首脳会談が、広島市で開かれた[215]。共同声明を発表し、「ウクライナで生じている戦争に対する我々の深い懸念を表明し、その恐ろしい悲劇的な人道的帰結を悼む」と明記した[215]。
- ロシアのグルシコ外務次官は、バイデン米政権が欧州の同盟国によるF16のウクライナ供与を容認する方針に転換したことについて「状況をエスカレートさせるものだ」と批判した[216][217][218][219]。「欧米自身にとって重大なリスクになる」とも警告した[216][217][218]。グルシコは「今後、考慮に入れることになる」とする一方で「われわれには目的達成に必要な手段がある」と述べ、軍事作戦を続ける姿勢を明確にした[216]。
- ラブロフ露外相は、G7首脳声明に対し、ロシアと中国の「二重封じ込め」を目的としたものだとして反発した[220]。西側諸国がウクライナを利用して「地政学的な競争相手としてロシアを排除すること」を目指していると主張[220]。西側諸国はロシアとの貿易・経済関係を遮断するよう各国に圧力をかけているものの、ロシアは多くの同盟国から支持を受けていると述べた[220]。

### 5月21日
- G7広島サミット最終日、ゼレンスキー大統領を交えて討議を行い閉幕した[221][222][223]。侵攻開始後、G7首脳がそろってゼレンスキーと対面するのは初めて[222]。ゼレンスキー大統領は、ウクライナは10項目の和平提案[注 5]を示したと述べた[224]。「侵略者が我々の土地にとどまる限り、誰もロシアとの交渉のテーブルに着かない」とし[224][225][226]、「世界はロシアに一歩一歩平和を回復させるように仕向ける十分な力を持っている」と続けた[224]。さらに「我々の世界は広大で、我々はそこで一丸となっている」「日本からアラブ諸国まで、欧州から中南米まで、我々のフォーミュラ（公式）に対する支持を得られている。我々はこの取り組みを続ける」と述べた[224][226]。各国首脳はウクライナの人的被害やエネルギー・食料不安に懸念を示した[223]。7月に各国の首脳級を招き「平和サミット」を開催したいと提案した[227][228]。議長・岸田文雄首相は閉幕に当たって会見し、「ゼレンスキー大統領を招いてG7とウクライナへの揺るぎない連帯を示せたこと、法の支配に基づく国際秩序を守る決意を世界に示せたことは意義深い」と語った[221][229]。「核兵器による威嚇、ましてや使用はあってはならないとのメッセージを緊迫感を持って発信した」と成果も強調した[225][229]。
- バイデン米大統領は、ゼレンスキー大統領と広島で会談した[230][231][232]。バイデンは、弾薬、火砲、装甲車などが含3億7500万ドルの新たな軍事支援を発表し、ロシアからウクライナを防衛するために必要なあらゆる援助を約束した[230]。「全てのG7メンバーとともにわれわれはウクライナを支援してきた。どこにも行かないと約束する」と強調し[230]、「アメリカはウクライナの防衛能力を高めるためにできることをすべて継続する」と表明[232]。ウクライナの「公正な和平」を支持し、同国の領土の一体性と主権は「交渉の対象になりえない」とも述べた[232]。ウクライナの対露防衛と抑止を長期的に支援する用意があると伝えた[230]。F16など第4世代戦闘機の操縦士育成についても議論した[230][233][234]。ゼレンスキーはバイデンに謝意を伝えた[230][235]。
- ゼレンスキー大統領は、尹錫悦韓国大統領と広島で会談し、韓国が医薬品や教育分野で人道支援をしてきたことに謝意を示しつつ、早期終結に向けた協力のさらなる拡大を求めた[236][237]。殺傷武器を除いた装備の支援を希望すると伝えた[236][237]。尹大統領は、国際社会との緊密な協力の下、外交的、経済的な援助を含め、ウクライナが必要とする支援を提供していくと約束した[236][237]。「韓国は自由の価値と法治に基づく国際秩序を強固にするため、G7各国と緊密に協力していく」と強調した[238]。「地雷を除去する装置や緊急護送車両など、現在ウクライナが必要とする物資を速やかに支援できるよう努力する」と応じた[236][237]。戦後のウクライナの都市再建に向けた韓国企業の参加についても意見交換した[236][237]。
- 岸田文雄首相が、広島市内でゼレンスキー大統領と会談し[239][240]、「ロシアの核の威嚇、使用はあってはならない」と表明[241][242]、ウクライナとの連携に決意を示し、自衛隊のトラックなど車両約100台や非常用糧食約3万食分を新たに提供する方針を表明した[243][244][245][242]。G7としてあらゆる側面から支援を継続する方針を確認したことも伝えた[245]。3月のウクライナ訪問を振り返り、「現地の情勢、張り詰めた空気を自分の目と肌で直接感じることができ、ウクライナの美しい大地に平和を取り戻すため、ウクライナとともに歩んでいく決意を新たにした」と述べた[246]。ゼレンスキーは、G7広島サミットに招待されたことについて「今回のサミットで、これだけウクライナに対する注目をいただいたこと、特にウクライナの主権、領土一体性、ウクライナの人たちに対する支持を表明していただき一生忘れることはない」と述べた[243][246]。
- ゼレンスキー大統領は、広島市内で会見した[247]。会見直前に平和記念資料館を訪問[221][248]。印象に残ったことを記者から問われ、「破壊された広島の写真と、破壊されたバフムトの姿が似ている」と答えた[247][249][250]。どちらも建物や道路が消え、人影もないとした上で、今の広島は「生きている街、平和な街、人の命を尊重する街」だと指摘[247][249][250]。「バフムトも広島のように再建できる」と述べた[247][250][251]。バフムトを「完全に解放した」とするロシア政府の発表については、「市内に兵士がおり、制圧されていない」と述べ否定した[247][252]。G7が武器を供与する中、装備輸出に制限がある日本に対しては、「武器を供与できる国からは武器をいただきたいのが本音だが、法的な制約も十分に理解している」と述べ[253]、復興に必要な技術力を期待していると語った[247][249][251][253]。鉄道やエネルギーなどインフラの再建に日本の経験が重要だと語り、岸田文雄首相との会談でも議論したことを明らかにした[247][251]。「ロシアの行為の邪悪さと愚かさが野放しにされれば、世界は破滅する。人類の歴史から戦争をなくさなければならない」とし[254]、「ウクライナの領土を取り戻すことを夢見ている。ロシアの捕虜となった国民、連れ去られた子供たちを帰還させることを夢見ている」とも語った[255]。その上で、「ロシアが占領する領土の一部でも保持することを許されるなら、国際法は二度と適用されなくなる」と指摘した。「ロシアを最後の侵略国にするため、団結しなければならない」と述べ、被爆地の広島からメッセージを発信した重要性を強調した[255]。「戦争で多くの人が命を失った。ロシアによる破滅的で愚かな戦争に対処しなければ、世界が廃墟になってしまう。ここで勇敢に出ていかなければ、ロシアによる大量虐殺は成功したかもしれない」とも指摘した[256][257]。F16戦闘機については、供与時期は不明だとした上で「時間がかからないように努力する」と強調した[252]。
- プリゴジンの発言に続き21日、ロシア国防省はバフムトをロシアの民間軍事会社「ワグネル」がロシア正規軍の支援を受けて「全域制圧」したと主張した[258][259]。ゼレンスキー大統領は同日、G7サミットに出席するため訪問していた広島市で、記者団に「違うと思う」と述べ[260]、ウクライナの国防次官もSNSでウクライナ軍が「市内の一角を掌握し続けている」と述べるなど、ウクライナ側は20日と同様に否定をしており、ロシア軍が国内向けに「戦果」を誇示している可能性があるとみられている[258][259][261]。
- ロシア外務省は、G7広島サミットについて「非西側諸国を取り込み、中ロの発展を阻止する」ことを狙ったと非難した[262]。ペスコフ大統領報道官は、サミットにロシアの友好国であるブラジルとインドも招待されたことについて、「心配していない」とし、ラブロフ外相は西側諸国とグローバルサウスの間に「断層が生じている」と主張した[262]。政権にとって西側諸国によるウクライナ支援は既定路線で、侵攻の長期化を見据えて「戦時体制」を固めている。ロシア国営テレビは「西側諸国は対ロ制裁の強化で合意したが、ロシアへの全面禁輸に踏み切れなかった」と報じた[262]。また、広島でのサミット反対デモを「国民の総意」と歪曲しつつ、「バイデン米大統領の訪問に日本人は激怒した」と報じた[262]。メドベージェフ前大統領は、G7による対露全面禁輸が現実となれば「(ウクライナ産)穀物輸出合意を打ち切る」と警告[262]。G7首脳声明に全面禁輸が盛り込まれなかった[263]。一方、ゼレンスキー政権との停戦交渉は無理だとしつつ「戦後の世界秩序はアメリカとしか話せない」と指摘[262]。局面打開のための対米交渉に含みを残した[262]。ザハロワ外務省情報局長は、米国が核兵器を使った広島で「ロシアの核の脅威」をテーマとするのは「皮肉極まりない」と論評[262]。プーチン大統領の最側近パトルシェフ安全保障会議書記は「(米国は)原爆を落としたのはソ連だと日本人に吹聴している」と根拠なしに発言した[262]。

### 5月22日
- 英紙フィナンシャル・タイムズは、G7広島サミットにウクライナのゼレンスキー大統領が出席したことが「国際的な観点から重要だ」とする外交・防衛政策の米専門家、コリ・シェイクの見解を紹介[264]。ゼレンスキーは「ウクライナ人に闘志を与え、ロシアにウクライナへの支持の広さを示した」と指摘した[264]。英紙ガーディアンなどによると、ゼレンスキーの出席を巡っては、スナク英首相が「G7に来て直接訴えた方がいい」と提案していた[264]。スナクはゼレンスキーの出席によって、西側諸国の指導者が同氏を支持しているという「信じられないほど強力なメッセージをロシアに送った」と述べている[264]。
- 岸田文雄首相は、自民党役員会で、ウクライナのゼレンスキー大統領のG7広島サミット対面参加について、「先月になってゼレンスキー氏から対面参加の強い要望があった。大統領の安全な来日を確保するため水面下での調整を集中的に行った」と説明した[265]。「ゼレンスキー氏を交え、ウクライナ支援についてG7の連帯を強く発信することができた」と振り返った[265]。
- ウクライナに接するロシア西部ベルゴロド州のグラドコフ知事は、ウクライナ軍の「破壊工作グループ」がロシア領内に侵入し、ロシア軍と治安部隊が応戦中だと主張した[266][267]。8人が負傷したと表明した[268]。ロシア軍や連邦保安局が合同で掃討作戦を実施。グラトコフ知事は州内にテロ対策特別態勢を導入した[268][269]。ロシアの「対テロ作戦」の発動は侵攻後初[270]。ウクライナ軍に外国人義勇兵として参加する「自由ロシア軍」は、「自由を守るために武器を取った。クレムリンの独裁政治を終わらせるときが来た」と投稿[266]。ウクライナ国境に近いベルゴルド州コジンカ地区を「解放した」とし、前線部隊がベルゴルド州グライボロン地区に入ったと書き込んだ[266]。また、ロシア領内と思われる橋に自由ロシア軍の旗を掲げた写真も投稿[266]。「皆さんは怖がらず家にいてください。われわれはプーチンと違って民間人に手を出さず、自らの目的のために利用することもない」と書き込んだ[266]。「ロシア義勇軍団」も関与を認める声明を出した[269]。
- 自由ロシア軍はベルゴロド州での作戦について「ロシア義勇軍と共同でロシアとの国境地帯に非武装地域を設け、ウクライナ領に向けて砲撃を行えないようにする」と発表した[271]。
- モスクワ大学の上空に、風船に持ち上げられる形で、自由ロシア軍の旗が掲げられた[272]。自由ロシア軍は、テレグラムに「我々を支持し、待っていた人々のおかげだ！」「ロシア、自由のための軍団！」と投稿した[272]。モスクワのさまざまな場所で反体制旗が掲げられているように見える様子も収められている[272]。
- ボレルEU外交安全保障上級代表は、ウクライナへのF16戦闘機供与に関連し「パイロットの訓練は既に始まっているようだ。近いうちに供与できるようになることを願っている」と述べた[273][274][275]。ボレルは、米国が欧州の同盟国によるF16供与を容認したことに歓迎の意を表明[273]。ウクライナにとってF16は必要だと指摘した[273][276]。パイロットの訓練には数か月かかる見通しとされる[273]が、「時間はかかるが、早ければ早いほど良い」とした[274]。オロングレン蘭国防相は、「デンマーク、ベルギー、イギリスなどの友好国と協力して行う取り組みで、調整が必要だ。だが(アメリカから)ゴーサインが出たからには、調整を加速させる」と述べた[275]。オロングレンは、訓練は戦闘機供与をめぐる手続きの「最初の一歩」だと述べ、「友好国や、F16の供与可能性のある国と協議を続ける。これが2歩目になるが、現時点の議題ではない。次の段階に入るのを待つ」と説明した[275]。ボリス・ピストリウス独国防相は、ドイツは「F16を保有しておらず、操縦訓練を支援できない」ため、関与は最小限になると述べた[275]。リトアニアのランズベルギス外相は、F16を供与するための「戦闘機連合」の拡大を称賛した[276]。また、各国に対して、ウクライナがすでに受け取っている西側諸国の兵器をさらに必要としていることを忘れないよう促した[276]。ケンドール米空軍長官は、F16がウクライナに到着するのは、早くても数か月かかると述べ[277]「持っていない能力を与えるが、劇的なゲームチェンジャーにはならない」との見解も示した[278]。
- EUは、当初の目標だったウクライナ兵1万5千人の訓練を既に完了し、年末までにさらに1万5千人を訓練する予定だと明らかにした[273]。ボレルEU外交安全保障上級代表は、声明で「ウクライナの防衛の成否は、弾薬や武器の納入のスピードに左右される」と訴え、各国に一層の軍事支援を促した[273]。
- 中国外務省の報道官は、ゼレンスキーがG7広島サミットに参加したことは知っているとし、「中国のウクライナ危機に対する姿勢は一貫している。我々は常に、危機は対話と協議を通じて政治的に解決されるべきだと考えている」と述べた[279]。報道官によれば、中国は、特にG7各国が国際社会と協力して、ウクライナ危機の政治的な解決を促す建設的な役割を果たすことを望んでいるという[279]。
- ウクライナ軍参謀本部は、バフムトとマリンカは、引き続き「戦闘の中心」になっていると表明した[280]。バフムトでの戦闘は継続しており、ロシア軍は同市とイワニウスケを狙って複数の空爆を実施したとした[280]。さらにウクライナ軍はマリンカ近くで、いくつもの敵の攻撃を跳ね返したと述べた[280]。このほか、ドネツク州のポビエダ村も敵による砲撃を受けたと付け加えた[280]。ロシアの攻撃は集合住宅や民間人の家屋、幼稚園など、市民のインフラ施設に命中し、複数の負傷者が出たとも述べた[280]。民間の重要なインフラ施設を狙った大規模なミサイル攻撃や空爆は、ドニプロ、ザポリージャの両市、ハルキウ州の複数の集落に対しても行われたという[280]。ゼレンスキー大統領は、自国の空を守るウクライナ軍に感謝を表明[280]。「昨夜から今朝にかけて25機のドローンすべてを撃墜した」と称賛した[280]。
- 米国務省のミラー報道官は、「ワグネルが海外の業者から武器を購入し、マリを経由してウクライナに輸送しようと試みている兆候がある」と説明した[281][282][283]。ワグネルは偽造書類を使って自身らの関与を秘匿するための隠蔽工作を図ろうとしているという[281][282][283]。
- 国連は、ウクライナ産の穀物を黒海経由で輸出する4者合意で指定された輸出港の一つのピウデンニ港について、5月2日以降、船舶が入港できていない状況に懸念を表明した[284]。国連報道官によると、輸送船舶を管理する共同調整センターではウクライナへの航行申請17件を受理[284]。7件がすでに承認されたが、ピウデンニ港行きの申請はこれまでのところ一件も承認されていない[284]。「ピウデンニ港には5月2日から船が入っていない。このような事態を懸念しており、合意の完全運用を改めて呼びかけたい」と会見で語った[284]。
- ロシア紙イズベスチヤは、SWIFTの決済システムにロシア農業銀行が復帰することをEUが認めるのは、ウクライナ戦争終結後のみになると報じた[285]。
- ワグネル・創設者プリゴジンは、バフムトから6月1日までに撤退し、ロシア正規軍に引き渡すと表明した[286]。ワグネルとロシア軍はバフムト陥落を主張しているが、ウクライナ政府はこれを否定している[286]。プリゴジンは「ワグネルは5月25日から6月1日の間にバフムトを離れる」と述べた[286]。
- IAEAは、ロシアが占拠するザポリージャ原発が外部電源を一時喪失したことについて、極めて不安定な原子力安全の状況を示していると懸念を表明した[287]。ウクライナ原子力企業エネルゴアトムは、ザポリージャ原発が外部電源を一時喪失し、非常用ディーゼル発電機が作動したと発表[287]。ロシアの攻撃で送電線が損傷したが、その後に復旧したという[287]。欧州最大のザポリージャ原発はロシアが軍事拠点化しているとされる[287]。IAEAのグロッシ事務局長は声明で、外部電源喪失について、安全状況が脆弱であることを明らかにしたと強調[287]。「原子力事故の真の危険を回避するために今行動しなければならない」と訴えた[287]。

### 5月23日
- ロシア領ベルゴドロにあるロシア連邦保安庁と内務省の建物がドローン攻撃を受けたとロシアメディアが報じた[288]。
- マリャル宇国防次官は、東部バフムトでの戦闘は減少していると明らかにした[289]。ウクライナ軍は依然として小規模な拠点を維持しているという[289]。マリャルは「我が軍は市の南西郊、『航空機』区域内を支配している」と説明[289]。これはバフムト南西の広場にあるミグ17を使った記念碑の残骸のことを指している[289]。マリャルはまた、ウクライナ軍が市の南と北の側面で「わずかに前進」したとも主張した[289]。「郊外で戦闘が続いている。敵は有利な陣地を確保しようとしているが、失敗した。一部の地域では敵は守勢に回っており、大きな損失を被っている」という[289]。
- ウクライナ当局の行方不明者捜索チームは、ロシア側から奪還した地域でこの1か月に50人の遺体を発見した[290]。ウクライナの行方不明者問題を担当する責任者のオレフ・コテンコによると、遺体はロシアに一時支配されていた東部ドネツク、ルハンスク、ハルキウの各州で見つかった[290]。奪還地域での捜索は今も続いているという[290]。ウクライナ内務省は今月、行方不明者の登録システムの運用を開始した[290]。同省によれば、侵攻開始後これまでに数万人の行方が分からなくなり、そのうち2万3000人が「軍事作戦の結果として特殊な状況下で行方不明になった」と正式に認定されている[290]。
- 米シンクタンク「戦争研究所」は、ウクライナ東部の激戦地バフムトのロシア軍について「西部の市境界に到達した可能性が高い」と分析した[291]。ロシア国防省やワグネルは制圧を主張しているが、ウクライナは否定している。一方、バフムト近郊では、ウクライナ軍が攻勢に出ていると指摘した[291]。
- ロシア西部ベルゴロド州のグラトコフ知事は、「テロ対応体制」を依然として維持しているとし、「国防省と法執行機関による領内の浄化は続いている」と述べた[292]。
- ゼレンスキー大統領は、「海軍歩兵の日」に合わせて東部前線を訪問した[293][294][295][296][297]。大統領府のウェブサイトに掲載された投稿[298]には、ゼレンスキーが東部ドネツク州のブフレダール―マリンカ間の防衛線にいる軍要員を訪問し、戦闘員の勇気に敬意を表して国家賞を授与する様子が写っている[293][294]。ゼレンスキーは「ウクライナの海軍歩兵は毎日戦場で、自分たちが敵の破壊やウクライナの土地の解放、最も難しい状況での任務遂行を成し遂げる強力な軍隊であることを証明している」と述べた[293][294]。
- プーチン大統領は、「ソ連当局がウクライナ共和国を創建したのは有名だ。ウクライナは人類史上、それまで存在しなかった」という認識を改めて披露した[299]。憲法裁判所のゾリキン長官とモスクワで会談した中で語った[299]。ゾリキンは、17世紀にフランスで作成された地図のコピーを根拠として持参し、「ウクライナはない」と誇らしげに伝えた[299]。これを受け、プーチンが独自の歴史観に言及した[299]。独立系メディア「ビョルストカ」は、プーチン政権が「固有の領土」として2014年に一方的に併合したウクライナ南部クリミア半島が、同じ地図でロシアとは別の「クリミア・ハン国」と明記されていると指摘。政権のずさんな主張を皮肉った[299]。
- ストルテンベルグNATO事務総長は、F16でウクライナのパイロットに対する訓練を実施したとしても、NATOが紛争の当事者になることはないとの考えを示した[300]。ストルテンベルグはブリュッセルで記者団に対し、ウクライナには自衛の権利があるとし「われわれはウクライナによる自衛権の維持を支援する。これによりNATO、およびNATO加盟国が紛争の当事者になることはない」と述べた[300]。ストルテンベルグは「ある段階で戦闘機供与を可能にする重要なステップ」とし、「われわれが長期的に関与し、ロシアは(われわれの消耗を)待つことはできないという極めて明確なシグナル」だと語った[300]。
- ボレルEU外交安全保障上級代表は、EUはウクライナへの弾薬供給を強化するために2か月前に開始した計画の下で、これまでに合計22万個の砲弾を供与したと述べた[301]。ボレルはブリュッセルで開かれたEU国防相会議で、EUは同計画の下で1300発のミサイルも供与したと発表[301]。1年以内に100万発の弾薬を供給する目標について、一部加盟国が実現不能として支持していないものの、達成は可能との見方を示した[301]。記者団に対し「ウクライナ戦争において、向こう数日、数週間、数か月は戦略的に決定的な意味を持つことになる」と語った[301]。

### 5月24日
- 防衛省は、21日に行われた日宇首脳会談で表明された自衛隊車両約100台の引き渡しの第1弾として自衛隊車両2台をウクライナ側に引き渡した[302][303]。ウクライナのコルスンスキー駐日大使は「日本の支援は重要で、その意味も十分認識している。この素晴らしいニュースを早く国に伝えたい」と謝意を示した[302][303]。民間船で6月にも隣国のポーランドに運ばれ、その後ウクライナに届けられる[302]。陸上自衛隊で不要となった車両を再整備したという[302]。
- プリゴジンは、ロシアはウクライナ侵攻で目標とした「非武装化」に失敗し、ウクライナ軍は今や「世界最強の軍隊」の一つになったと述べた[304]。保守派の一人として、長期戦を見据えて国内の楽観論を戒めたとみられる[304]。国防省との対立に続き、今回の発言もプーチン政権批判と受け取られかねないが、注目を集めることで影響力を保持する狙いもある[304]。「次に続くのはロシア軍だと言っておくべきところだが、現在のウクライナ軍は間違いなく世界で最強クラスだ」と指摘し[305]、「(侵攻前に)ウクライナ保有の戦車が500両だったとすれば、今は5000両。(実戦で戦える)兵士が2万人だったとすれば、今は40万人だ」と発言[304]。非武装化と逆の結果になっているという認識を示した[304]。その上で、アフリカを含む紛争地やバフムトの戦場での経験を踏まえ、プリゴジンは「ウクライナ軍は今日、最強の軍隊の一つになった」と評価[304]。旧ソ連製かNATO製かにかかわらず、どんな軍事システムでも操ることができ[305]、「高度な組織力、準備、情報を有している」と分析した[304]。ロシアがつまづきつづければ、新たな「革命」がロシアを揺るがしかねないとの見方も示した[306][307]。
- WHO総会は、ロシアのウクライナ侵攻を強く非難する動議を賛成多数で採択した[308]。ロシアに対し、病院など医療関連施設への攻撃を行わないよう求めた[308]。日本や欧米諸国など80か国が賛成に回る一方、ロシアや中国、北朝鮮、キューバなど9か国が反対[308]。アフリカ諸国などは棄権や欠席した[308]。この動議に対抗する形で、ロシアとシリアはウクライナを巡る全ての当事者に対し、国際人道法の尊重などを求める決議案を提出したが、賛成13、反対62で退けられた[308]。
- ロシア国防省は、ウクライナと国境を接するロシア西部ベルゴロド州に越境した「ウクライナの民族主義者組織の部隊」を撃退したと主張した[309][310]。70人以上の戦闘員を殺害し、装甲車など計9台を破壊したとしている[309][311]。残存部隊はウクライナ側に撤退したとした[309]。これに対し、「ロシア義勇軍」は、「ロシア国防省が破壊したという装備品が何なのか分からない。われわれに損害は出ていない」と述べ、ロシア国防省の主張は虚偽だと指摘[309]。将来的に再び越境作戦を実施する可能性も示唆した[309]。ペスコフ露大統領報道官は、ロシア南西部ベルゴロド州で22日に発生した越境攻撃について、「深い懸念」を引き起こしていると述べた[312]。ペスコフは「このことは、ウクライナの過激派が我が国に対する活動を継続していることを改めて確認するものだ。これは我々に多大な努力を要求する。このような努力は続いており、将来このような侵入を防ぐために行われている特別軍事作戦も同様だ」と述べた[312]。また、「彼らはウクライナ出身の過激派だ。ウクライナには多くのロシア系の民族が住んでいる[312]。全て同様に、彼らはウクライナの過激派だ」とも述べた[312]。グラトコフ知事は、ベルゴロド州での対テロ作戦は終了したと明らかにした[313]。グラトコフ知事は、「ベルゴロド州の域内での対テロ作戦のための法制度を停止する決定が下された」と述べた[313]。
- 岸田文雄首相は衆院予算委員会で、G7広島サミットについて「G7とウクライナの揺るぎない連帯を示すとともに、G7として、厳しい対露制裁と強力なウクライナ支援の継続などあらゆる努力を行うことを確認した」と述べた[314]。サミットではG7のほか、インドやブラジルなど招待国との議論で、法の支配に基づく国際秩序の堅持や力による一方的な現状変更を認めないとの認識で一致したと説明し、「大きな歴史的意義を持つものだ」と強調した[314]。
- ロシア国防省は、トルコの排他的経済水域で黒海艦隊の情報収集艦「イワン・フルス」に対し、ウクライナ軍が無人ボート3隻で攻撃を試みたと主張した[315][316][317][318][319]。無人ボートは火器で破壊されたという[315][316][317][318][319]。ロシア国防省は、偵察艦が天然ガスのパイプラインの警備中だったと説明した[317][318][319]。ウクライナの内務相顧問は、偵察艦が損傷したという情報があると紹介し、「黒海艦隊が黒海で安全だと感じることは、もはやないだろう」と投稿した[317]。
- 旧ソ連圏経済ブロック「ユーラシア経済同盟」の会合が、モスクワで2日間の日程で開幕した[320]。初日のフォーラムではプーチン大統領が演説し、一部専門家が予想したロシア経済崩壊のシナリオは「現実とならない」と自信を表明[320]。ウクライナ侵攻で西側諸国から制裁を受ける中で経済協力の重要性を強調した[320]。
- 米紙ニューヨーク・タイムズは、今月初旬にモスクワのクレムリンにドローン攻撃があったとロシアが主張していることに関し、この攻撃がウクライナ当局によって計画された可能性が高いとアメリカ政府関係者がみていると報じた[321][322][323][324]。アメリカはウクライナが国境を越えてロシアを攻撃することに懸念を抱いており、同紙は「バイデン米政権を不安にさせるものだ」と指摘した[321][322][323][324]。報道によると、米情報当局は実際に誰が攻撃を行ったかを把握していない[321][322][323][324]。しかし、ウクライナの軍特殊部隊か情報機関のいずれかによるものだった可能性が高いと分析した[321][325]。
- カービー戦略広報調整官は、ウクライナ領からロシア領内に侵入した武装集団が米国製の装甲車に乗っていたとされる点について「調査中だ」と明らかにした[326][327][328]。「ロシア領内への攻撃に米国製の装備が使われることを支持しない」と強調した[322][326][327][328]。米議会もウクライナ支援の継続を重視する一方で、兵器支援に関する「透明性」の確保も求めていて、目的外の使用を懸念している[322]。
- 米紙ウォール・ストリート・ジャーナルは、韓国がアメリカ経由でウクライナに数十万発の砲弾を移送する手続きを進めていると報じた[329][330][331]。韓国は殺傷能力を持つ兵器の提供に慎重な姿勢を示してきたが、方針転換した可能性がある[329][330][331]。同紙によると、アメリカが2022年、砲弾の提供を依頼[329][330][331]。移転は秘密協定に基づき行われる[329]。米国防総省は、移送方法や完了時期についてコメントしなかったが、韓国と砲弾の購入を巡り協議していることは認めた[329]。
- 中国政府の李輝ユーラシア事務特別代表が、ウクライナ情勢を巡りベルリンでドイツ外務省高官と協議した[332]。李は問題解決に向けた中独の意思疎通の重要性を強調し、ドイツ側は「中国との協力」に意欲を示した[332]。李は「危機を解決する万能薬はなく、相互信頼を重ね、和平交渉再開の条件をつくり出す必要がある」と指摘[332]。独高官は「ドイツと中国がウクライナ問題に関する対話を強化することは有益だ」と応じた[332]。
- ウクライナ軍と共闘するロシア人武装勢力「自由ロシア軍団」と「ロシア義勇軍団」の幹部が、ウクライナ北東部スムイ州で記者会見した[333]。ロシア西部ベルゴロド州で22日に起きたとされるウクライナからの越境攻撃に関し、両勢力のメンバー2人が死亡、10人が負傷したと認めたものの、「70人以上を掃討した」とするロシア側の主張は否定した[333]。「襲撃の効果はすさまじかった」「第1段階は成功だと考えている。だが作戦は続いている」と述べた[334]。「ウクライナ国内で行うあらゆることは当然ウクライナ軍と連携を取っている」が、「国境を超えたところでの判断は我々が行っている」と説明した[334]。ロシア軍の越境攻撃への対応は「あまりにも愚かで、遅い」とし、ロシア軍の機動部隊を破壊し、「ロシア軍に多くの死傷者が出た」という[334]。ウクライナ軍の反転攻勢の一部かとの問いには、「そのようなものだと思う」と回答[334]。ウクライナ軍は自由ロシア軍団に「小火器、大砲、重車両など全て」を提供しているという[334]。
- ロシア通信は、ウクライナ軍のワレリー・ザルジニー総司令官がウクライナ南部ヘルソン周辺で負傷し、任務継続が困難な状況になったと報じた[335]。ウクライナ側は否定しており、ロシアが虚偽情報を流した可能性がある[335]。ウクライナのオレクシー・ダニロフ国家安全保障国防会議書記は、SNSでザルジニーがウォロディミル・ゼレンスキー大統領が招集した会合に出席したと指摘し、重傷説を否定した[335]。ザルジニーは自身のSNSで、23日に米欧州軍司令官と電話で会談したと明らかにしていた[335]。
- ミハイル・ミシュスチン露首相は、北京で中国の習近平国家主席、李強首相と会談した[336]。ミシュスチンは習との会談で、「西側が違法な制裁で独占的地位を維持しようとする試みに我々は抵抗する」と述べた[336]。習は「互いの核心的利益における問題で、引き続き揺るぎなく支持し合いたい」と述べた[336][337]。上海協力機構やBRICSなどの枠組みで協力を深める方針も示した[336]。ミシュスチンは「ロシアは中国とともに『世界の多極化』を推進したい」と応じた[336]。李との会談では「ハイテク分野や、航空機生産、造船、機械製造などでの協力」に強い関心を表明し、貨物輸送の拡大にも積極姿勢を示した[336]。
- ペスコフ露報道官は、ウクライナと国境を接する地域にウクライナ側から侵入してきた戦闘員らがアメリカ製の軍用装備を使用していたことを明らかにした[327]。ロシア国防省が公開した破壊された車両とされる映像には、米国製の軍用高機動多用途装輪車「ハンヴィー」などが写っていた[327]。「ウクライナ軍にますます多くの装備が届けられていることは明白で、そうした装備がロシア軍に対する攻撃に使用されていることも明らかだ。この紛争への西側諸国の直接・間接的関与が日に日に高まっていることは、われわれにとって周知の事実だ。われわれは適切な結論を出す」と述べた[327]。ショイグ国防相は、ウクライナの武装勢力による越境襲撃に迅速かつ「極めて厳しく」対応すると約束した[327]。
- ストルテンベルグNATO事務総長は、戦争が続いている限り、ウクライナはNATOに加盟することができないと述べた[338]。「戦争中の加盟は議題にならないことは誰もが理解した」と指摘[338]。「問題は戦争終了時にどうなるかだ」とした[338]。また、ウクライナのNATO加盟を巡る取り組みにおいて、加盟国間に相違があるとした上で「もちろん、NATOで意思決定を行う唯一の方法はコンセンサスを得ることだ。現在、協議が行われている」と言及[338]。NATO首脳会議での最終的な判断がどうなるかについては「誰も正確に伝えることはできない」とした[338]。ラトビアのカリンシュ首相はストルテンベルグ事務総長との会合後、戦争終了後にウクライナのNATO加盟が認められなければ、ロシアが再度紛争を起こす恐れがあるとし、「永続的な平和を実現させるには、NATOに加盟し、独立し、自由で解放されたウクライナが必要だ」と述べた[338]。
- ゼレンスキー大統領は「ウクライナ初のF16戦闘機は、ロシアは敗北するという世界からの最も強いシグナルの1つになる。ロシアは一段と弱体化し、一段と孤立する」と語った[339]。その上で「重要なのは(パイロットの)訓練と(戦闘機の)供与のスピードだ」と述べた[339]。ロシアにイラン製無人機「シャヘド」を供給することでイラン人は「歴史の暗部」に引きずり込まれていると述べて、再考を促した[340]。一方、ウクライナ軍の防空システムで、国内の標的を狙う1160機のうち約900機が撃墜可能だとした[340]。その上でイランに対し「ロシアのテロの共犯者になることに何の利益があるのか」と疑問を呈し「イラン製シャヘドは毎晩、ウクライナをテロの恐怖に陥れている。これはイラン人が歴史の暗部に深く引きずり込まれるという結果にしかつながらない」と強調した[340]。
- ノルウェーのグラム国防相は、F16戦闘機の操縦訓練をウクライナに提供することを支援すると述べた[341]。グラムは「政府はこの取り組みを支持し、ノルウェーが同盟国やパートナーとともにどのように貢献できるかを検討している」と説明した[341]。一方、ノルウェー政府が同国保有のF16戦闘機をウクライナに供与するかどうかは、まだ決定していないと語った[341]。
- EBRDは、2024年に15億ユーロの対ウクライナ投資を行う予定という[342]。EBRDは、22〜23年に紛争期間中におけるウクライナのインフラ支援と信用枠のため、30億ユーロを供給すると発表し、このうち17億ユーロを2022年拠出した[342]。EBRDと出資国・機関は今月、対ウクライナ投資支援のため資本基盤を拡大することで合意[342]。資本増強規模は30億─50億ユーロで、年内に最終的な規模を決定する[342]。
- カザフスタンのトカエフ大統領はユーラシア経済同盟の会合で演説し、ロシアのプーチン政権が同盟関係にある隣国ベラルーシに戦術核兵器を配備すると表明したことを念頭に「失礼だが、いまや核兵器さえも2つの国で1つだ」と述べ、ロシアとベラルーシが政治経済や文化などだけでなく核兵器までも共有していると指摘し懸念を示した[343]。
- ウクライナのミハイロ・ポドリャク大統領府顧問は、ウクライナ軍の大規模な反転攻勢が「すでに数日間続いている」と述べ、ロシア側に対する領土奪還作戦が始まっていることを認めた[344]。「約1500㎞に及ぶ境界線での集中的な戦いだ」と語り、対象地域など詳細は明らかにしなかった[344]。また、ウクライナはイギリスが供与した巡航ミサイル「ストームシャドー」やドイツ製の戦車「レオパルト」などで武装していると強調[345]。欧米から供与された兵器について、ロシア領に対しては使わないが、ロシアが併合したウクライナ南部クリミア半島や、ロシアが実効支配する東部ドンバス地域には使用すると明言した[345]。

### 5月25日
- ウクライナの首都キーウで前日夜から未明にかけて、ロシアによる多数のドローン攻撃があった[346]。攻撃は3時間に及び、ウクライナの対空防衛システムが全機を撃墜したという。首都ではドローン攻撃が相次いでおり、報道によると、今月に入り12回目[346]。ドローンはイラン製「シャヘド」とされる[346]。ウクライナ西部でも、軍やインフラ施設を狙ったとみられるドローン攻撃があり、国防省が36機全てを撃墜したと発表した[346]。ゼレンスキー大統領は、「敵はシャヘドを使ってテロを仕掛けた。どれも標的に達しなかった」と述べた[346]。一方、ロシアが併合を宣言したウクライナ南部クリミア半島でも同じ時間帯にドローン攻撃が起き、親ロシア派当局は6機を撃墜したと表明した[346]。ドローンを使った戦闘が激しさを増している[346]。
- プリゴジンは、バフムトからの部隊撤退を開始したと述べた[344][346][347][348][349][350][351]。「拠点、弾薬、食料を含む全てをロシア軍に引き渡す」と説明した[346][348][349][344][351]。ワグネルは6月1日までに前線から完全撤退し、休養して部隊を再編した上で新たな任務に就くことになるとも説明した[348][349][350][351]。ロシア軍が事態に対処できない場合はワグネルの軍隊がバフムトに戻る用意があるとも述べた[350]。バフムトでワグネルの約2万人が戦死したとも表明した[348][352]。刑務所から動員した約5万人の受刑者のうち、約1万人が戦死したと述べた[349][352]。このほか、契約した戦闘員1万人が死亡したと説明[352]。負傷者も1万人に上るとした[352]。ウクライナ側の戦死者は5万人、負傷者は5万〜7万人と推定した[352]。
- ショイグ国防相は、ベラルーシの首都ミンスクでフレニン国防相と会談し、ベラルーシ内での核兵器の管理規則を定めた共同文書に署名した[344][353]。ショイグは署名に際し「核兵器の管理と使用に関する決定権はロシア側に残る」と指摘[353]。ベラルーシへの核配備は両国が加盟するNPTに違反しないと主張した[353]。ロシアは従来、ベラルーシへの核配備について「譲渡ではなく配備だ」と主張してきた[353]。この日の文書への署名で、核兵器の管理権がロシア側にあることを明文化したものとみられる[353]。ショイグはベラルーシへの核配備について「両国の西側国境で高まっている脅威」に対応した措置だと主張[353]。ベラルーシ軍が露国内で核運用に向けた訓練を受けているとも説明した[353]。ロシアは、NATOと接するベラルーシに核兵器を配備して欧米側を威圧し、ウクライナへの軍事支援を躊躇させる狙いだとみられている[353]。ベラルーシへの核配備を巡っては2022年6月、同国のルカシェンコ大統領の要請に応じるとの形で、プーチン大統領が表明[353]。核弾頭を搭載可能な短距離弾道ミサイル「イスカンデルM」を供与するほか、ベラルーシ空軍機を核運用可能に改修するとした[353]。
- 韓国国防省の報道官は、ウクライナへの弾薬輸出について米国防総省と協議してきたと述べたが、米紙ウォール・ストリート・ジャーナルの24日の報道については「不正確な部分」があるとし、詳細には言及せず、「ウクライナの戦争と人道的状況を総合的に判断しながら適切な措置を講じる」と説明した[331]。
- ウクライナ大統領府のイエルマク長官は、バフムト方面で戦い、ロシア側の捕虜となっていたウクライナ側の兵士合わせて106人が解放されたと、SNSに投稿した[343][354]。長官は「1人1人が国の英雄だ。多くは行方不明とされ、親族はつらい時間を過ごしていた」と述べた[354]。ロシアのモスカリコワ連邦人権問題全権代表は、ワグネルが捕虜交換に関与したとした[354]。これまでの捕虜交換でウクライナ人2430人が解放され、うち139人が民間人だという[354]。
- ウクライナのメディアは、ロシア軍の黒海艦隊に所属する情報収集艦「イワン・フルス」が無人ボートによる攻撃で損傷を受けたと報じた[355][356]。無人ボートの搭載カメラに体当たりの瞬間が映っていたという[355][356]。ロシア国防省は24日、攻撃があったものの火器で破壊したと発表していた[355][356]。インターネットには、イワン・フルスがロシア占領下のウクライナ南部クリミア半島セバストポリの母港に戻ったとされる映像が投稿された。ロシアの軍事ブロガーは、同艦の右舷や左舷に目立った損傷はないとも指摘している[355][356]。
- 米軍制服組トップのミリー統合参謀本部議長は、ロシアは当初、首都キーウを含むウクライナ領土の占領とゼレンスキー政権の打倒を目指したが失敗したため、現在は目標を東部ドネツク、ルガンスク両州の制圧に下方修正したとの認識を明らかにした[357]。ロシアのウクライナ侵攻に関して「ロシアが軍事的に勝つことはない」と明言した[357][358]。同時に、ウクライナ軍がロシア軍の占領地域を解放することも「軍事的に達成可能かもしれないが、短期的には無理だろう」とも述べ、戦闘の長期化に懸念を示した[358]。
- ウクライナを侵略しているロシア軍の占領下にある港湾都市ベルジャンシクで、大規模な爆発が複数回、発生した[359][360][361]。ウクライナ軍が英国に供与された長距離巡航ミサイル「ストームシャドー」で露軍の基地を攻撃したとみられる[359][360][361]。本格的な奪還作戦の開始に向けた攻勢の可能性がある[359][360][361]。
- EUは、ウクライナからの輸入品に対する制限の一時的停止をさらに1年間延長することで合意した[362]。EU貿易担当閣僚が延長に合意した[362]。EUは2022年6月、関税などの1年間撤廃を決定していた[362]。ゼレンスキーはビデオ演説で「われわれがEUに加盟する過程で、これまで一時的だったこの自由化を例外や制限のない恒久的なものにしなければならない」と述べた[362]。

### 5月26日
- ゼレンスキー大統領は、東部ドニプロの病院がロシア軍のミサイル攻撃を受け、2人が死亡、30人以上が負傷したと明らかにした[363][364][365][366][367][368][369]。ゼレンスキーは「ロシアのテロリストらは人道と誠実さに反する本性を再びあらわにした」と前置きし、「吐き気のする連中だ」と非難した[363][366][367][370]。「真の残虐行為だ」と非難し、「より質が高い防空システム」の導入を急ぐため全力を挙げると説明[371]。米国が欧州の同盟国によるF16戦闘機供与を容認したことを踏まえ「領空防衛の重要な要素になる」と訴えた[371]。Twitterに、破壊された3階建てとみられる建物から煙が立ち上る映像を投稿[364]。「新たなロシアのミサイル攻撃、新たな人道に対する罪だ。診療所を攻撃できるのは悪の国家だけだ」と非難した[364]。この攻撃に対し、フランス外務省も「戦争犯罪だ」と非難した[366][371]。
- ブラジルのルラ大統領はプーチン大統領と電話会談した[372][373][374][375]。ルラは、ウクライナ和平の仲介の可能性についてもプーチンに見解を伝えた[372][373]。「ブラジルがインドやインドネシア、中国とともに紛争の双方と対話する意思があることを改めて強調した」と説明した[373][374][375]。6月にロシア西部サンクトペテルブルクで開かれる国際経済フォーラムについては「現時点ではロシアに行けない」と伝えたという[373][374][375]。ロシア大統領府は「プーチン大統領は対話に前向きであることを確認した。会談は建設的で有益だった」との声明を出した[373][374]。ルラは中立な立場の国々の仲介でウクライナ和平を実現する必要性を繰り返し説いている[373][374]。
- 中国政府の李輝ユーラシア事務特別代表は、モスクワのロシア外務省を訪れた[376][377][378][379]。ラブロフ外相、ガルージン外務次官と会談[376][377][379]。ウクライナ情勢を巡り、中国は和平案と称される12項目の「中国の立場」を提唱[376]。李は仲介役として今月中旬からウクライナや欧州を歴訪しており、その結果を最後にロシアで報告する形となった[376]。ロシアに有利な内容と受け止められており、ゼレンスキー政権は単なる「紛争の凍結」は受け入れられないとくぎを刺している[376]。ラブロフはウクライナ情勢を巡る中国の「思慮深い立場」に謝意を示し、「中国が紛争解決に積極的な役割を果たしている」と評価した[379][380]。
- ロシア軍の占領下にあるウクライナ南東部マリウポリのアゾフスタリ製鉄所で、爆発があった[365][381][382]。ロシア側は、ウクライナ軍が長距離巡航ミサイル「ストームシャドー」2発を発射したと主張している[365]。ロシア南部クラスノダール中心部でも、無人機攻撃による爆発が起きた[359][382]。露西部ベルゴロド州でも、国営ガス会社「ガスプロム」の建物で爆発があった[359]。
- ロシア軍は前日夜から朝にかけて、首都キーウなどにミサイル17発と無人機31機を発射した[344][365]。ウクライナ空軍は大半を迎撃したという[344][365][383]。
- ウクライナ国防省は、ロシア軍が占拠を続ける南部ザポリージャ原子力発電所で重大な事故を故意に起こそうとしていると発表した[366][384]。占拠する原発を自ら砲撃し、放射能漏れを引き起こす計画だという[366][384]。
- メドベージェフ露前大統領は、訪問先のベトナムで「何事も必ず交渉で終わるものだ。ただ、ウクライナで現政権が権力を握っている限り会談は不可能だ」と主張し、ウクライナとの戦闘は何十年も続く可能性があるとの見方を示した[366][385]。 ロシアによる核先制攻撃について「アングロサクソン人はこのことに十分に気がつかず、そういうことはないと信じている」と指摘した[386]。その上で、「一定の条件の下ではある」とつけ加え、NATO加盟国がウクライナへ差し向ける兵器の射程が長くなっていることに注意を向け、「多分、彼らは核兵器も与えるだろう」とし、「そうなれば、核を積んだミサイルが彼らに届くことになる」と続けた[386]。西側がウクライナへ核兵器を引き渡した場合、ロシアは先制の核攻撃に踏み切るざるを得ないと主張した[386]。「キーウへ提供される兵器がより破壊的であればあるほど、核の大災害が起きるシナリオの可能性もそれだけ強まる」とも話した[386]。NATOは核兵器が使われた場合、「ロシアは深刻な結果に直面することになる」と警告している[386]。
- 米紙ウォールストリート・ジャーナルは、中国の李輝ユーラシア事務特別代表が、これまでに面会した欧州各国の当局者に「欧州は米国から離れ、ウクライナ国内の占領地域の保有権をロシアに残す条件で即時停戦を呼び掛けるべきだ」とする立場を示したと報じた[380]。欧州側は「露軍の撤退なしでの停戦は国際的利益にかなわない」「欧州を米国から引き離すのは不可能だ」と李の提案を拒否したという[380]。
- 岸田文雄首相は参院予算委員会で、ロシアの侵攻を受けるウクライナへの支援として、新たに10機程度の大型変圧器や140台の電力関係機材を供与する方針を表明した[387]。日本維新の会の音喜多駿政調会長への答弁[387]。首相は「ウクライナ側のニーズを踏まえ、地雷除去やがれき対策を含め、日本の持つ知見や経験を活用し、きめ細やかな支援を迅速に行っていきたい」と説明した[387]。
- 日本政府は、新たな対露制裁を閣議了解した[388]。ロシアの武器商人など102の個人・団体を資産凍結の対象に指定したほか、ロシアの軍事関連団体など80団体を輸出禁止措置の対象とした[388][389]。制裁対象の個人には、制裁逃れに関与している人物が含まれているという[388]。G7広島サミットで、対露制裁の回避・防止に向けて取り組みを強化することで一致しており、サミットの合意を受けた措置[388][389][389]。外務省の発表によると、武器商人のイーゴリ・ジメンコフやロシア民間軍事会社「ワグネル」グループの司令官、ロシア軍部隊司令官ら24個人・78団体を資産凍結の対象に加えた[388][389]。ロシア連邦軍事技術協力庁などを輸出禁止措置の対象とした[388]。ロシアの産業基盤強化につながる物品の輸出禁止措置や、ロシア向けの建築サービスなどの提供禁止措置も行うと発表した[388]。今後、輸出禁止の対象品目などをさらに拡大する[389]。松野官房長官は、「今後も事態の改善に向けて、G7をはじめとする国際社会と連携して取り組んでいく」と強調した[388]。
- ウクライナに接するロシア南部ベルゴロド州の知事は、同州へのウクライナ軍の攻撃が、過去24時間で100回以上あったとSNSに投稿した[390]。ビャチェスラフ・グラトコフ州知事は、同州5地区に対してドローンや迫撃砲、ミサイルの攻撃が繰り返されたとし、コジンカ村にいたっては130回以上攻撃を受けたと述べた[390]。死傷者の有無については触れていない[390]。

### 5月27日
- ロシア外務省は、日本政府が26日の閣議了解した対露追加制裁について「不当」なものだと反発した上で、対抗措置を取らずにはおかないと警告した[391][392]。また、G7広島サミットが非難したロシアによる「核の威嚇」は「臆測」だと一蹴[391][392]。日本に対して「欧州に配備されている米国の核兵器」にも同じように懸念を示すよう注文を付けた[391]。
- ウクライナ軍のザルジニー総司令官は、「われわれのものを取り戻す時が来た」とのメッセージと共に、ロシア軍との戦闘に臨むウクライナ軍の映像を投稿した[363]。ロシアに占領された領土を奪還するための大規模な反転攻勢の開始を宣言した可能性がある[363]。軍トップが表明したのは今回が初めてとみられる[363]。部隊指揮官と整列した兵士らが「断固たる反撃にご加護を」「神聖なる勝利を」などと声を上げ、戦闘に向かう様子が映されている[363]。「ウクライナ軍に対する国際支援の一環として、侵略者からのウクライナ解放にささげる壮観な動画が公開された」とのメッセージが添えられた[363]。ウクライナ国防省の情報本部は「ロシアがザポリージャ原発の事故を偽装する準備をしている」との情報を公表した[363]。「敷地を自ら攻撃し、放射性物質が漏えいしたと発表することを計画している」といい、国際機関による調査を名目にウクライナの反転攻勢を阻止する狙いだと主張している[363]。
- ロシアのガルージン外務次官は、ウクライナ侵攻終結のための条件として、ゼレンスキー政権がNATOとEUへの加盟を断念し[393]、占領地を「ロシア領」と認める必要があるとの立場を表明した[394]。ガルージンは「民族自決権の実現の結果として生まれた新たな領土の現実が承認されなければならない」と強調した[394]。ウクライナ東部ドンバス地域のロシア系住民保護やロシアへの軍事的脅威除去など、軍事作戦の目標は変わっていないと指摘[393]。和平に応じる条件としてウクライナ側の軍事行動停止や、欧米が武器供与をやめることなども挙げた[393]。
- ロシアが一方的に併合を宣言したウクライナ南部ザポリージャ州の港湾都市ベルジャンスクでは、複数の爆発があった[360][361]。
- ワグネルがウクライナで使う軍装備品を確保するためアフリカ北西部マリを含む第三国で、輸出関連書類の偽装工作なども交えて調達を進めていることがわかった[395]。ワグネルによる不正工作を通じたマリでの兵器入手の実態はバイデン政権にも伝えられたという[395]。ワグネルはマリで大きな地歩を固めているとされる[395]。ただ、ワグネルがこれら装備品を思惑通り確保したことを示す兆候はまだ把握していないとした[395]。ワグネルがマリの接触先に求めていたのは地雷、ドローン、レーダーや対砲兵レーダーなどとした[395]。米当局者は「我々は注意深く監視を続けている」とも述べた[395]。ワグネル関係者は今年2月初旬、「トルコの接触先」を通じウクライナ戦争用の兵器や弾薬の入手を図った。ワグネルはこのルートで得た兵器をマリでの作戦につぎ込むことも考えている可能性があったともした[395]。
- WHOによると、侵攻開始後、ウクライナは967件の医療施設がロシアの攻撃による被害を受け、少なくとも97人が死亡し[366]、負傷者は126人とした[396]。今月26日時点での数字で、このうち施設が損傷などしたのは868件だった[396]。ウクライナ中部ドニプロペトロウスク州の州都ドニプロでは26日、医療施設などへの攻撃があり死傷者の発生が伝えられたが、WHOが今回発表したデータには含まれていない[396]。WHOの報道担当者はCNNに寄せた声明で、医療関連施設への全ての暴力行為を非難[396]。「これらの攻撃は国際人道法と国際人権法の重大な違反行為であり、直ちにやめなければならない」と訴えた[396]。

### 5月28日
- ウクライナの首都キーウのクリチコ市長は、未明にロシア軍の無人機による攻撃があり、撃墜した無人機の破片が落下、1人が死亡したと発表した[360][397]。ロシアは5月に入り、キーウを含むウクライナ各地への無人機やミサイル攻撃を激化させている[360][397]。イラン製ドローン54機が飛来し[397]、52機を撃ち落としたと発表した[398]。このうち40機以上はキーウ上空で破壊された[398]。キーウへのドローン攻撃としては、進行開始後、「最大規模だ」としている[398]。AFP通信は、今回の空襲で少なくとも2人が死亡したと伝えた[398]。ウクライナ軍によると、キーウ州を中心にウクライナ中部の軍施設や重要インフラが標的にされた[398]。軍当局者は、キーウで空襲警報が5時間以上続き、攻撃は幾度にもわたって行われたと語った[398]。ドローンの残骸が落下して死傷者が出たほか、倉庫やショッピングセンターなど複数の建物で火災が発生したという[398]。
- ストルテンベルグNATO事務総長は、ウクライナが求めるNATOへの加盟問題について、ロシアとの戦争が続く間は「議題にはならない」との見通しを示した[399]。いずれにしてもこの問題は戦争が終結した時、より多くの関心を集めるだろうと指摘[399]。戦争の発生でウクライナがNATO側へさらに近づく状況が出来たのは確かでもあるとも語った[399]。ストルテンベルグ事務総長はさらに、ウクライナの加入問題をめぐっては機構内にいくつかの異論があることは認めながらも、「全加盟国はウクライナが加わるだろうことでは意見が一致している」ともつけ加えた[399]。
- ウクライナ東部ドネツク州のキリレンコ知事は、ロシア軍は侵攻開始以降、カルリウカにある貯水池ダムの崩壊を狙う砲撃などを繰り返しており、近辺の村落が氾濫に襲われる危険な状況にあると報告した[400]。ハリツィニウカなどの村落が洪水に見舞われる危険性があると指摘[400]。ウクライナの緊急事態対応当局は、ダムは決壊する可能性があると判断し、最悪の被害発生をにらんだ対応策の準備を始めたという[400]。関係する地域には洪水発生の警報を流しているとし、必要なら住民の退避が始まるだろうとした[400]。

### 5月29日
- ロシア軍は、前日夜からウクライナの首都キーウへの攻撃を繰り返した[401]。70を超えるドローンとミサイルがロシアから発射された[401]。ウクライナ軍により多くのドローンが撃墜されたとしている[401]。キーウの軍政当局は昼間に行われた激しい攻撃について、今月に入り16回目だったと説明[401]。速やかな報復を約束した[401]。現在ウクライナ軍による反転攻勢が迫っている[401]。ウクライナ軍トップのザルジニー総司令官は夜通し発射された75の「空の標的」のうち巡航ミサイル37発、イラン製ドローン「シャヘド」29機、偵察ドローン1機を撃墜したと明らかにした[401]。警察は「ほぼ全ての敵の標的が破壊された」としつつ、一部の建物が損傷したことを確認した[401]。この数時間後、キーウは通常と異なる昼間の攻撃に見舞われた[401]。同市軍政トップのセルヒー・ポプコはこの攻撃から「敵が戦術を変えた」ことが分かると指摘[401]。多くの住民が出勤などで外出している昼間を狙う攻撃も行うようになったと述べた[401]。キーウに展開する部隊は、昼間の攻撃でロシアが発射したミサイル「イスカンダル」11発を撃墜したと発表した[401]。男性1人が病院に搬送された[401]。ゼレンスキーは、「世界中の全ての人に感謝する。国民と子どもたちをロシアの恐怖から守るのを支援してくれてありがとう」と発言した[401]。
- ゼレンスキー大統領は、「本日、軍司令部との会議を開き、われわれが前進するタイミングに関する報告を受けた。われわれはやる。決定は下された」と述べた[402][403][404][405]。ウクライナ軍による本格的な反攻作戦の着手が近いことを示唆したかたち[402][403][404][405]。
- ウクライナの最高会議は、ロシアに自爆型無人機を提供しているイランに貿易分野などの制裁を50年間科す法案を可決した[406][407]。軍事物資と、民生にも軍事にも使えるデュアルユースの品々のイランへの輸出を禁止するほか、イランの居住者に有利な経済上・金融上の義務を停止することなどが含まれる[407]。イラン製品のウクライナ国内の通過を禁止するほか、イランの航空機のウクライナ領空の通過も禁止される[407]。
- ロシア占領下のウクライナ南東部マリウポリで、マリウポリの街やその周辺にあるロシア軍の基地に対する攻撃が増加している[408]。特にロシア軍の倉庫や基地のある場所で攻撃が行われているという初期の情報がある。ロシア軍はこうした集落について後方地域とみなしていたものの、状況が変わりつつあるとした[408]。港町マリウポリはアゾフ海の要衝であり、1年以上前にロシア軍による侵攻が始まって以降、最も激しい戦闘のいくつかはマリウポリ市で発生した[408]。ウクライナのゼレンスキー大統領の試算によれば、同市の包囲戦では数万人の死者が出た[408]。ロシア軍による侵攻が3か月近く続いた後、2022年5月にウクライナ軍はマリウポリ市から撤退した[408]。マリウポリの破壊の映像はウクライナにおけるロシア軍の無差別攻撃の象徴となった[408]。
- ロシア内務省は、米共和党の有力者グラム上院議員を指名手配した[409]。グラム上院議員が、ウクライナの首都キーウを訪問し、ゼレンスキー大統領との会談で「ロシア人たちは死ぬ」「最良の金の使い方だ」と発言したことに猛反発した[409]。ゼレンスキーは会談で「自由(に生きる)か死か。われわれは自由であり、今後もそうだ」と強調[409]。グラム上院議員はこれに応答した[409]。「最良の金の使い方」はウクライナ支援を指していたが、プーチン政権は、「ロシア人の死が最良の金の使い方」と受け止めた[409]。連邦捜査委員会のバストルイキン委員長は、発言が「ロシア嫌悪」に当たるとして捜査開始を命令[409]。ペスコフ大統領報道官は「こうした上院議員がいるのは、米国にとってこの上ない恥だ」と皮肉った[409]。
- プーチン大統領は、欧州通常戦力条約を破棄する法案が上下両院で可決されたのを受けて署名し、破棄の手続きが完了し脱退した[410][411]。NATOへの対抗措置[410][411]。ロシアは2007年に履行を停止し、15年に条約に関する協議からの離脱も発表していた[410]。ロシア大統領府のペスコフ報道は、ロシア側が状況を分かりやすくしたとし、「軍備管理と戦略的安定性の分野で大きな空白が生じている。この状況を規制するための国際法の新たな行為で空白を喫緊に埋める必要がある」と述べた[412]。
- ロシア軍は未明、巡航ミサイル最大40発と無人機約35機を、ウクライナの首都キーウなどに向け広範囲に発射した[406]。ウクライナ軍はミサイル37発と無人機30機を撃墜した[406]。ウクライナ軍によると、昼頃にも、短距離弾道ミサイル「イスカンデル」など計11発がキーウに向けて発射されたが、全て迎撃したという[406]。ウクライナ軍などによると、西部フメリニツキー州では軍用空港に着弾し、軍用機5機が使用不能になった[406]。ウクライナ軍参謀本部は、28日のロシア軍側の無人機攻撃に関し、発射数は59機で、ウクライナ軍が58機を迎撃したと発表した[406]。キーウ方面には40機超が飛来し、首都を標的にした無人機攻撃としてはロシアの侵略開始後、最多だったという[406]。
- ボレルEU外交安全保障上級代表は、ロシアとウクライナの戦争が今夏、どのように展開するかについて、楽観視していないと述べた[413]。ボレル代表は、ロシアについて、戦争に勝利しなければ交渉は行わないと考えているとの認識を示した[413]。ボレル代表は「今夏、ウクライナで何が起きるのか、私は楽観視していない。両陣営が戦力を集中させている。この戦争に勝つというロシアの明確な意図が見える。（ロシアは）戦争に勝利しなければ、交渉に応じないだろう」と述べた[413]。
- オーストリアは、ウクライナに対し、地雷を除去する機器について、200万ユーロ(約3億円)の資金援助を行うと明らかにした[414]。「ロシアによる侵攻が始まって以降、ウクライナの市民は世界的に非合法な地雷や爆発性戦争残存物による被害を受けている。こうした命を脅かす障害物によって人々は必要不可欠なインフラにアクセスできなくなっている」と声明を発表した[414]。危険な地雷によって、農地の利用が難しくなっており、ウクライナでは約1060万人が地雷除去の支援に頼っている[414]。

### 5月30日
- ウクライナ空軍は、29日夜から30日未明にかけてロシア軍が31機のイラン製の無人機で攻撃を仕掛け、このうち29機を撃墜したと発表した[415]。
- ロシアの首都モスクワで、これまでで最大級のドローン攻撃があった[416][417]。ロシア国防省は、ウクライナがモスクワにこれまでで最大級のドローン攻撃を仕掛けてきたが、8機全てを破壊したとしている[416][417]。一方、25機以上が関与したとの情報もある[416]。標的となったのはプーチン大統領や富裕層が住むモスクワ随一の高級住宅街とされ、政治家の中には「第2次世界大戦以来、最も危険な攻撃」と表現する向きもあった[416]。ウクライナのポドリャク大統領府顧問は「直接的な関与」を否定した[417]。
- IMFは、対ウクライナ支援で、9億ドル(約1300億円)分の融資に関し、ウクライナ当局と事務レベルで合意したと発表した[418]。IMF理事会の承認で正式決定となる[418]。今年3月末に承認された総額約156億ドルの同国向け支援の一環[418]。IMFはウクライナの2023年のGDP伸び率を「1〜3％」のプラス成長と予想[418]。ただ、「見通しは依然、戦争の継続により不透明感が非常に強い」と注意喚起した[418]。これまでは「マイナス3％〜プラス1％」と見込んでいた[418]。
- IAEAのグロッシ事務局長は、国連安保理の会合で、ロシア軍が占拠するウクライナ南部ザポリージャ原発について、原子力災害を防ぐための「五つの原則」を発表し、ロシアとウクライナに順守するよう求めた[419][420]。グロッシ事務局長は(1)原発からまたは原発に向けた攻撃の禁止(2)軍事基地化の禁止(3)外部電源の常時確保(4)破壊工作からの保護(5)原則を損なう行為の禁止―を提案[419][420]。その上で「核災害は回避可能だ」と強調した[419][420]。今後、ザポリージャ原発に派遣している職員を通じて履行状況を監視し[419]、違反行為は直ちに公表するとした[420]。グロッシは、砲撃により外部電源を一時喪失したケースが侵攻後7回あったと説明、「このままではいつか運が尽き、大惨事に至る」と訴えた[420]。日米欧は5原則に賛同し、原発を占拠するロシアを批判した[420]。ウクライナのキスリツァ国連大使は「原発からのロシアの部隊と要員の撤退」などを原則に加えるよう求めた[420]。ロシアのネベンジャ国連大使は「原発を軍事拠点化したことはなく、ウクライナの攻撃から原発を守っている」と主張した[420]。ウクライナ軍による大規模な反転攻勢が予想される中、原則が守られるかは不透明で、ウクライナ・ロシアともに原則を順守するとの明確な表明はなかった[419]。
- ロシア・チェチェン共和国のカディロフ首長は、ウクライナ東部の親ロシア派「ドネツク人民共和国」に自身の兵力を再配置する命令を受け取ったと明らかにした[421]。カディロフ首長は「チェチェンの部隊は、兵力を再配置する新しい命令を受け取った。責任の範囲はドネツク人民共和国の領地となる[421]。命令によれば、チェチェンの部隊の戦闘員は積極的な戦闘活動を開始して、多くの集落を解放しなければならない」と述べた[421]。また、戦闘部隊が、国防省と参謀本部からの積極的な支援を受けて、準備を進めていると明らかにした[421]。カディロフによれば、指揮官と戦闘員の役割分担や、地形や敵軍の配置の研究などの戦術的な訓練も行われたという[421]。カディロフは大規模な準軍事組織を率いており、同組織は、形式的にはロシアの安全保障機構の一部を構成しているものの、カディロフに対する忠誠心を示している[421]。カディロフは3月にクレムリンを訪問した際、プーチンに対して、ウクライナにいる自身の部隊が、戦争で勝利するまでロシアを支援すると伝えていた[421]。
- クレバリー英外相は、ウクライナが「国境を越えて武力を行使する権利がある」と述べ、ロシア領内への攻撃を擁護する考えを示した[422]。ウクライナは無人機攻撃に「直接的には関与していない」としている[422]。クレバリー英外相は、一般論とした上で「ウクライナは自国領内での自衛だけでなく、ロシアの戦闘能力を弱体化させるため国境を越えて武力を行使する権利もある」と指摘[422]。国境を越えた合法的な軍事行動は自衛の一部との認識を示した[422]。「自国内での自衛権は当然合法である」とした上で、「ウクライナ内に軍事力を投入するロシアの能力をそぐためウクライナが自らの国境を越えて武力を使う権利も同様にある」と続けた[423]。「国境を越えて正当な軍事目標を設定するのもウクライナの自衛権の一部である。われわれをこれを認めるべきだ」と説いた[423]。ドイツ政府のヘベシュトライト報道官も、ウクライナは国際法の下でロシアの攻撃に対して自衛する合法的な権利を有しているとの考えを示した[423]。
- ウクライナ大統領府は、ゼレンスキー大統領が英航空・防衛大手BAEシステムズの代表者らとビデオ通話を行い、ウクライナに同社の事務所を開設するための作業を始めることで合意したと発表した[424]。声明によると、ゼレンスキーはBAEシステムズの「さまざまな製品の修理や生産の地域拠点になる準備ができている」と述べた[424]。ロシアの侵攻に直面する中、ゼレンスキーは自国の防衛力強化と新型兵器供給の重要性を強調した[424]。戦車から大砲まで幅広い兵器について話し合っていると説明した[424]。
- ウクライナ軍参謀本部は、バフムトやリマンでロシア軍による本格的な攻撃が31日には行われなかったと発表した[425]。ロシア軍側がバフムトの「全域制圧」を宣言して以降、攻撃ペースが落ちているとみられる[425]。バフムトなどではロシア軍側の空爆やミサイル攻撃が続くものの、制圧地域の拡大を狙った地上部隊による攻撃がなかった[425]。バフムトを巡っては、ロシア軍は2022年5月頃から、ワグネルの戦闘員らを動員して攻略を図ってきたが、ワグネルは撤退し、ロシア軍に引き継いでいる模様[425]。東部の都市バフムト周辺の陣地にほとんど変化がなく、ロシア軍の攻勢の強度が低減していることも示唆した[426]。現地ではロシアの正規軍と民間軍事会社ワグネルの戦闘員との入れ替えが続いている[426]。マリャル国防次官は「敵の攻勢の強度は著しく低減した。敵はワグネルの部隊と正規軍とを入れ替え、当該地域の防衛の安定化を図っている」と述べた[426]。その上で「我が軍の部隊は敵のこのプロセスを格段に困難にしている。一方で、敵の大砲による攻撃の強度は低減していない」と付け加えた[426]。現在ウクライナ軍の部隊はバフムトのすぐ南と西の陣地で持ちこたえているが、マリャルによれば、ロシア軍はそのうちの南側で部隊を増強しようとしているという[426]。プリゴジンは、ワグネルの戦闘員からロシア軍への陣地の引き渡しについて、来月5日まで延長する可能性があると述べた[426]。米シンクタンク「戦争研究所」は、戦況に関する最新の評価の中でロシア軍が部隊をバフムトに移動させている証拠が引き続き確認できると指摘[426]。こうした部隊はアウディーイウカなど、ドネツク州の前線の他地域から送られてくるという[426]。これによりアウディーイウカ、ドネツク両市の間の前線でロシア軍による攻勢の速度が低減する可能性があるとしている[426]。またバフムト周辺のロシア軍の作戦速度は依然として際立って低いと分析した[426]。

### 5月31日
- ロシアの首都モスクワを標的にしたドローン攻撃で、大統領公邸がある西郊を中心に多数が飛来したことが、分かった[427]。独立系メディアは「ウクライナ侵攻下でモスクワが初めて大規模な攻撃を受けた」と報道[427]。自国領への攻撃にこれまで反応してこなかったプーチン大統領は珍しく発言[427]。「ロシアは前日、ウクライナの中枢に攻撃を加えた」「報復としてロシア国民を脅し、住宅を攻撃することを選んだ」と非難した[427]。ロシア軍の「戦果」に対する当然の反撃として受け流したい様子で、政権関係者はメディアに「予期された攻撃」だと述べた[427]。政府系テレビも「防空態勢は信頼でき、救急活動は迅速で挑発は失敗した」と伝えた[427]。複数のアメリカメディアは、ゼレンスキー政権が予告している大規模な反転攻勢を前に、ロシアを動揺させる狙いがあると報じた[427]。
- 英国防省は、ウクライナに関する戦況分析で「5月に入ってロシアは次第に戦争の主導権を失うようになった」と指摘した[428][429][430]。ロシア各地やウクライナのロシア占領地域では、攻撃を受けたという報告が相次いでいる[428][429][430]。
- ロシア軍がウクライナ北東部ハルキウ州クピャンスク地域で砲撃を激化させている[431]。クピャンスク地域は昨秋から前線がほとんど動いていない[431]。ハルキウ州軍政トップのオレフ・シネフボフによると、ロシア軍の攻撃により、軍の陣地ではなく民間インフラや集落で被害が発生。30日のキブシャリフカ集落へのミサイル攻撃では9人が負傷し、クピャンスク地域は31日にも攻撃を受けたという[431]。シネフボフは地元テレビに「今日、北部と北東部方面がまたも攻撃を受けた。15の集落が攻撃された」と語った[431]。ハルキウ州の北部はロシアのベルゴロド州と国境を接している。ベルゴロド州は前線のウクライナ側から攻撃を受けた[431]。シネフボフはまたロシアの破壊工作を行うグループが国境を越えてハルキウ州北部への侵入を試みたが失敗に終わったと主張[431]。グループは退却を余儀なくされ、損失を被ったという[431]。シネフボフによると、ロシア軍の砲撃は国境の町ボルチャンスクへと広がった。男性1人が死亡し、1人が負傷した[431]。クピャンスク近郊のオスキル川の東岸ではここ数週間でかなりの戦闘が繰り広げられているが、西岸にとりでを築くロシア軍の試みは失敗したとみられる[431]。
- ロシア治安当局は、ウクライナ東部ルガンスク州のロシア占領地域の村に夜間、ロケット弾4発が撃ち込まれ、少なくとも5人が死亡したと主張した[428]。アメリカがウクライナに供与したHIMARSを使った攻撃だとしている[428]。
- NATO外相会合を、ノルウェーの首都オスロで、2日間の日程で開催した[432][433]。7月のNATO首脳会議に向け、ウクライナ支援やスウェーデンのNATO加盟、防衛力強化などを協議[432][433]。ノルウェーのウィットフェルト外相は、記者会見し「ウクライナとの関係継続と、同国への支援が議論の焦点になる」と話した[432]。ウクライナ侵攻を背景にNATOの存在意義が高まっているとの認識の下、加盟国の絆を再確認する重要性も指摘した[432]。ベーアボック独外相は「戦争のさなかに新たな加盟国の受け入れを協議できないことは明白だ」と語った[433]。
- アメリカは、ウクライナに対し、最大3億ドル(約420億円)の追加軍事支援を行うと発表した[434][435][436]。地上配備型迎撃ミサイル「パトリオット」の追加弾幕や高機動ロケット砲システム「HIMARS」の追加砲弾などがに加え[434]、移動式防空システム「アベンジャー」や携行式地対空ミサイル「スティンガー」などを供与し、ウクライナの防空態勢を支える[435]。レーダー誘導式の空対空ミサイル「AIM7」を初めて供与する[436]。
- マクロン仏大統領は、ウクライナに対し、NATOが「具体的かつ堅固な安全の保証を与える」ことが必要だと述べた[437]。7月に開かれるNATO首脳会議に向けて各国と協議を進める考えを表明[437]。スロバキアの首都ブラチスラバでの国際会議で演説した[437]。ウクライナはNATOへの加盟を申請しているが、マクロンは「全会一致が得られるかは不確かだ」と明言[437]。一方、ウクライナに対し、新たな侵攻を防ぐ手段を与えなければならないと訴えた[437]。安全の保証の在り方については、イスラエルに対する米国の多額の軍事支援を基準とし「イスラエルの安全保障以上、NATO加盟未満の間」で実行すべきだとの認識を示した[437]。
- プーチン大統領は、政府の会合で、ロシアが一方的に併合したウクライナ東・南部4州の成人全員に健康診断を実施するよう指示した[438]。プーチン政権は、子供をロシア本土などに強制移送する口実に健康診断や治療を使っており、成人の移送が増える可能性がある[438]。ロシア大統領府の発表によると、プーチンは「我々は次の段階の措置を講じる必要がある[438]。すなわち大人を対象にした健康診断の実施だ」と述べた[438]。理由としてタチヤナ・ゴリコワ副首相は、併合地域にロシア本土と同じ健康保険制度を適用するためだと主張した[438]。一方、ウクライナの大統領顧問(子供の権利担当)は、ロシアによる強制移送に関する会合で、ウクライナの子供約20万〜30万人がロシア本土やロシアの同盟国ベラルーシに留め置かれているとの推計を明らかにした[438]。ウクライナの副首相は、ロシアが強制移送した子供の身元を隠すため、氏名や生年月日を変更していると非難した[438]。
- ドイツ政府は、ロシア総領事館5か所のうち4か所の活動許可を取り消し、年内閉鎖を通告したと明らかにした[439]。ロシア政府が駐露ドイツ外交官らの人数を350人に制限したことへの報復措置となる[439]。残る1か所とベルリン大使館は活動を認めるが、外交関係は大幅に制約される[439]。ロシア外務省は「両国関係が悪化した全責任はドイツ側にある」と主張した[439]。
- ロシア大統領府のペスコフ報道官は、定例の記者会見で、ロシア南部ベルゴロド州の状況について懸念を表明した[440]。ペスコフは「我々は民間人に対する砲撃が続いているこの状況について本当に懸念している[440]。この件では、これまでのところ、西側諸国から一つも非難の声が上がっていない。状況はかなり憂慮すべきものだ。対策が行われている」と述べた[440]。ベルゴロド州シェベキノに対しては大規模な攻撃が行われ、4人が負傷した[440]。建物や住宅、学校などにも被害が出た。知事によれば、シェベキノなどで、子どもたちの避難が行われる[440]。第1陣としてボロネジ州に300人が避難するという[440]。
- ウクライナの解放を目指す反プーチン政権のロシア人の軍事組織とされる「自由ロシア軍団」がドローンの操縦士の追加募集を開始した[441]。「修了者には技術を磨く機会が用意される」と述べた[441]。「自由ロシア軍団」と、「ロシア義勇軍団」という組織が先週、ウクライナと国境を接するロシア・ベルゴロド州で越境攻撃を行ったと主張した[441]。両組織はウクライナの治安部隊の指揮下にある[441]。
- ウクライナ南部ザポリージャ州の前線に近いポロヒで、連続して爆発が発生したことがわかった[442]。「ポロヒが騒々しい。市内で爆発音が連続して聞こえる」と述べた[442]。ポロヒに対しては定期的にウクライナ軍による砲撃が行われている[442]。先週はウクライナ軍が配電所に砲撃を行ったため、停電が発生したという[442]。ウクライナの当局者は、同地域のロシアのインフラや兵士が集まった場所に対して繰り返し攻撃が行われたと主張している[442]。ザポリージャ州に位置するポロヒは、多くの専門家がウクライナによる反転攻勢の中心地となるとみている[442]。
- ウクライナとロシア、ベラルーシの3か国の友好を示した記念碑の近くで爆発が起きたと明らかにした[443]。ウクライナ当局によれば、爆発はロシア軍がウクライナのチェルニヒウ州とロシアのブリャンスク州を結ぶ道路を爆破したために発生した[443]。ウクライナの国境警備隊の報道官は、国境警備隊の部隊がチェルニヒウ州で正午ごろ、3か国の国境が集まる近くで爆発を記録したと述べた[443]。その後、ロシア軍がチェルニヒウ州とブリャンスク州の間の道路を爆破した[443]。ウクライナ軍は侵略者ではなく、防衛のみを行っているため、ブリャンスク州は必要ではないと言い添えた[443]。ロシアの軍事ブロガーらは、爆発の様子を捉えた動画を共有し、爆発がウクライナとベラルーシ、ロシアの3か国の国境が集まる場所で起きたと述べた[443]。1975年5月3日にお披露目された記念碑は、当時ソ連邦の共和国だった3か国の友好を象徴するために作成された[443]。

## 2023年6月

### 6月1日
- 欧州政治共同体（EPC）の第2回会合が、モルドバ首都キシナウ近郊のブルボアカ[444]で開催された[445]。40か国以上から首脳らが出席し、安全保障やエネルギー問題などを協議[445]。ロシアによるウクライナ侵攻が続く中、欧州の結束を改めてアピールする考えだ[445]。ゼレンスキー大統領は「ウクライナはNATO加盟の準備ができている」と強調し、改めて早期加盟に意欲を示すとともに、安保枠組みの必要性も訴えた[433]。
- ウクライナの首都キーウで未明、ロシア軍によるミサイル攻撃があり、3人が死亡、12人が負傷した[430][446][447]。ウクライナ軍は、ロシア軍がブリャンスク州から、キーウを狙ってミサイルを10発発射したものの、全て撃墜したと発表[446][447]。ミサイルの残骸が病院や幼稚園を含む市街地に落下した[446]。
- スウェーデンのヨンソン（英語版）国防相は、ウクライナが求めるのなら国産の主力戦闘機サーブ 39 グリペンを対象にしたウクライナ人操縦士の訓練提供を検討する用意があるとの考えを示した[448]。ヨンソンは、ウクライナ側はスウェーデンに対し限定的ながらもグリペン機の運用評価に関する情報提供を既に要請してきたことも明らかにした[448]。この要請に対応する作業を現在続けているとした[448]。ただ、「現段階ではウクライナにグリペン機を提供しない」とも釘を刺した[448]。「我々は可能なあらゆる方途でのウクライナ支援を欲している」と指摘[448]。「彼らが自国のパイロットによるグリペン機の性能評価などを望むのなら対応に努める」と言明した[448]。ただ、「両国が決定を下さなければならない幾つかの問題が残っている」とも説明した[448]。グリペン機本体の引き渡しについてはイギリスとオランダが応じる姿勢を示してもいる[448]。
- ウクライナの検察当局は、ロシアによる侵攻でこれまでにウクライナの子ども少なくとも484人が死亡し、992人が負傷したと明らかにした[449]。当局は「2900件超の子どもに対する戦争関連犯罪の手続きが行われている。これらの犯罪は殺人、傷害、性暴力、子ども向けの機関や施設への攻撃、移送、強制移住、誘拐などだ」と述べた[449]。ウクライナや、かつて共産主義国だった東欧の国々の多くは6月1日を「国際子どもの日」と定めている[449]。この日は町や学校、地域グループが運動会など子どものためのイベントを開催することが多い[449]。ウクライナのオレナ・ゼレンシカ大統領夫人は、「子どもの日は安全な幼少時代、夏、人生について語る日であるべきだ。だが今日はウクライナの子どもに対するロシアの新たな犯罪について話す。9歳の女の子がキーウへの砲撃で死亡し、もう1人は入院している」と話した[449]。検察当局の声明によると、2500以上の教育施設が攻撃を受けて損壊し、うち256の施設は完全に破壊された[449]。また、ウクライナの子ども1万9500人超がロシアあるいはロシアの占領地に強制的に連れて行かれたという[449]。ただし「この数字に含まれているのは公式に登録されたケースのみ」と当局は指摘し、実際はもっと多い可能性があると警告している[449]。

### 6月2日
- ザポリージャ州のマラシコ知事は、州内の集落カムイシェバハの集合住宅が露軍の砲撃を受け、民間人女性2人が死亡し、4人が負傷したと発表した[450][451]。一方、親ロシア派勢力「幹部」のロゴフは、州内の港湾都市ベルジャンスクの港がウクライナ軍のミサイル攻撃を受け、9人が負傷したと主張した[450]。ロゴフは、ウクライナ軍の攻撃には英国から供与された巡航ミサイル「ストームシャドー」が使用された可能性が高いとした[450]。
- ワグネルの経営者であるプリゴジンは、同社の戦闘員の撤退ルートに、ロシア国防省の関係者が、地雷を敷設したと主張した[452]。ルートは戦闘員らがバフムトから撤退する際に使用したものだったという[452]。「戦地を離れる直前、我々は自分たちの撤退ルートに沿って疑わしい動きがあるのに気付いた。法執行機関を呼び、道路に沿って撤退ルートの調査を開始した」「約10カ所以上で様々な種類の爆発物が仕掛けられているのが分かった。数百個の対戦車地雷や数トン分のプラスチック爆弾などだ。それらの地域に爆発物を仕掛けたのは、国防省の関係者だ」と述べた[452]。その上で「なぜそんなことをしたのかと問われれば、彼らは指を上に向ける」と付け加えた[452]。さらに「これらの装置を敷設して、敵を後退させておく必要はなかった。場所が戦域の後方だったからだ」「それゆえに、こうした爆発物はワグネルの部隊を狙うためのものだったと推定できる。我々は隊列を組んで歩くことはないが」と続けた[452]。プリゴジンによれば、ワグネルの部隊は「ほぼ全て、99％」がバフムトから撤退した[452]。
- ウクライナへの軍事支援を続けるアメリカが、砲弾の増産に必要な火薬を日本企業から調達しようとしていると報じられた[453]。西側諸国がウクライナに戦車などを送る中、殺傷能力のある武器の輸出を禁止する日本は防弾チョッキなどの供与にとどめてきた[453]。政府が輸出を認めれば、間接的ながら弾薬の支援に関わることになる[453]。

### 6月3日
- ウクライナのレズニコフ国防相が、シンガポールで開催されたアジア安全保障会議に出席し、「家に侵入した殺人者がキッチンにいるのに和平交渉はできるだろうか」と中国などが提案している現状維持での停戦への拒否を示唆するとともに、ウクライナはアジア太平洋地域を含む全ての人々のため戦っていると表明した[454]。会議ではインドネシアのプラボウォ・スビアント国防相が現在の戦線で即時停戦したうえで、両側15 kmに非武装地帯を設けて国連軍を派遣し、住民投票を行なうことを事前調整なしに提案した[455]。レズニコフ国防相は、「まるでロシアの提案のようだ」と拒否した[455]。中国が停戦の仲介に乗り出していることについても「必要ない」と述べた[456]。停戦の仲介役として複数の国が名乗りを上げているが、「ほとんどはロシアの利益のためのようだ」と述べた上で、「法の支配ではなく、力の支配が広がってもいいのか」と強調し、国際社会に戦闘継続に向けた支援を呼びかけた[456]。
- 6月1日に始まったベルゴロド州への攻撃によって、ロシア側で少なくとも死者2名を出した[457]。
- ドニエプロペトロフスク州の州都ドニプロ郊外で、ロシア軍のミサイルが住宅に着弾し、2歳の女児が死亡、少なくとも20人が負傷した[458][459]。ゼレンスキー大統領は、「2階建ての住宅2棟が攻撃され、がれきの下に人がいる。またしてもロシアがテロ国家であると証明された」と非難した[458][459]。
- 英国防省は、バフムトの前線からワグネルの部隊が撤退したことを受け、ロシア軍が前線に正規部隊を配備していると指摘し、結果としてロシア軍が取り得る戦略の幅が狭まっているとの分析を明らかにした[459][460]。ロシア軍がバフムト方面に正規部隊の配備を続けており、空挺部隊も加わっていると説明した[460]。空挺部隊は侵攻前まで「精鋭」と見なされていたが、ウクライナでの戦闘で深刻な失敗に関わったとされる[460]。
- ゼレンスキー大統領は、予想されている大規模な反転攻勢について「今日現在、我々は準備ができていると思う。欲しいものはあるが、何か月も待つわけにはいかない」と述べた[461]。反攻は成功すると信じているものの、どのくらいの時間がかかるかは分からないと語った[461]。制空権がないなかでの反攻が非常に危険であることは全員が知っていると指摘。F16戦闘機の供与を関係各国に求めていることに言及した[461]。空でのロシア軍の優位を認めた上で、ロシアの航空戦力に対する防御が欠けているということは反攻時に「多数の兵士が死亡する」ことになると言い添えた[461]。
- ロシアのウクライナ国境付近ではウクライナ軍に協力するロシア人の軍事組織が攻勢を強め、西部ベルゴロド州で2日以降、少なくとも7人が死亡した[462]。ロシア側では、ベルゴロド州のグラトコフ知事が、ソボレフカ村にロケット弾が18発撃ち込まれ、3人が死亡したと発表[462]。ガスのパイプラインと送電線も損壊したと述べた[462]。ソボレフカ村は、ロシア領内でこの2週間に攻撃を受けた場所のうち、国境から最も離れた東方に位置する[462]。ウクライナのロシア支配地域へ向かう鉄道が走っていることから、ロシア軍の補給ルートを狙った攻撃とも考えられる[462]。グラトコフ知事はまた、ウクライナ国境沿いのマスロバプリスタン村で車に乗っていた女性2人が死亡し、近くの村2カ所でも砲撃でそれぞれ1人が死亡したと述べた[462]。「自由ロシア軍団」は、攻撃の目的を問われ、「ロシア軍の注意をそらすこと」「ロシアにプーチン大統領への抵抗は可能であると示すこと」だと答えた[462]。一方、ウクライナ中東部ドニプロペトロフスク州のリサク知事は、州都ドニプロ郊外の町ピドホロードネにある2階建ての集合住宅がロシア軍の攻撃を受け、少なくとも20人が負傷したと発表した[462]。
- ウクライナのシルスキー陸軍司令官は前線の部隊を訪れた後、敵軍はバフムートで引き続き大幅な損失を被っていると述べ、「防衛軍は戦闘を続ける。われわれは勝利する」と宣言した[463]。
- ウクライナ軍東部作戦管区のチェレワチイ報道担当者は、ロシア軍兵士の死者数は2022年2月の侵攻開始以降、約20万8000人に達したと主張した[464]。侵攻当初に投入された兵員約17万人以上を上回る損失を被っているとした[464]。チェレワチイは東部戦線の現状にも触れ、ロシア軍はバフムトのウクライナ軍陣地へ少なくとも476回の砲撃を加えたと説明[464]。ウクライナ軍はロシア軍の後方支援網を消耗させるあらゆる手立てを講じており、隣接するルハンスク州での攻撃でも複数の戦車と他の装備品を破壊したと述べた[464]。

### 6月4日
- 日本の浜田靖一防衛相は、ウクライナのレズニコフ国防相とシンガポールで初めて会談した[465][466]。浜田は、ロシアによる侵攻を国際法違反と非難し、ウクライナ支援を継続する考えを伝えた[465][466]。「これからもウクライナとともにある。本日のウクライナは、あすの東アジアかもしれないという強い危機感で、国際社会と結束して支援を行う。」と強調[465][466]。レズニコフは「日本の支援がウクライナの助けになっている」と謝意を表明した[465]。
- 空襲が連日続く首都キーウで、未明もミサイルやドローンによる攻撃があった[458]。いずれも防空システムにより破壊され、被害の情報は出ていない[458]。バフムトは、ロシアが大半を掌握したとされるものの、ウクライナ軍が一部で抗戦を続けている[458]。ウクライナのシルスキー陸軍司令官は、バフムト方面の前線を訪問したと発表し、「ロシアは引き続きバフムトで深刻な損害を出している。防衛軍は戦闘を続けている」と説明した[458]。
- ウクライナ国防省は、ロシアに対する大規模な反転攻勢の開始時期を明らかにしないと意思表示する動画を公開した[467]。動画では、ウクライナ兵が口元で人さし指を立てるしぐさをしている[467]。マリャル国防次官は、「計画は沈黙を好む。反転攻勢の始まりはアナウンスしない」と強調した[467]。動画は、ロシアが一方的に「併合」しているウクライナ南部クリミア半島のケーブルテレビでも突如放送された[467]。反転攻勢でクリミア奪還も目指していることを示す狙いがあるとみられ、ウクライナの国境警備隊はハッキングにより放送されたと主張した[467]。
- 自由ロシア軍とロシア義勇軍団は、ロシア兵の2人を捕虜にしたことを明らかにし、ベルゴロド州のヴャチェスラフ・グラトコフ知事に対して捕虜交換を持ちかけたが、州知事は応じなかった[468]ため、ウクライナ側に引き渡すとした[469][470]。
- この日が誕生日である、収監中のロシア反体制派指導者アレクセイ・ナワリヌイの釈放を求め、デモを行うようロシア国内外で呼び掛けがあった[471]。デモに絡んでモスクワで50人など国内各地で100人以上が拘束された[472]。ウクライナ侵攻下、メディアや反体制派に対する言論弾圧が強まる中、ロシアでのデモは極めて異例[471]。支持者にそれぞれの居住地の中心部の広場に集まるよう周知され、デモは日本を含む西側諸国にも広がった[471]。ナワリヌイは「真実を語り、正義を守ることが、ロシアで危険でなくなる日が必ず来る」と訴えた[471]。毒殺未遂や国外療養を経て、禁錮9年の刑が確定したナワリヌイは「テロの扇動、過激活動への資金供与、ナチス主義の復興」といった罪で追起訴されている[471]。
- ロシアの国防省は、ウクライナ東部ドネツク州で、ウクライナ軍による大規模な攻撃を阻止したと発表した[473]。ドネツク州南部での攻撃には、ウクライナ軍の戦車や歩兵戦闘車、装甲戦闘車両が参加した[473]。国防省は「敵の目的は、前線の最も脆弱と判断した地域で我々の防衛を突破することだった。敵は目的を達成できず、失敗した」と述べた[473]。
- ウクライナのゼレンスキー大統領は、同国が求めるNATOへの加盟問題に触れ、戦争が続いている間は正式な一員になれないことは承知しているとの認識を示した[474]。「我々が欲していないのではなく、不可能であるからだ」と指摘した[474]。ゼレンスキーは「ロシアと現在、戦争状態にあるNATO加盟国があるのなら教えて欲しい。自国内にロシア軍がいるNATO加盟国がどこなのかもだ」とも問いかけ、NATO加盟の重要性も示唆した[474]。
- ストルテンベルグNATO事務総長は、ウクライナでの戦争が終結してもロシアが再び侵攻を企てる歴史の繰り返しを阻むため、NATOはウクライナへの支援を続けるとの見解を示した[475]。ストルテンベルグは「我々全員は戦争の最中にウクライナをNATOの正規の加盟国にすることは出来ないことで意見が一致している」と説明したうえで、「戦争が終えた時に起き得る事態への準備をする必要がある」とし、「歴史が繰り返されないことを確保する必要があるからだ」と主張[475]。この歴史については、ロシア軍が再編成を進め、再び攻撃に踏み切るようなものだと述べた[475]。NATOは終戦後、ウクライナの安全を保障する「信頼出来る枠組み」を設けることを確実にする必要があるとも強調した[475]。プーチン大統領はウクライナやNATOを過小評価する間違いを犯したとも指摘[475]。ウクライナとの連携は続いており、「必要な限り」同国を支えることに尽力しているとした。「プーチン大統領が勝利を収めるのならウクライナ国民には大きな悲劇に、我々にとっても危険な事態になる」とも説いた[475]。プーチンや中国などの指導者の全員に力を行使すれば欲しいものは得られるとのメッセージを送ることになるとし、NATO、アメリカや欧州の脆弱性がさらに増大する結果にもなると続けた[475]。

### 6月5日
- ロシア義勇軍団はシェベキノの南西に位置する集落、ノバヤ・タボルジャンカを陥落させたと主張[476][477]、これに対しグラトコフ州知事が国営ロシア通信の取材に対し、「我々は現在ノバヤ・タボルジャンカに入れない」と述べ、支配権を失ったことを事実上認めた[477]。
- ロシア国営通信は、ベルゴロド州などでラジオ放送がハッキングされ、プーチン大統領の緊急演説とされる放送が流されたと発表[478]。放送の内容は、国境の地域に戒厳令が導入され、プーチン大統領が総動員令に署名するとして、住民に対して国境から離れた地域へ避難するよう呼びかけるものであった[478]。また、一部のメディアによればテレビでも同様の映像が流れたとしている[478]。これに対してロシア大統領府は「完全なフェイクだ。テレビでもラジオでも演説などなかった」と強く否定したうえで「ハッキングについては関係機関から緊急の報告を受け把握している。すぐに復旧し、統制はとれている」と述べた[478][479]。
- ヘルソン州にあるノーバ・カホフカ水力発電所が決壊した[480][481][482][483][484][485]（決壊）。ダムへの攻撃は戦時国際法違反[482][486]。ウクライナ軍南部司令部は 「ロシア軍がノーバ･カホフカある水力発電所を爆破した。5時間以内に下流地域の浸水が危険なレベルに達するため地元住民の避難が始まっている」と発表した[483][484][487]。ゼレンスキー大統領は、「ロシアのテロリストがダムを破壊した」と非難し、「ウクライナの勝利以外、国土の安全は回復できない」と強調した[487]。ノーバ・カホフカ水力発電所は上流にあるザポリージャ原発の冷却水に使用されている[480][481][482]。米国のカービー戦略広報調整官は「多数の死者が出た恐れがある」と語った[488][489]。ただ、現時点で正確な死傷者数は不明だとして、状況を注視していると強調した[488]。カービーはダム決壊の影響について「ウクライナの人々や地域にとって甚大だ」と指摘[488]。ウクライナ当局と連携し、避難民への支援を検討していると表明した[488]。グテレス国連事務総長は、「ただ一つはっきりしていることは、これもまたロシアのウクライナ侵攻による壊滅的結果だということだ」と非難する緊急声明を読み上げた[490]。民間人や民間インフラを狙った攻撃をやめるよう訴えた[490]。グテレスは、洪水により住民が大規模な避難を余儀なくされ、植えたばかりの作物も損害を受けたと指摘[490]。「人道的、経済的、生態学的な大惨事だ」と強調した[490]。グテレスによると、ヘルソン市やドニエプル川沿いの約80町村で被害が確認されており「既に少なくとも1万6000人が家を失った」[490]。国連はウクライナ政府と連携し、飲料水供給など緊急支援を急いでいる[490]。グロッシIAEA事務局長は、「原発の安全に差し迫った危険はない」との見方を示した[480][483][482][491]。取水が停止した場合でも「数か月分の冷却用の貯水がある」と述べた[491][492]。一方で「既に非常に困難な状況が一段と悪化している」と指摘し、来週自ら現地を視察する考えを明らかにした[492][493]。日本の松野博一官房長官は「ザポリージャ原発への影響も懸念される。動向を引き続き注視する」と述べた[494][495]。
- バイデン米大統領は、ホワイトハウスでデンマークのフレデリクセン首相と会談した[496]。ロシアの侵攻を受けるウクライナへの支援に向けた結束を確認した[496]。バイデンは「私たちはウクライナの人々のため、ロシアの残忍な侵攻に立ち向かっている」と指摘[496]。フレデリクセンも「デンマークは侵攻開始から15か月間、ウクライナを強力に支援し、これからも続ける」と応じた[496]。カービー戦略広報調整官は、「米国製戦闘機F16のウクライナ供与やパイロットの訓練を巡る協力体制も議題になるだろう」と語った[496]。
- ウクライナのマリャル国防次官は、ロシア軍との戦闘に関し「防御的作戦は反転攻勢も含んでいる。われわれは複数の地域で攻撃的行動を取っている」と明らかにした[497]。東部バフムト周辺の「かなり幅広い前線で前進している」とも主張した[497]。ゼレンスキー大統領も、バフムト方面でロシアと対するウクライナ軍部隊から「待っていた知らせ」が届いたと述べた[497]。「熟練かつ効果的にわれわれを守り、占領者を打ち砕く」部隊が「前進している」と語った[497]。
- ウクライナ軍報道官は、ロシア軍がウクライナ東部ドネツク州の支配地域でウクライナ軍の「大規模攻撃」を撃退したという発表に対し、そのような情報はないと主張した[498]。ロシア軍は声明で、ウクライナ兵250人を殺害し、複数の装甲車を破壊したと述べた[498]。これに対してウクライナ軍の報道官は、ドネツク州で大規模攻撃があったという情報はないと反論した[498]。
- シュミハリ首相は、イギリスで戦闘機の訓練を受けるウクライナ軍のパイロットのグループが選出されたと明らかにした[499]。シュミハリは、ウクライナを訪問中の英国のクレバリー外相に感謝を伝えたと発表[499]。シュミハリは、パイロットはイギリスに向かったとしていたが、情報を更新し、イギリスで訓練を受けるパイロットが選出されたと述べた[499]。イギリスはF16を保有していないが、ウクライナのゼレンスキー大統領による先月の訪英を受け、ウクライナ軍のパイロットらに基礎的な訓練を施すと約束[499]。これを受ければ従来と異なる種類の機体にも適応できるようになるとの見方を示していた[499]。
- 米国のサリバン大統領補佐官（国家安全保障担当）は、ウクライナがロシアに対する反転攻勢によって、「戦略的に重要な領土」を奪還すると考えていると述べた[500]。サリバンは、どのような場所でどの程度の領土を奪還するかは現地の状況次第だとしながら、「しかし、我々は、ウクライナが反転攻勢で成功を収めると信じている」と語った[500]。サリバンは、年内に何らかの交渉が行われるとみているかとの質問に対して、時期には言及しなかったものの、戦場での動きが今後の交渉に「大きな影響」を与えるとの見方を示した[500]。サリバンは、ウクライナのゼレンスキー大統領自身が今回の戦争は最終的には外交によって終結すると述べていると指摘した[500]。

### 6月6日
- 国連安全保障理事会は、カホフカ水力発電所のダム決壊を受け、緊急会合を開いた[501][502][503]。ウクライナはロシアによる「テロ行為」と糾弾する一方、ロシアはウクライナによる「破壊工作だ」と主張し、非難の応酬となった[501][502]。グリフィス国際連合国事務次長（人道問題担当）は、洪水によって「多数の人々が家屋、食料、安全な水を失い、深刻で広範な結果をもたらす」と警告する一方、被害の全容は数日たたないと分からないと厳しい認識を示した[504]。「侵攻開始以来、最も重大な民間インフラ被害だ」と強調した[503][505]。米国のウッド国連代理大使は、「ウクライナが国民に避難を強いる行動をする理由はない」と述べ、露側の「ウクライナの意図的な破壊行為」との主張に疑問を呈した[502][503]。ウクライナのキスリツァ国連大使は会合で、「カホフカ水力発電所を占拠するロシアが爆弾をダムに仕掛けて爆破した」と訴え[506]、「重要インフラに対するテロ攻撃で、多くの民間人を犠牲にする狙いがあった」と主張[505]。イギリスののカリウキ国連次席大使はロシアが民間施設への攻撃を繰り返してきたと前置きし「ダム決壊の責任が証明されれば、品位の低さを新たに示すことになる」と述べた[506]。日本の石兼公博国連大使ら多くの国の代表は「ロシアの侵略がなければ起きなかった事態だ」と述べ、ロシアの侵略行為を改めて批判した[502][503][505]。長期間にわたり深刻な影響を自然環境に及ぼす意図的な行為は「戦争犯罪」にあたるとして、責任追及へ調査を促す声が相次いだ[502]。
- ワグネル経営者のプリゴジンは、ウクライナ軍がバフムト北部の一部を奪還したと明らかにした[507]。ベルホフカが失われ、ロシア軍はベルホフカを離れたという[507]。ワグネルは、バフムトの占領を受けて、同市からの撤退を完了する最終段階にある[507]。ウクライナ軍はこの数週間、バフムートの北部と南部で反攻を実施し、一定の成功を収めている[507]。ロシア国防省は、バフムトの近郊ベルホフカについて、ロシア軍が「完全に支配下に置いている」と強調し、プリゴジンのベルホフカの一部がウクライナ軍に奪回されたとする発言を否定した[508]。
- 米政治専門紙ポリティコは、ウクライナ軍が大規模な反転攻勢の「初期段階」に入ったと報じた[509]。ウクライナ軍が4日以降、ドネツク州南西部とザポリージャ州に延びる「南ドネツク戦線」で攻勢に転じたことを踏まえたもので、ウクライナ軍が領土奪還作戦に移行するかどうかが焦点となる[509]。ウクライナ軍の行動が「新たな局面に入ったことに専門家の間で異論はない」と指摘した[509]。ウクライナ軍は、大規模反攻でロシアが2014年に一方的に併合した南部クリミアと露本土との分断を目指している[509]。4日以降、攻勢を強化している地域は、奪還対象の有力候補の港湾都市マリウポリやベルジャンシクまで100㎞程度の距離[509]。ゼレンスキー大統領は、カホフカ水力発電所のダム決壊は「反転攻勢に影響しない」と語っており、ドニプロ川の東岸地域に上陸して、クリミア半島を脅かすシナリオが当面、消えたことを示唆した可能性がある[509]。

### 6月7日
- カホフカ水力発電所のダム決壊による洪水は、ダム下流のドニエプル川沿岸地域で一段と被害を拡大させた[504]。ウクライナ当局は4万人以上が洪水に巻き込まれる「危険な状況」にあるとみている[504]。ウクライナ当局は7日午前が「洪水のピーク」と指摘[504]。ロシアの支配地域にある10集落のうち、30の集落が浸水した[510]。オレシキのルイシチュク市長は、決壊に伴う洪水により住民3人の死亡が確認されたと明らかにした。犠牲者数は今後さらに増える恐れがある。ゼレンスキー大統領は「ロシアが戦争犯罪を行った」と糾弾[504][511]。ロシアは支配地域で「人々を見捨てた。人々は救助もなく、浸水した集落で建物の屋根の上にいるだけだ。ロシアによる意図的な犯罪だ」と訴えた[510][512]。ウクライナのクブラコフ副首相兼インフラ相は洪水で化学物質や細菌が流出したと語った[513][514]。トルコのエルドアン大統領は、ゼレンスキー大統領と電話会談を行い、原因究明に向け国際的な調査委員会の設置を提案した[515][516][517][518]。エルドアンが提案した委員会は、ロシア、ウクライナ、国連、トルコの4者などで構成することを念頭に置いている[515][516][517][518]。エルドアンはゼレンスキー大統領に対し、ロシアとウクライナの衝突が続く限り「あらゆる人的被害を防ぐことはできない」と指摘[515][516][518]。和平実現のため、トルコが役割を果たす用意があると改めて表明した[515]。プーチン大統領にも電話で提案し、「疑問の余地が残らない調査」の重要性を訴えた[515][516][518]。プーチンは、ゼレンスキー政権が「戦闘を激化させる危険な賭けに出た」と主張した[504][517][518]。ストルテンベルグNATO事務総長はウクライナのクレバ外相と電話会談をした[519]。ストルテンベルグ事務総長が、NATOの枠組みで人道支援を行うと約束したと明かした[519]。国際人道支援団体のCAREは、カホフカ水力発電所のダム決壊によって、ダムから流れ出た水に地雷が漂っている可能性が高いと警告した[520]。ファブリス・マルタンは「カホフカ水力発電所のダムのあった地域には地雷がたくさんあった。いま、地雷は水に流されており、大きなリスクとなっている」と述べた[520]。「少なくとも150tの油がドニプロ川に流出し、さらに300t超が流れ出る恐れがある」とし、これは8万ヘクタール以上が保護されている国立自然公園の消滅につながるかもしれないと懸念を示した[520]。ロシア外務省は、ダムの破壊が「壊滅的な人道的・環境的な災害につながった」とウクライナ軍を非難した[521]。ドニプロ川沿いの生態系に大きな影響を及ぼすと付け加えた[521]。中国外務省は、「我々はカホフカ水力発電所のダム決壊を深刻に懸念している。ダム決壊によって引き起こされる人道的、経済的、生態学的な影響を深く憂慮している」と述べた[522]。中国政府は、全ての当事者がウクライナ危機の政治的な解決に関与し、対立の緩和を促すために協力することを希望すると述べた[522]。全ての当事者に対して、国際的な人道法にのっとり、民間人と民間の施設の安全を守るために最大限の努力を行うことを求めると語った[522]。ウクライナの検察当局は、発電所を占拠するロシア軍が爆破したとして、ICCに捜査を要請した[523]。
- イギリスは、IAEAに対し、ウクライナでの作業を支援するために75万ポンド(約1億3000万円)の追加の資金援助を行う[524]。外務・英連邦・開発省によれば、今回の追加支援によって、ウクライナの原発の安全に対するイギリスの支援の総額はウクライナでの戦争の開始以降で500万ポンドとなった[524]。IAEAに常駐するイギリスの代表は、オーストリアの首都ウィーンで開催されたIAEA理事会に出席して「ロシアによるウクライナの民間インフラに対する野蛮な攻撃とザポリージャ原発の違法な管理は、全ての国際的な核の安全と治安の規範に反している。ロシアは核の安全基準を守ると主張しているものの、その行動はそうではないことを物語っている」と述べた[524]。イギリスは、ザポリージャ原発に対する途切れることのない電力供給を求めるウクライナの呼び掛けに同調し、ロシアの同施設からの完全撤退とウクライナに対する違法な侵略戦争の終結を引き続き求めていくという[524]。
- マリャル宇国防次官は、バフムト周辺が依然として戦闘の中心となっていると明らかにした[525]。ウクライナ軍が一部地域で200メートル前進したほか、別の地域では1100メートル前進したと述べた[525]。ワグネルの戦闘員は大部分が撤退したが、一部が後方にとどまっている[525]。戦闘の大部分は現在、空挺部隊を含むロシアの正規軍によって行われているという[525]。バフムトはドネツク州の北東部に位置しており、ルハンスク州までの距離は約20㎞[525]。
- プーチン大統領は、南アフリカ共和国のラマポーザ大統領と電話会談を行った[526]。ウクライナでの紛争を解決する方法を見つけるためのアフリカの取り組みに関連する問題を話し合った[526]。
- ロシア南部ベルゴロド州のグラトコフ知事は、ウクライナ軍が夜間に同州に対して激しい砲撃を行ったと明らかにした[527]。グラトコフによれば、砲撃の目標は、シェベキノ市など国境付近の複数の地域だった[527]。シェベキノ市の市街地で様々な弾薬による砲撃が460回にわたって行われたほか、無人航空機からの爆発物の投下は26回記録された[527]。シェベキノ市での攻撃は主に住宅地に対して行われたという[527]。
- ロシア国防省は、ウクライナが北東部ハルキウ州にあるアンモニアのパイプラインを爆破したと非難した[528]。5日のモスクワ時間午後9時前後、ハルキウ州マシウティウカ村の周辺でウクライナの破壊工作・偵察チームがアンモニアのパイプラインを攻撃したという[528]。「このテロ行為の結果、民間人の中に被害者が出ている。彼らは必要な医療措置を受けた」と述べた[528]。一方ウクライナの当局者は、ロシアが砲撃によってパイプラインを破損させたと主張。ハルキウ州の軍政トップが5日、砲撃による破損を最初に報告し、6日にも再度砲撃が行われたと述べていた[528]。ロシア外務省の報道官は、破損したアンモニアパイプラインの修復に1〜3か月かかると説明[528]。

### 6月8日
- カホフカ水力発電所のダム決壊で、ヘルソン州のプロクジン知事は、約600㎢が浸水したと明らかにした[529]。ドニエプル川東岸のロシア実効支配地で住民約4300人、州都ヘルソンを含む西岸のウクライナ支配地で約2000人が避難を強いられている[529][530]。ロシア支配地域で5人が死亡した[529][530]。ルイシチュク市長は、9人の死亡が確認されたと明らかにした[530]。水没面積の内訳はロシア占領地が68％、ウクライナが奪還した地域が32％[529]。8日午前時点の平均水位は5.61m[529]。英国防省は戦況分析で「8日には水位が下がり始める可能性がある」と予測した[529][531]。一方、砲撃により被災者の避難が難航中と報告した[529]。ソリスキー農業食料相は、地域のかんがい用水が「何年にもわたり」途絶える見通しで、農業への打撃は当初の想定をはるかに上回る恐れがあると指摘した[532][533]。復旧にはダムの修復が必要としている[532]。ゼレンスキー大統領は、被災地を訪れた[529]。ヘルソン州に隣接する南部ミコライウ州を訪れ、洪水の被害状況を視察したほか、ダム決壊で飲料水の不足が懸念される東部ドニプロペトロウシク州も訪れた[534]。赤十字国際委員会など「国際機関の大規模な支援が必要だ」と要請[529]。「占領者はこの悲惨な状況で、支援がない人々を見捨てている。大災害を引き起こし、損害を最大化させるロシアの故意の犯罪だ」と批判した[529]。赤十字当局者は、濁流と共に多数の地雷が下流へ流され、所在不明になったと説明[529]。「住民だけでなく、支援に来る全ての人に影響する」と懸念を示した[529]。米シンクタンク「戦争研究所」は、ロシア軍は洪水で兵士や機材を退避させたとみられ「最前線の陣地が多数破壊された」と分析した。戦況に影響を及ぼす可能性もある[529]。ブリンケン米国務長官は、ウクライナのクレバ外相と電話会談し、多数の住民が被害を受けたことに懸念を表明し、人道支援で一層協力する考えを伝えた[535][536]。両氏はウクライナでの最新の戦況についても情報を共有した[535]。NATOは支援に関する緊急会合を開催し、クレバ外相も出席した[537]。緊急に必要な物資について情報共有が行われたという[537]。各国がウクライナとの強い連帯を表明した[537]。ウクライナのキスリツァ国連大使は、住民らの避難中にロシア軍が砲撃したと非難し、ロシアに対して攻撃をやめるよう求める緊急の共同声明を発表した[538]。声明には、日米英など計14か国とEUが名を連ねた[538]。キスリツァは、ヘルソン市当局の話として「警察や医療関係者ら少なくとも9人が砲撃により負傷した」と指摘[538]。被災者の救助や支援が安全に行えるよう、ロシア側に攻撃停止を強く訴えた[538]。ロシア非常事態省幹部は、ウクライナ南部ヘルソン州カホフカ水力発電所ダムの決壊に伴う洪水で被災したロシア軍占領地域の住民を、ロシアの別の地域に移動させる可能性に言及した[534]。ロシアが洪水を口実に、ウクライナ住民のロシア本土への移送を加速させる。ドニプロ川東岸の露軍占領地域にある避難所の収容可能人数は約5000人で、上限を超えれば避難者を別の地域に移動すると説明した[534]。
- オーストラリア政府は、退役したオーストラリア空軍戦闘攻撃機FA18をウクライナに供与する方向で関係国と調整に入った[539]。ロシアによる侵攻長期化に対応するウクライナの防空体制強化を支援するのが目的[539]。オーストラリア空軍は、約40年使用してきたFA18を順次退役させ、新型のステルス戦闘機F35への置き換えを進めている[539]。41機のFA18は退役後、米国で訓練機に転用されるか、解体される予定になっていたが、防空強化を望むウクライナで活用することが有意義と判断[539]。国防省当局者は「ウクライナへの貢献に引き続き取り組む」と強調した[539]。
- ロシアのショイグ国防相は、未明にウクライナ軍が南部ザポリージャ州で最大1500人の人員と150台の装甲車両を投入して露軍の防衛線の突破を試みたものの、ロシア軍に撃退されたと主張した[540]。ショイグは、約2時間に及んだ戦闘でウクライナ軍が350人の人員と戦車30両などを失ったとも主張した[540]。ワシントン・ポストは、「米欧側の兵器と戦術に習熟した特殊部隊を含むウクライナ軍部隊が7日からウクライナ南東部で攻勢を強め、ロシア占領地域への進軍を始めた」と報道[540]。「予想されてきた反攻の開始だ」と指摘した[540]。ロシアの複数の軍事ブロガーは、ザポリージャ州の小都市オレホフ周辺で戦闘が激化していると報告[540]。ウクライナのマリャル国防次官も、「オレホフ周辺で露軍が積極的な防御態勢をとっている」と発表した[540]。オレホフは、ウクライナ側が保持する同州の州都ザポリージャと、ロシアの占領下にある要衝メリトポリの中間に位置している[540]。
- ベルギーのデクロー首相は、「ロシア義勇軍団」と「自由ロシア軍団」が、ウクライナに提供されたベルギー製の銃器を使ったとの情報の流出を受け調査を開始したことを明らかにした[541]。ウクライナへ供与されたベルギー製の武器はウクライナ領内の自衛のために用いられるとの条件が課されていると指摘[541]。「この条件が厳密に順守されているのかを監視する」とした[541]。防衛当局や国防情報機関が調査を始めたとし、「仮定の問題への即座の返答を求めないで欲しい。最初に何か明確なものを把握したい。ただ、これは深刻な問題である」との見解を示した。米紙ワシントン・ポストは、ベルギー製の攻撃銃「FN SCAR」を持ち込んでいたと伝えた[541]。
- フィナンシャル・タイムズは、ドイツが供与した主力戦車レオパルトをウクライナ軍が実戦投入し、ロシア軍への反転攻勢を本格化させたと報じた[542]。ロシアのショイグ国防相は反転攻勢が既に始まり、レオパルトも投入されたと発表していた[542]。カホフカ水力発電所のダムについて、ザポリージャ原発の取水に必要な水位を下回ったと述べた[542]。ダムからの水の流出は今後も7〜8日間続くとの見通しを示した[542]。
- ニューヨーク・タイムズは、8日の攻撃がウクライナ軍による反転攻勢の本格化を告げる作戦だった可能性を指摘[543]。英国防省は、「複数の前線で激しい戦闘が続いており、大半の地域でウクライナが主導権を握っている」との分析を明らかにした[543]。戦闘は、ロシアが占領するウクライナ南部ザポリージャ州オリヒウや東部ドネツク州ベリカ・ノボシルカの周辺で行われ、欧州各国が供与したドイツ製主力戦車「レオパルト2」なども投入された[543]。
- 米シンクタンク「戦争研究所」は、ウクライナ軍がロシア軍に対する大規模な反転攻勢を本格的に始めたとの分析を明らかにした[544]。ウクライナ軍が領土奪還に乗り出したことで、2022年11月にウクライナ軍が南部ヘルソン州ドニプロ川西岸を奪還して以降、こう着状態が続く戦況が大きく変わる可能性がある[544]。米紙ワシントン・ポストとNBCニュースも、同様の見方を伝えた[544]。ウクライナの国防次官は、東部ドネツク州ベリカノボシルカ付近と南部ザポリージャ州オリヒウ付近で露軍が「積極的な防御」を展開したとし、ウクライナ軍の攻勢を示唆した[544]。ベリカノボシルカは、アゾフ海沿いの港湾都市マリウポリやベルジャンシクまで100㎞程度の距離にある[544]。オリヒウはロシア軍の補給拠点都市メリトポリの北方約80㎞に位置する[544]。いずれもウクライナ軍が大規模反攻で奪還を目指す候補地とされる[544]。奪還に成功すれば、ロシアが2014年に一方的に併合した南部クリミアと露本土との分断を実現できる[544]。
- 自衛隊中央病院でリハビリ治療に当たるウクライナ軍の負傷兵2人が、成田空港に到着した[545][546][547]。負傷兵受け入れは5月に浜田靖一防衛相が駐日ウクライナ大使に表明[545][546]。岸田文雄首相も、ゼレンスキー大統領に「復旧・復興を後押ししたい」と述べ、伝達していた[545][546]。防衛省によると、負傷兵の治療はウクライナ政府からの要請で、費用は日本政府が負担する[545][546]。2人はそれぞれ片脚と両脚を失っており、1〜2か月間にわたり、義足を製作したのちリハビリを行う治療を受ける[547][545][546]。

### 6月9日
- 岸田文雄首相は、ウクライナのゼレンスキー大統領と電話で約30分間会談した[548][549][550][551]。カホフカ水力発電所のダム決壊による洪水で被害を受けた住民らに対し、国際機関を通じて500万ドル規模(約7億円)の緊急人道支援を行うと表明[548][549][550][551][552]。民間施設に被害が出ていることについて「断じて正当化できない」と改めて非難した[550][551][552]。ウクライナへのお見舞いと連帯を伝えた[548][551]。ゼレンスキーは、ダム決壊の影響やロシア軍の動向などを説明[548][550]。来年の早い時期に、日本でウクライナの復興に関する会議を開催する用意があることも確認した[552]。
- ロシアのルデンコ外務次官は、日本の上月豊久駐ロシア大使をロシア外務省に呼び、日本政府によるウクライナへの軍用車両[注 13]などの装備品供与決定は「軍事行動のエスカレートや犠牲者の増大につながる」と抗議した[553][554][555]。ルデンコ次官は「こうした決定は日露の2国間関係を一層危険な袋小路に追い込む」と述べた[553]。上月大使は、問題は「ロシア側の侵略に起因して発生している」と指摘[553][554][555]。日本側への責任転嫁は受け入れられないと反論した[553]。上月大使は、ロシアの侵攻は「力による一方的な現状変更の試みで、明白な国際法違反」だと指摘[553][555]。全ての部隊を直ちに撤退させるよう求めた[553]。
- ロシア軍による夜間の空爆で少なくとも1人が死亡した[556]。攻撃は約6時間続き、ミサイル6発のうち4発を、無人機16機のうち10機をそれぞれ撃墜した[556]。ウクライナ空軍は、8日夜に巡航ミサイル2発が中部チェルカシーの民間施設に命中したと発表[556]。この攻撃で少なくとも8人が負傷した[556]。
- ウクライナのヘルソン州オレシキ市リシチュク市長は、カホフカ水力発電所のダム決壊による洪水で被災した市民の食料は「せいぜい2・3日分」で、人道危機に瀕していると強調[557]。「国際社会が介入し、支援しなければ大惨事になる」と訴えた。市民と連絡を取り続けるリシチュクによると、市域の9割が冠水した[557]。停電が発生し、井戸の浸水で安全な飲用水も得られず衛生状態が悪化[557]。病院には住民120人が低体温症で搬送され、収容能力の限界に達した[557]。水位が高く、軍用車か船でしか市を脱出できないという[557]。高齢者や身体障害者は避難が困難だったとみられ、死者が相当数に上る恐れがあると懸念を示した[557]。水が引き始める中、遺体が浮上しているとの複数の目撃情報も寄せられている。占領下に残った住民は従来人口の2割以下の2千〜4千人と推定[557]。市民は助け合い、屋根に逃げた人々を限られたボートを使って救出している[557]。
- バイデン米大統領とスナク英首相は、米ワシントンのホワイトハウスで会談し、ウクライナへの「揺るぎない支援」で連携していくことを確認した[558]。スナ氏は共同記者会見で、「中国やロシアのような国々は知的財産を盗み、権威主義的な目的のために技術を利用している」と批判し、経済安全保障の取り組みが重要であることを指摘した[558]。バイデ氏は、ウクライナへの軍事や経済復興の支援における英国のリーダーシップに謝意を表明した[558]。
- ボレルEU外交安全保障上級代表は、カホフカ水力発電所のダム決壊で爆発物が使われたとの見方を示した上で「ロシアの支配地域で起きたのであれば、他の誰かが関与したと信じるのは難しい」と強調した[559]。ボレ氏は「ダムは爆撃されたのではなく、水力発電所のタービンがある場所に設置された爆発物によって破壊された」と指摘[559]。この一帯はロシアの支配下にあったとして、すべての状況がロシアの関与を指し示していると語った[559]。ウクライナの情報機関・保安局は、ロシア軍兵士が自国の破壊工作グループの関与を明言している通話を傍受したと主張し、音声を公開した[559][560]。
- ノルウェーの地震研究機関「NORSAR」は、カホフカ水力発電所のダム決壊の際に「爆発」の振動を感知したと発表した[561][562][563]。爆発は現地時間午前2時54分に起き、揺れは「マグニチュード1〜2程度」[561][563]。この揺れには人工的な要因が絡むとも指摘[563]。自然界で地震が発生する場合、「本番が来る前には通常、前段階での動きを伴う」と指摘[563]。約620㎞離れたルーマニア北部でも振動が確認され、担当者は「小さな爆発ではない」と強調した[561]。同機関は爆発の原因には触れていないが、これまでの損傷で決壊したのではないという見解に立っている[561]。ニューヨーク・タイムズも、米国の赤外線探知衛星が決壊直前に爆発を検知していたと報じた[564]。
- カホフカ水力発電所のダム決壊による洪水に関し、国連のマーティン・グリフィス事務次長（人道問題担当）は、約70万人が安全な飲料水を確保するのが困難になっていると明らかにした[564]。ロシア軍が占領するドニプロ川東岸での国連の支援活動は、ロシア側の許可が出ないため実施できずにいるとも指摘した[564]。ウクライナ国営水力発電企業は、ダム上流の貯水池の水量は6日の決壊前から3分の1以上減ったと発表した[564]。地元州知事によると、ロシア軍によるヘルソンへの砲撃で支援活動中の2人が負傷した[564]。ウクライナ、ロシア双方の発表を総合すると、ヘルソン州全体で52自治体が浸水している[564]。ウクライナ政府が管理する西岸では35自治体の約3700戸が、ロシア軍占領地域では17自治体2万2000戸以上がそれぞれ浸水している[564]。隣接する南部ミコライウ州でも約1万7000人が洪水の影響を受けている[564]。
- プーチン大統領は、ウクライナ軍が準備してきた大規模な反攻作戦について「それが始まったことは確実だといえる」「戦略予備軍の使用から明らかだ」と述べた[562][565][566][567][568]。その上で「ウクライナ軍は反攻で大損害を出しながら目標を達成できていない」と主張する[566][568]一方、ウクライナ軍には攻撃能力がなお残っているとし、激しい戦闘は今後も続くとの見通しを示した[562][567]。ロシア軍の装備について「最新兵器が足りていない」と認めた[569]。
- 米国防総省は、ウクライナに地対空ミサイルシステム「パトリオット」の弾薬など21億ドル規模の追加軍事支援を実施すると発表した[570][571][572]。地対空ミサイル「ホーク」も供与しウクライナ軍の防空能力の維持、強化を図る[570][571][572]。小型の無人機も供与する[570][571][572]。
- ロシアのウクライナ侵攻に伴う両軍の兵器損失を調査している団体「Oryx」は、ウクライナ軍が大規模な反転攻勢で投入したドイツ製主力戦車「レオパルト2」3両をロシア軍の攻撃で失ったとの分析を明らかにした[565][573]。レオパルト2の損失が確認されたのは初めて[565]。レオパルト2は米欧が供与した兵器の象徴的存在で、反攻序盤での損失はウクライナ軍にとって痛手となる[565]。Oryxは、フランスが供与した「軽戦車」と呼ばれる装甲車「AMX-10RC」2台や米国が供与したブラッドレー歩兵戦闘車11台も失ったと指摘した[565]。
- ロシア西部ボロネジで、集合住宅がドローンによる攻撃を受けた[574]。ロシア当局はウクライナに加担する「テロ行為」との見解を示しており、ボロネジ州知事は非常事態を宣言した[574]。ロシア西部ではベルゴロドのオフィスビルのほか、クルスクの石油基地付近にもドローンが落下[574]。大きな被害は出ていないものの、ウクライナ東部国境に近いロシア西部で攻撃が頻発している[574]。ボロネジはウクライナとの国境から180㎞の距離に位置[574]。ロシア連邦捜査委員会はボロネジの件に関して「ウクライナの軍事、政治指導部の利益のために行動する者」が関与する刑事事件として捜査を始めた[574]。ロシア大統領府は情報機関が調査にあたっているとしている[574]。3人が割れたガラスで軽い怪我をした[574]。

### 6月10日
- カナダのトルドー首相は、キーウを訪問し、戦死したウクライナ兵に敬意を表し、ゼレンスキー大統領や他の政府高官と会談した[575][576]。共同記者会見を開き、ゼレンスキー大統領は「反転攻勢そして防衛行動がウクライナで現在、行われている」と断言し、ロシアへの反攻開始を認めた[569][573][575][577][578][579][580][581][582][583]。反攻作戦に自信を示し「私は毎日、ザルジニー軍総司令官や、さまざまな前線の司令官らと連絡を取っているが、みな楽観的だ。プーチン[注 14]にそう伝えてほしい」と語った[581][582][584]。しかし、反攻作戦がどの段階にあるのかについては言及しなかった[573][575][577][578][579][580][581]。トルドー首相は、追加支援として防空用の中距離空対空ミサイル「AIM7」287発と、105mmの砲弾1万発を供与すると表明。新たに5億カナダドルを軍事支援に割り当てる方針を示した[576][585]。カホフカ水力発電所のダム決壊については、「平和的な隣国に侵攻するというロシアの決断が直接もたらした結果」だと断じ[581]、洪水の被害を受けた住民らに向けて1000万カナダドルの支援を表明した[585]。ロシアのウクライナ侵攻に関与する24人と17団体を対象に追加制裁を発表[585]。さらに、2022年2月からカナダに留め置かれていたロシアの輸送機を押収する法案が同日国会を通過し、ウクライナへ引き渡す手続きが始まったことを明らかにした[585]。同機はカナダ政府のチャーター便として、中国から新型コロナウイルスの検査キットを運び、2022年2月27日にトロントに到着[585]。カナダ当局はその2時間後、ウクライナ情勢を受けてロシア機の領空通過を禁止していた[585]。イギリスやオランダなどによるウクライナへの戦闘機供与や運用に向けた「戦闘機連合」に参加するこもと表明した[586]。両氏はさらに、カナダがウクライナのNATO加盟を、条件が整い次第、支持するとの共同宣言を出した[585]。共同声明には、カナダが個別に、G7やNATOなどの枠組みを通して政治、経済、人道、軍事面の支援を継続すると明記された[585]。カナダはこれまでに総額80億カナダドル(約8300億円)規模の支援を提供してきた[585]。
- ロシア国防省は戦況説明で、過去24時間もウクライナ東部ドネツク州や南部ザポリージャ州でウクライナ軍の大規模な攻勢が続いたが、全て撃退したと発表した[587]。コナシェンコフ報道官は、両州でドイツが供与したレオパルト4両を含む戦車9両と、米国支援のブラッドレー歩兵戦闘車5両を含む戦闘車両11両を破壊し、約300人を殺害したと述べた[587]。さらに、ドネツク州北部の要衝バフムト周辺でもウクライナ軍が攻撃を実施したがロシア側防衛線を突破できず、約230人の死者を出したと指摘した[587]。
- ウクライナのマリャル国防次官は、カホフカ水力発電所の爆発は、ウクライナ軍がヘルソン方面で攻撃を仕掛けるのを阻止する目的で行われたようだ」と述べた[588]。
- ウォール・ストリート・ジャーナル（WSJ）は、ドイツの捜査当局が2022年9月に起きたロシアから欧州に天然ガスを送る海底パイプライン「ノルドストリーム」の爆発について、破壊工作を実施したグループがポーランドを活動拠点としていた可能性を示す証拠を検証していると報じた[589]。当局はノルドストリームの爆発に関与したとされる船舶「アンドロメダ」の2週間の航海を完全に再現し、この船舶が目標から外れてポーランドの海域に入ったことが無線・航行装置などのデータで示されたという[589]。
- 英国防省は、ロシアの侵攻を受けるウクライナ軍が過去48時間に、ウクライナ国東部と南部で大規模な作戦を実施したとの分析を公表した[580][590]。「いくつかの地域では前進し、ロシアの第1防衛線を突破した可能性が高い」とした[590]。ロシア側は自軍が設置した地雷原を通って撤退し、犠牲者を出している部隊もある[590]。ロシア空軍がウクライナ南部で活動を強化しているが、空爆の効果は不明[590]。ウクライナ軍東部方面部隊の報道官も、東部ドネツク州の激戦地バフムト周辺で「1日に最大1400m前進できた」と述べた[590]。
- イギリス政府は、イギリスへ逃れたウクライナ人避難民の民間の居住先の家賃支払いや就労先の確保を助けるため1億5000万ポンド(約263億円)の資金を拠出する方針を明らかにした。これら資金は地方議会へ分配するとした[591]。バカン住宅相は「イギリスは戦争の恐怖から脱出してきた人々に退避の場所を提供する名誉ある伝統を有している」と述べた[591]。イギリスのウクライナ人避難民ための住居対策事業では、友人や慈善団体、SNSを通じて「スポンサー」を確保し、共同での関連ビザの申請を促している[591]。イギリスへ退避したウクライナ人は12万4000人余となっている[591]。
- 米シンクタンク「戦争研究所」は、ウクライナ軍が、東・南部の少なくとも4地域の戦線で反転攻勢を続けたと指摘した[592]。南部ザポリージャ州で、地雷原で守りを固めたロシア軍の陣地に対し、制空権のない状態で困難な正面突破作戦を試みているが、ロシア軍は電子戦も効果的に仕掛けて防御を続けていると分析した[592]。ロシア軍が正面突破を防ぐため最強の部隊を配置したと説明[592]。ウクライナ軍はここ数日、限定的な突破で一時的に陣地を確保した後、撃退される構図になっていると推定した[592]。ただ、兵力の大部分を投入しておらず、初期の戦況で作戦全体の成否を予測できないとした[592]。ロシア軍はウクライナ軍の部隊の通信やGPSの利用を妨害する電子戦能力を向上させたとの見方も示した[592]。ウクライナ軍は米欧が供与した暗視装置を活用し夜間の攻撃を強めていく可能性があるとした[592]。

### 6月11日
- ウクライナのマリャル国防次官は、カホフカ水力発電所のダム決壊は「明らかにウクライナ軍がヘルソンで攻撃を開始するのを阻止する目的で行われた」と述べ、ロシアが意図的に爆破したとの見解を示した[593]。ロシアは自陣営の損失などからウクライナとの戦線を「縮小」させる決定を下したとも主張[593][594]。ウクライナ部隊を洪水対応に向けさせ、自分たちは部隊を南部ザポリージャや東部バフムトに展開させることも狙ったと説明した[593][594][595][596]。ドネツク州の集落がロシアの占領から解かれたとし、「戦線では一つの陣地も失わなかった」と語った[597][598][599][600]。
- ウクライナのメディア「ウクラインスカ・プラウダ」は、東部ドネツク州のダムをロシア軍が爆破し、川の両岸に洪水を引き起こしたと主張した[601][602]。川の両岸で浸水が起きている[602]。ウクライナ軍の反転攻勢を遅らせるのが狙いとの見方を示した[601]。ウクライナはロシアが爆破したとして非難している[601]。これらのダムの決壊はロシア軍の「戦術」だと指摘した[601]。
- ウクライナ軍は、東部ドネツク州の集落ブラゴダトノエをロシア軍から奪還したと発表した[597][598][603]。ロシアオンライン軍事メディアも同集落からロシア軍が撤退したと報じたほか、ロブコボエもウクライナ軍に奪還されたもようだと伝えた[603]。ウクライナ軍の大規模な反攻作戦の一環で初の成果[597][598][603]。ブラゴダトノエは、ドネツク州西部の都市でウクライナ軍の反攻の主要方面の一つとされるベリカノボシルカの近郊に位置[603]。ロブコボエも、別の反攻方面だとされるザポリージャ州オレホフやトクマクの近郊に位置している[603]。ウクライナ軍の反攻では、アゾフ海まで南下し、ロシア軍の支配下にある南部クリミア半島と露本土を結ぶ「回廊」の寸断を主目標としているとの観測が強い[603]。一方、カホフカ水力発電所のダム決壊を巡り、ヘルソン州のプロクジン知事は、洪水の浸水面積が139㎢から78㎢まで減少したと発表[603]。3500人以上が避難しているとした[603]。ダムがあるドニエプル川の西岸を保持するウクライナと、東岸を占領しているロシア側の発表を合わせると、洪水の死者は合計で少なくとも十数人に上る[603]。
- ワグネル経営者のプリゴジンは、ロシア国防省とは「いかなる契約も結ばない」と述べ、ワグネルが国防省監督下に入ることはないと強調した[604]。ショイグ国防相はワグネルなどの志願兵部隊に対し、今月末までに同省と契約を締結するよう命じていた[604]。プリゴジンは「ショイグは軍の編隊を適切に管理できない」と強調[604]。ワグネルはロシアの利益に沿って活動しているが、国防省の監督下に入ることで、効果的に機能している指揮系統が壊れると訴えた[604]。ショイグ国防相やロシア軍制服組トップのゲラシモフ参謀総長は公には反論していないが、ロシアメディアはショイグ国防相が打ち出した志願兵部隊との契約について、ワグネルを服従させようとする試みだと分析している[604]。
- ゼレンスキー大統領は、ICCの代表者らがヘルソン州を訪れ、カホフカ水力発電所のダム決壊について調査を開始したと表明した[594][605][606]。「ロシアのテロの結果を目撃した」と主張した[594][605][606]。ゼレンスキーは、ロシア軍が被災者の避難経路に砲撃を続けていると非難[594][605]。ドニエプル川の南側のロシア占領地から被災者を避難させる際、3人が死亡し、警官2人を含む10人が負傷したと明らかにした[594][605]。
- ウクライナ軍はロシア軍に対する反転攻勢でウクライナ東・南部の少なくとも3地域で戦端を開いた[607]。その一つである南部ザポリージャ州ではロシア軍の堅固な防衛線突破に注力[607]。南下できれば、ロシアが実効支配するクリミア半島と露本土を結ぶ「陸の回廊」寸断が視野に入る[596][607]。その行方は反攻の成否や西側の支援の動向を左右するとみられる。このうちザポリージャ州の州都ザポリージャから約50㎞のオレホフ周辺では7日夜からウクライナ軍が攻撃を始めた[607]。オレホフ周辺は平原が広がり、ウクライナ軍は反攻前から露軍の防衛線突破を想定した訓練を実施[607]。その際、参加していた大佐は取材に「部隊を入れ替え、同じ訓練を繰り返している」と語り、ロシア軍の塹壕急襲が反攻で重要になることを示唆していた[607]。オレホフの南方約8㎞はロシア軍の占領ライン[607]。突破すれば交通の要所トクマク、アゾフ海に近い中心都市メリトポリへの道が開ける[607]。クリミア半島と露本土を結ぶ陸路の拠点メリトポリを制すれば、クリミアへの補給路を断つだけでなく、南部ヘルソン州の露軍支配地域や東部の工業都市マリウポリに攻撃しやすくなる[607]。カホフカ水力発電所のダム決壊でドニエプル川の渡河作戦が困難となり、ウクライナ軍がザポリージャ州を緒戦の主戦場に位置づけたとみる[607]。ただ、ロシア軍は防衛線を重層的に構築[607]。練度の高い部隊もザポリージャ州に配置し、ウクライナ軍が最初の防衛線を突破するとロシア軍は後方の防衛線に退いて反撃し、押し戻した[607]。ウクライナ軍は地雷原にも前進を拒まれ、航空優勢をとれないことも難航の一因となっている[607]。「ウクライナ軍の作戦全体を予兆するものとみなすべきではない」とも指摘した[607]。一方、反攻の成果は軍事支援に対する欧米諸国の国内支持の動向に影響する[607]。米欧の当局者は「全占領地奪還」が難しいものの、ウクライナ軍が一定のロシア軍支配地域を奪還・保持し、ロシアがウクライナへの将来的な軍事作戦を躊躇する程度の打撃を与えれば、「成功」とみなす可能性があるという[607]。
- カホフカ水力発電所のダム決壊による死者が少なくとも14人になった[608]。洪水の発生した地域から避難した人の数は2700人余りとなっている[608]。ヘルソン州で5人が死亡したほか、35人が行方不明となっている[608]。ミコライウ州では1人が死亡した[608]。ダムの上流に位置する東部ドニプロペトロウスク州では、約16万2000人が水を利用できなくなっている[608]。軍政トップは、川の東岸からの避難を妨害しているとして、親ロシア派の当局を非難した[608]。検問所を設置して、人々が出られないようにしており、ロシアのパスポートに切りかえた人だけが通過を許されているという[608]。ヘルソン州の軍政によれば、避難活動が行われているのにもかかわらず、ロシア軍は砲撃を継続している[608]。
- ロシアとウクライナは、約200人の捕虜を交換した[609][610]。ロシア国防省によれば、ロシア軍の兵士94人が帰国した[609][610]。兵士らは家族のもとに帰ることを許される前に医療機関に移送された[609]。ウクライナのイエルマーク大統領府長官は、95人のウクライナ人が帰国したと明らかにした[609][610]。今回帰国した捕虜の中にはスネーク島（ズミイヌイ島）やアゾフスターリ製鉄所で捕まった兵士が含まれていた[609]。

### 6月12日
- ウクライナ軍当局者は、東部戦線などで激しい交戦が起きていると明らかにした[611]。過去1日の戦闘でロシア軍に540人の人的損失が生じたと主張[611]。ウクライナはロシア軍の指揮所やレーダー基地、砲兵部隊をミサイル攻撃[611]。東部ドネツク州で掌握した地域の防衛に集中するロシアは、多連装ロケットシステムなどで応戦している[611]。
- ウクライナのトリレツ環境保護・天然資源相は、カホフカ水力発電所のダム決壊以降、カホフカ貯水池の水量が75％近く減少したが、近郊のザポリージャ原子力発電所の冷却池の水位は高水準で安定していると述べた[612]。ザポリージャ原発はロシアの占領下にあり、カホフカ貯水池の上流に位置する[612]。ザポリージャ原発は原子炉を冷却するため複数の冷却池を独自に保有している「ザポリージャ原発の冷却池の水位は安定しており、原発のニーズを十分に満たせる。状況は管理下にある」と述べた[612]。ウクライナの原子力当局によると、原発の冷却池はカホフカ貯水池とは別にあり、周辺の井戸で水を補給できる[612]。原子炉が発電していないため、冷却池の蒸発は遅いという[612]。ザポリージャ原発はロシアの占領下にあり、カホフカ貯水池の上流に位置する[612]。ザポリージャ原発は原子炉を冷却するため複数の冷却池を独自に保有している[612]。「ザポリージャ原発の冷却池の水位は安定しており、原発のニーズを十分に満たせる。状況は管理下にある」と述べた[612]。
- ウクライナは、南東部で新たに集落一つをロシア軍から奪還したと発表した[613]。ドネツク州のストロジェベではウクライナの国旗を掲げる兵士のビデオが映され、国防相は部隊を称えた。この集落はウクライナが前日奪還を発表した集落ブラホダトネとネスクチネの間に位置する[613]。マカリフカは前線だった場所から5㎞ほどの地点で、ウクライナの前進は小幅なものとみられる[613]。 マリャル宇国防次官は、ウクライナの反転攻勢について、この1週間でロシア軍から集落7カ所を奪還したと明らかにした[596][614][615][616][617][618][619][620]。ウクライナ軍が6.5km前進したと強調[596][614][615][616][617][618]。南部ザポリージャ州ロブコベや東部ドネツク州ストロジェベなどの集落を含む計90㎢の領土を奪い返したと述べた[596][614][615][616][617][618][620]。ゼレンスキー大統領も「厳しい戦いだが、前進している」と戦果を誇示し[614][621]「ウクライナ国旗が奪還地域に再び翻っている。将兵に感謝する」と表明した[615][620]。
- ゼレンスキー大統領は「新たに解放した村々で、しかるべき場所にウクライナ国旗が戻ってきている」と反転攻勢の戦果を誇示した[619]。ザポリージャ州を中心とした戦況について、軍幹部から報告を受けたと説明し、「戦闘はすさまじいが、前進している」と述べた[619][622]。
- マクロン仏大統領とショルツ独首相、ポーランドのドゥダ大統領は、パリで会談を行い、ウクライナへの軍事支援を協議した[623][624]。共同記者会見を開き、マクロン大統領は、ウクライナの反攻は既に始まり今後数か月に及ぶという見通しを示し[624]、「ウクライナの勝利は欧州の平和と安全につながる。必要な限り支援を続ける」と強調した[623][625]。兵器や装甲車、弾薬などの供与をウクライナに約束した計画の通りに実行していくと表明[623][625]。ショルツは軍事支援での「緊密な連携」を改めて確認した[623]。NATO首脳会議でウクライナに安全保障を与える必要があることにドイツは同意しているかとの質問に対し、「必要なのは明確だ。極めて具体的な方法で必要なのは明らかだ」と答えた[624]。ドゥダ大統領はNATOが7月の首脳会議で、ウクライナの将来的な加盟に向けて「明確な展望」を示すべきだと主張した[623]。
- ロシア軍は、ウクライナ中部クリビーリフにミサイル攻撃を行い、少なくとも3人が死亡した[626]。ゼレンスキー大統領は「責任を取らせる」などと非難した[626]。ウクライナ軍からみて、ベリカノボシルカはロシア軍の支配下にあるアゾフ海沿岸の工業都市マリウポリへの進出ルート上に、オレホフもアゾフ海に近い重要都市メリトポリへの進出ルート上にある[626]。ロシア軍の支配地域を分断する形で南下し、ロシア軍の補給を遮断する狙いがあるとの観測がある[626]。クリビーリフの集合住宅が被弾し、20人以上の負傷者も出ている[626]。東部ドニエプロペトロフスク州クリボイログの集合住宅も、ロシア軍の長距離攻撃を受け、少なくとも6人が死亡した[626]。
- オランダのオロングレン国防相は、ウクライナ軍のパイロットに対するF16戦闘機の操縦訓練について「今夏開始が我々の野望だ。ウクライナ軍のパイロットにF16の訓練を開始することは重要な一歩だ」と述べた[627][628]。制空権を持つことが不可欠だとし、パイロットの訓練は、将来のロシアによる再度の侵攻の阻止やウクライナ空軍の強化に貢献するとの見方を示した[627]。F35戦闘機のオランダ人パイロットは、ウクライナ兵の訓練について「まだわからない」としながらも、座学や語学、シミュレーター訓練が含まれるだろうと述べた[627]。ウクライナ軍のパイロットは航空機の操縦方法は既に知っているものの、戦闘機の操縦や、F16への移行は異なる技術を意味するという[627]。
- ブリンケン米国務長官は、ウクライナがロシアに対して開始した反転攻勢について、どこに向かっているのか正確に語るには時期尚早としながらも、ウクライナはロシアから領土を取り戻すことに成功し続けると米政府は確信していると述べた[629]。ウクライナが戦場で成功するよう、アメリカは支援最大化を決意していると表明した[629]。
- ロシアのプーチン大統領は「民間施設への攻撃は軍事的に何の意味もない」と述べた[630]。5月に大統領府などに無人機が飛来したことを受け、ウクライナ側を非難した発言と受け止められているものの、ロシア軍はミサイルや無人機でウクライナの民間施設を繰り返し攻撃しており、プーチン大統領自身がロシア軍の攻撃手法に正当性がないことを認めた形となった[630]。
- イギリスのマーク・スペンサー食糧・農業相は、ウクライナ産穀物の盗難に対応するために、G7が穀物の原産地に関する化学的な識別を用いた対策に取り組んでいると述べた[631]。ロンドンで開催された国際穀物協会の会議で、イギリスが計画を主導しており、G7もウクライナと緊密に連携していると指摘[631]。「化学的識別はウクライナ産穀物のさらなる盗難を抑止する有効な手段になる」とした[631]。

### 6月13日
- IAEAのグロッシ事務局長は、ウクライナの首都キーウでゼレンスキー大統領と会談した[632][633][634]。冷却水の確保が課題となっているザポリージャ原発の情勢を巡り意見を交わした[632]。グロッシ事務局長は「差し迫った危機はないが、水には限りがあり深刻だ」と警告した[632][635]。一方、「近くで激しい戦闘が起きており、とても懸念している」とも述べた[634][635][636]。現場の対応状況を確認するため、現地に向かう考えを示した[632][634][635]。冷却水をくみ上げていたカホフカ水力発電所のダムが決壊し、取水が停止する可能性が高まっている[632]。グロッシ事務局長は「現場の管理者と協議し、どのような危険にさらされているか、自分自身で評価したい」と強調した[632]。ロシア軍が占拠するザポリージャ原発は、ウクライナ軍が反転攻勢を仕掛けているザポリージャ州にあり、戦闘の激化は核事故につながるとの懸念もある[632]。グロッシ事務局長は、両軍に原発への攻撃禁止などを求めた5原則[注 15]の順守状況について「現時点で違反の兆候はない」としつつ、現地で状況把握に努めると述べた[632]。
- ゼレンスキー大統領は、ロシア製ミサイル部品の流れを阻止するために制裁を強化するよう求め、その方が防空システムを改善するより安上がりになるとの考えを示した[637]。攻撃に使用されるミサイルの部品のうち約50品目が他国で生産され、この問題についてキーウで外交関係者が協議を行った[637]。「残念ながら、ロシアにはなおミサイル生産に不可欠な部品を調達する手段がある。それらはパートナー国を含む諸外国の企業が生産している」と述べた[637]。また、ウクライナの全パートナー国はロシアに部品を供給している企業のリストを持っているとし、「永遠に更新されるミサイル防衛のために絶えず支出を続けるよりは、テロ部品供給路を断つ方が絶対的に安価だ」と述べた[637]。東部のバフムトと南部地域で前進したと述べ、兵士らを称賛した[638]。「ウクライナ軍の陣地を守り、前進させるために今まさに戦っている全ての兵士に感謝する」と述べ、「バフムト周辺のさまざまな場所で前方への動きがある」とした[638]。また、南部タブリア地域ではロシア軍の航空・砲撃部隊が優位にあるにもかかわらずウクライナ軍部隊が前進しているとし、「ロシアの悪行からの解放に向け兵士らが進めた一歩一歩に感謝する」と述べた[638]。
- ウクライナ軍当局者は、ロシアによるキーウ州への空爆を撃墜したと明らかにした[639]。防空システムが首都キーウに向かうミサイルを全て破壊したという[639]。
- ロシアのプーチン大統領は「国防省との志願兵契約なしには社会保障の法的根拠がない。速やかに契約する必要がある」と述べ、ワグネル経営者のプリゴジンに対応を促した[640][641]。ショイグ国防相は、ワグネルを含む非正規兵に対し、正規の志願兵契約を義務付ける命令を出した[640]が、プリゴジンは配下の戦闘員をこれに従わせるのを拒否していた[640][641]。プーチン大統領に忠誠を誓うチェチェン共和国の独裁者カディロフ首長は「私兵」に志願兵契約を結ばせており、越境攻撃を受けるロシア西部ベルゴロド州への派兵を発表した[640]。欧米が供与した兵器の25〜30％を失わせる「破滅的な損害」をウクライナに与えたと述べた[642][643]。大規模反攻は「続いているが、どの戦線でも目的を達成できていない」と指摘[642][643][644]。ウクライナ側は「戦車160両、装甲車360両以上を失ったが、ロシアが失った戦車は54両だ」と述べ、ロシアの損害は相手の10分の1だとした[642][643][645]。軍事作戦の目的は変わっていないとし、侵攻を続ける意思も改めて示した[642][643][644][646]。ウクライナ産穀物の輸出を巡る合意については「離脱を検討している」と述べた[643][646][647][648][649]。追加動員について「それは目的による。我々の軍隊はキーウにいた。そこに戻る必要があるのか、ないのか。このような修辞疑問文を尋ねているのは、答えがないことが明らかだからだ。私自身が答えるしかない。しかし、どのような目標を立てるかによって、動員の問題を決めなければならない。今日はその必要はない」と述べた[649][650]。約15万6000人の兵士が1月以降に追加された[650]。この中には、募集した契約軍人と志願兵が含まれている[650]。法執行機関や特殊部隊の仕事には改善が必要であるものの、ロシア全土に戒厳令を導入する必要はないと述べた[649][650]。
- フランスの国防・安全保障局は、ロシアがウクライナ侵攻の一環で、仏メディアのサイトなどを装って欧州市民向けに偽情報を発信していると発表した[651]。ロシアに有利なニュースを流すことで、西側諸国のウクライナ支援に揺さぶりをかけるのが狙いとみられる[651]。ウクライナ政権幹部を中傷したり、ウクライナ軍は残虐だなどと情報操作を行ったりしているという[651]。コロナ仏外相は声明で「国連安保理常任理事国に値しない策謀」と非難[651]。パートナー国と緊密に連携し、「ロシアのハイブリッド戦争を失敗させる」と強調した[651]。
- ストルテンベルグNATO事務総長は、バイデン米大統領とホワイトハウスで会談し、ロシア軍に対するウクライナ軍の反転攻勢について「進展している」と評価した[652][653][654]。ウクライナがロシアから領土を奪還すればするほど和平交渉を有利に進められると期待も示した[652][654][655]。ストルテンベルグは反転攻勢について「まだ初期段階」だとし支援継続の重要性を強調した[652][653][654]。
- 米国防総省は、ウクライナに対する最大3億2500万ドル（約455億円）規模の追加軍事支援を発表した[656][657][658][659]。ブラッドレー歩兵戦闘車15両、装甲車「ストライカー」10両、高機動ロケット砲システム「HIMARS」[658]、携帯式の地対空ミサイル「スティンガー」[658]、対戦車ミサイル「ジャベリン」[658]、高性能地対空ミサイルシステム「NASAMS」用の追加弾薬などを提供する[656][657][659]。ウクライナ軍が不足に苦しむ小火器の弾薬2200万発以上も送る[656][659]。ブリンケン国務長官も追加軍事支援について声明を出し「ロシアが戦争をやめるまで、米国と同盟国はウクライナを支え続ける」と改めて強調した[656][657]。
- ブリンケン国務長官は、ウクライナがロシアに対する反転攻勢を成功させれば、ロシアのプーチン大統領に戦争終結を交渉させることができるかもしれないとの見通しを示した[660]。ウクライナの反攻の成功には二つの効果があると述べた[660]。反攻の成功によって、交渉の場での自国の立場を強めて、プーチンに対して自ら始めた戦争を終結させるための交渉に集中するよう仕向ける効果があるかもしれないと述べた[660]。「その意味では、平和を遠ざけるのではなく、実際に近づけることができる」と述べた[660]。
- ウクライナのマリャル国防次官は、ウクライナ軍が南部ザポリージャ州の港湾都市ベルジャンスクの方向に「1日で500 ｍ〜1 ㎞前進した」と明らかにした[633][661][662]。約3㎢の領土を管理下に取り戻したとしている[661]。東部ドネツク州の激戦地バフムト付近でも前進したと述べた[661]。ロシア軍が空爆や砲撃を続け「占領地を守るため、あらゆる抵抗をしている」と指摘した[661]。進軍目標の一つはアゾフ海の港湾都市ベルジャンスクだと明かし、ロシア軍の激しい反撃に遭遇していると指摘した[662][663]。戦線を正面突破してアゾフ海に抜け、ロシア陣地の分断を狙っていることが明確になった[663]。
- ワグネル経営者のプリゴジンは、「あらゆる攻撃は、敵が攻撃力を使い果たした後に、その結果も含めて評価されなくてはならない。私が理解する限り、ウクライナの攻撃力は枯渇していない」と述べた[664]。ロシア国防省との契約をめぐる争いのなかで、ワグネルがウクライナにとどまるかどうかはわからないと述べた[664][665]。
- ロシア国防省は、ウクライナ東部ドネツク州南部にあるマカリウカなど3村落の近くでウクライナ軍の攻撃を撃退したと主張した[666]。これらの3村落が位置するドネツク、ザポリージャ両州の州境ではロシア軍とウクライナ軍による戦闘が行われている[666]。
- 米シンクタンク「戦争研究所」は、ウクライナ軍が3方面で反転攻勢を続け、東部ドネツク州南西部などで一定の陣地を獲得したと分析した[663]。
- 米紙ウォール・ストリート・ジャーナルは、アメリカがウクライナに提供する米軍主力戦車「M1エイブラムス」の装備として、劣化ウラン弾を供与する見通しだと報じた[667]。国防総省は、エイブラムスの砲弾として米軍が使用する劣化ウラン弾は装甲を貫通する能力が高いとして有効と判断しており、イギリスは既に供与を表明している[667]。
- 欧州中央銀行（ECB）監督委員会のアンドレア・エンリア委員長は、ユーロ圏の銀行は迅速にロシアから撤退すべきと述べ、ロシアのウクライナ侵攻開始から1年あまりが経過した今もロシア事業を継続している域内銀行に異例の退場要請を発した[668]。エンリア委員長は会合で「銀行が対ロシアエクスポージャーの一段の削減に引き続きしっかり注力し、理想的にはできるだけ早く市場から撤退することが重要だと考えている」と述べた[668]。エンリア委員長は、それらの銀行が今はロシアで新規の融資を行っていないこと、事業売却など撤退の手続きが容易ではないことは認めながらも、一段の行動が必要と強調[668]。「われわれはこうしたプロセスを評価しているだけでなく、銀行に強い圧力をかけて実行を促している。ロシアで事業を継続すれば大きな評判リスクを伴うためだ」と述べた[668]。
- ウクライナのポドリャク大統領府長官顧問は、日本の『産経新聞』のインタビューで、独自の「和平案」を提案し、占領地を放棄させる形での停戦を呼びかけた中国に対し、「ロシアの国際法破壊や戦争の性質を理解していない。仲介能力がないのは明らかだ」と痛烈に批判し、ロシア寄りの態度を取ることは「ウクライナに敗北を認めさせる試みに等しい」と主張[669]。「戦争が間違ってウクライナ軍の敗北に終われば、世界の安全保障体系は破壊される」と警告した[669]。既に始まった反転攻勢には自信を示し、「今年中に勝利したい」と語った[669]。これまで「停戦交渉はロシア軍の占領地からの全面撤退が前提だ」との認識を示している[669]。「作戦は特定の開始時間があるショーではない」とし、「少し前から主導権を握る段階が始まった。今後は大規模な攻撃が長期間続く。ヘルソン州、ザポリージャ州、クリミア半島、ドンバス地域などの占領地を戦略的に奪還する」と説明した[669]。反転攻勢初期には米国製F16戦闘機の供与が間に合わないが、イギリスの空中発射型巡航ミサイル「ストームシャドー」などあらゆる兵器を使うことで「防御しつつロシア軍の防衛線突破や兵站拠点、軍事インフラを破壊することは可能だ」と述べた[669]。F16が数か月内に供与されれば「勝利への時間を短くできる」と述べた[669]。ロシア軍の現状について、約1800kmにわたる戦線を含む占領地全体に「約36万人の軍人を集めている」とし、「西側の制裁を回避し、巡航ミサイル『カリブル』や弾道ミサイル『イスカンダル』も製造できている」と分析し、支援する第三国を非難した[669]。ロシア軍は現在、防戦を強いられているとし、「兵器は尽きておらず、防御兵器は十分あるが、状況を打開し得る攻撃兵器はない」と強調[669]。旧ソ連時代から蓄積した旧型兵器も「早晩に枯渇する」とし、そうなれば終戦が早まると指摘した[669]。連日のキーウなどへの攻撃やカホフカ水力発電所のダム破壊は、「主導権喪失を防ぐため、卑劣なテロ攻撃に頼っている」と非難[669]。ダム破壊は内部から爆発させなければ不可能だとし、「意図的にドニエプル川下流のインフラ破壊や民間人殺害を企てた。西側の支援を滞らせる目的もある」とした[669]。ロシア西部への越境攻撃を行う反体制派組織にも言及し、「ウクライナ軍を去ったロシア人が『自由ロシア軍』などの部隊を独自に組織した」とウクライナの関与を否定[669]。モスクワへのドローン攻撃などもロシア国内の反体制派が実行したとし、「今後も活動範囲を広げ、効果的に政権に打撃を与えるだろう」とした[669]。ロシア国内でのこうした動きは、プーチン政権の「急激な弱体化」と関係しているとも主張した[669]。プリゴジンが政権批判している点に触れ、「ロシア軍が劣勢になるほど国内での破壊工作や暴動が増える」とし、今後はロシア各地で新勢力が台頭するだろうと述べた[669]。NATOの加盟申請については、NATOのシステムを基に戦うウクライナは「すでに事実上の加盟国だ」と強調[669]。NATO首脳会議で「戦争に勝てば短期間で加盟できると明確にしてほしい」と訴えた[669]。一方、EU加盟は「まだまだ先だ」と述べた[669]。グローバルサウスや友好国からのロシアへの資金流入が「戦争を長引かせている」と批判[669]。2022年は複数国が提供した部品で500発超のミサイルが製造されるなど西側の制裁は抜け道が多いとし、「制裁はより厳しくあるべきだ」と主張した[669]。一部の西側企業が依然、ロシア国内に拠点を置いているとし、「私たちを殺すためロシアに税金を払い続けている」と非難した[669]。日本の支援には「資金協力や人道支援、地雷除去など全てに満足している」と謝意を示し、勝利には親ウクライナ連合の継続支援が不可欠だとした[669]。ウクライナは、ロシア軍撤退を含む和平案「平和フォーミュラ」への賛同を求めており「全てを理解している日本からグローバルサウスなどの国々に働きかけてほしい」と求めた[669]。

### 6月14日
- ウクライナのマリャル国防次官は、ロシア軍に対する反転攻勢でウクライナ軍が「極めて激しい戦闘」の中、わずかに前進したと明らかにした[670][671]。作戦が「一部成功した」との見方を示した[670]。過去24時間でウクライナ軍が東部バフムト方面の複数の地点で200〜500m前進し、南部ザポリージャ方面でも300〜350m前進したと説明した[670][672]。ストルテンベルグNATO事務総長も、「ウクライナ側が前進し、より多くの土地を解放していることは確かだ」と指摘した[670]。ウクライナ軍の成果は将来の交渉に有利に働くと述べた[670]。マリャル国防次官は、ウクライナ軍が現在、①南部ザポリージャ州の州都ザポリージャと港湾都市ベルジャンスク②東部ドネツク州の要衝バフムト－の2方面で攻撃を実施していると明らかにした[673]。また、2方面における露軍の人的損失が、ウクライナ軍の損失に比べてそれぞれ約5倍、約9倍に上っているとも指摘した[673]。ウクライナ軍は南部方面での反攻で、アゾフ海沿岸地域の主要都市ベルジャンスクやメリトポリを奪還して露領土と南部クリミア半島を結ぶ「回廊」を寸断し、ロシア軍の補給を困難にすることで、ヘルソン州などの占領地域の解放につなげる戦略[673]。一方、東部方面ではバフムト周辺などで攻勢を強化し、ロシア軍が主目標とするドネツク州全域の制圧を阻止する狙いだとみられる[673]。ただ、ロシア軍の防衛線が強固で、前進は容易ではないとも説明している[673]。
- ウクライナ各地で前日夜から未明にかけてロシアによるミサイル攻撃が相次いだ[670][672]。南部オデーサでは小売店の倉庫で火災が起き、3人が死亡[670][674]。このほかに東部クラマトルスクなどでも計3人が死亡した[670][674]。
- カホフカ水力発電所のダム決壊で、ヘルソン州ロシア側行政府自称トップは、「発電所の修復作業に1年半から2年かかる」との見通しを示した[675]。「砲撃の中で作業することは不可能だ」とも述べた[675]。洪水被害の拡大を受け、ロシアのクレンコフ非常事態相は「連邦非常事態」と認定したと表明した[675]。サリドは、専門家の試算として修復に約2千億ルーブル(約3300億円)が必要だと指摘[675]。環境に与えた被害は算定できないとした[675]。ロシア支配下のドニエプル川南岸では17人が行方不明だという[675]。ロシア側行政府「幹部」のアレクセエンコは、洪水による住宅やインフラの被害額が400億ルーブル近くに上ると説明した[675]。ドニエプル川南岸の死者は17人になったとした[675]。
- 英国防省は、ウクライナ軍の反転攻勢に対し、ロシア軍が南部戦線で地上部隊を支援するため、航空戦力の出撃をここ2週間で増やしていると指摘した[676]。ロシア軍機が2022年来、滑空弾など空対地兵器の使用を増やし、攻撃目標から距離を保てるようになったと分析した[676]。ロシア軍は最近、ウクライナ各都市に対してミサイルや無人機の空爆を強化している[676]。ウクライナ軍の防空戦力を前線に振り向けさせないようにしている可能性がある[676]。首都キーウへの空爆はほとんど迎撃されてきたが、13〜14日には南部クリブイリフやオデーサ、東部クラマトルスクなどで市民らに多くの死者が出た[676]。

### 6月15日
- ロシアはウクライナ東部クリブイリフにミサイル攻撃を行った[677]。ビルクル市長は、着弾地点は「軍と何の関係もない」企業の施設だったと訴えた[677]。撃ち落としたミサイルの破片が駐車中の車に当たるなどして、被害が広がったという[677]。ドネツク州のクラマトルスクにも着弾。多数の住宅が破壊され、2人が死亡した[677]。クラマトルスクは要衝バフムト陥落後、州制圧に向けロシア軍が狙う重要都市だ[677]。反転攻勢開始から10日が経過したが、大きな前進はなく停滞感が漂う[677]。消耗が激しいウクライナ軍を支えるため、ノルウェー国防省は、デンマークと協力し、迫撃砲弾9000発を急いでウクライナに供与すると発表した[677]。
- IAEAのグロッシ事務局長は、ロシア軍が占拠するウクライナ南部ザポリージャ原発を訪れた[678][679][680][681][682]。カホフカ水力発電所のダム決壊に伴い冷却水の確保が課題となっているが、グロッシ事務局長は原発に近接する貯水池など現地の対応状況を確認し「当面は安全を維持できる」と述べた[678][679][681][682]。「水は十分にある」と説明しつつ、「重要なことは貯水池を現状のまま保つことだ」と述べ、冷却水確保へ警戒を続ける考えを強調した[678][679][680][682]。原発はウクライナ軍が反転攻勢を強めるザポリージャ州にあり、今回の現地入りは治安状況を確認するため、予定より1日遅れた[678]。グロッシ事務局長は「戦闘行為が周辺で行われている。数時間前まで、確実に訪問できるか分からなかった」と述べ、危険と隣り合わせの実情も再確認された[678]。視察を終えたグロッシ事務局長の車列がロシアの占領地域を出る際、銃撃音があったため、走行を一時中断した[679][683]。危険はなく、車列はウクライナ側が管理する地域に戻った[679][683]。
- NATO国防相会合が、ブリュッセルで2日間の日程で開幕した[684][685]。ロシアに対し反転攻勢を仕掛けるウクライナ支援などを協議[684][685]。非加盟国も交えてウクライナへの軍事支援を話し合う会議も開かれ[684]、アメリカ、イギリス、オランダ、デンマークの各国防当局は、ウクライナに数百基の防空ミサイルを追加供与すると発表した[685][686][687]。ウクライナの反転攻勢が始まる中、ロシアのミサイル攻撃などから重要インフラを守るのが狙い[686]。防空システム・弾薬の提供やウクライナ軍への米国製戦闘機F16の訓練などに重点を置き、軍事支援を継続する方針で一致した[685]。オースティン米国防長官は、「ウクライナの戦いはマラソンであり、短距離走ではない」とし、武器や弾薬などの提供を長期的に続けるよう訴えた[685][688]。「持続性で最も優れている部隊が優位に立つ」と強調[685][688]。「重要なことはウクライナが損傷した装備品を可能な限り、修理して戦場に戻す能力を持つことだ」と述べた[685][689]。同盟国に追加支援を呼びかけた[688]。ストルテンベルグNATO事務総長は、ウクライナ軍の反転攻勢について「数か月に及ぶNATOのウクライナ支援が、実際に戦場で効果を発揮していることを示している」と強調[684]。支援態勢をいかに維持・強化するかがテーマの一つになるとの認識を示した[684]。
- 国連専門家グループは、ロシア軍がウクライナ市民や戦争捕虜に拷問を行っていることが懸念されるとして、ロシア政府に書簡を送付したと明らかにした[690]。拷問には電気ショックやフードを頭にかぶせる行為、擬似処刑などが含まれ、情報を引き出すことや自白の強要、ウクライナ軍支援への報復などが目的という[690]。こうした行為が内臓損傷や骨折、トラウマなどにつながっていると指摘した[690]。拷問に関する国連特別報告者のアリス・ジル・エドワーズは、ロシア軍による拷問の一貫性と方法には「ある程度の協調性、計画性、組織性」がうかがわれると指摘[690]。「上層部の命令または政策指示に従うことは拷問を正当化する要因とは言えず、関与した全個人は速やかに独立した当局による捜査を受け、訴追される必要がある」と述べた[690]。
- ウクライナのマリャル国防次官は、ミサイルの直撃を受けて炎上した同戦闘車から兵員らが無事生還し、車両も回収して修理中だとする画像を公表し、「ブラッドレー歩兵戦闘車は兵員の命という最も大切なものを救った」と述べ、高い戦闘生存率が裏付けられたと強調した[691]。米欧の軍用車両は旧ソ連圏の車両に比べ、兵員の命を守ることを優先して設計されている[691]。
- ゼレンスキー大統領は、スイス連邦議会でビデオ演説し、スイス製武器の再輸出を認めるよう要請した[692][693][694]。スイスは中立の原則から、紛争当事国への直接の武器供与だけでなく、第三国によるスイス製武器の再輸出も禁じている[692][693][694]。解禁に向けた議論が活性化することを狙ったとみられる[692]。ゼレンスキーは演説でスイスが対露制裁に踏み切ったことへの感謝を伝えた上で、「ウクライナの領土を再び平和な土地にするため世界中に武器を求めている」と訴えた[692][693]。「ウクライナは平和を大切にする国だ。我々の平和は武力によってのみ侵略から耐えることができる」と理解を求めた[692][693]。一方、保守派の国民党はゼレンスキーが議会で演説することが「中立性に反している」とし、演説時に退席した議員もいた[692][693]。
- ウクライナ軍は、ロシア軍がウクライナ北部と接するロシア西部ブリャンスク州に地対艦ミサイルシステム「バル」を最近配備したことを確認したと発表した[695]。米欧が供与した防空システムを首都キーウ一帯にくぎ付けにし、ウクライナ軍の東・南部での大規模な反転攻勢を妨害する狙いとみられる[695]。ウクライナ空軍の報道官は、バルが発射可能なKh35ミサイルは小型で防空システムのレーダーが検知しにくいと指摘し、「新たな脅威」と位置付けた[695]。
- ワグネル経営者のプリゴジンは「我々は休息をとり、準備をしている。6月5日に戦線を離れたが、予想によるとワグネルの戦闘員は8月5日に戦線に戻り、完全な戦闘態勢で設定された任務を遂行し続ける」と述べた[696]。
- ウクライナ軍当局者は、ウクライナ軍が攻勢を仕掛けている中南部ザポリージャ、南部ヘルソン両州にある小型ダムをロシア軍が爆破などしていると改めて主張した[697]。ウクライナ国防省の環境管理対策などの部局当局者が明らかにした。多数の水力関連施設を地雷で爆破したという[697]。ロシア軍は連日、様々な集落でこれらの小規模な施設を爆破し続けている[697]。生じる被害は大規模なものではないが、1〜2の村落の農地に影響が出たという[697]。
- ベラルーシは、5月下旬に国境地帯でウクライナのドローンを撃墜したと発表した[698]。ホメリ州で起きたとしたが、当時公表しなかった理由については説明していない[698]。
- ロシア外務省は、カナダ政府がロシア籍の貨物機を押収したとして、モスクワ駐在のカナダ外交官を呼び出し、抗議したと明らかにした[699][700]。その上で、両国関係は「断交寸前」にあると警告した[699][700]。ロシアはエベルに対し、同機の押収を「皮肉な窃盗」と見なすと伝えた[700]。カナダ外務省は、ロシア側の懸念を認識しているとした上で、カナダはウクライナを「揺るぎなく」支援している点を改めて強調[700]。「われわれは、ロシアのウクライナ戦争に加担またはこれを支援し、利益を得た者は、責任を問われることになると明言してきた」と述べた[700]。
- ロシアの中央選挙管理委員会は、ロシアが「併合」したとするウクライナ4州の地方選挙の日程を、9月10日[注 16]に設定した[701][702][703][704]。国防省と連邦保安局（FSB）が9月に投票を実施することが可能だと考えている[701]。ロシアが地方選挙を予定する4州（ウクライナ東部と南部のドネツク州、ルガンスク州、ザポリージャ州、ヘルソン州）をロシア軍は完全には掌握しておらず、戦闘が続いている[701][704]。
- ウクライナ軍のフロモフ准将は、ウクライナ東部と南部における反転攻勢で既に100㎢を奪還したと明らかにした[705][706][707]。東部ドネツク州南西部のベリカノボシルカ、南部ザポリージャ州マラトクマチカの近郊まで進軍していると指摘した[705]。
- 米シンクタンク「戦争研究所」は、ウクライナ軍による反転攻勢について、現在の攻撃は大規模な反攻に向けた「初期の段階だ」と分析した[708]。攻撃は「少なくとも3方面で展開されている」と指摘している[708]。3方面とは、ウクライナ側が前進を主張する東部ドネツク州の2カ所と南部ザポリージャ州の1カ所とみられる。ウクライナのマリャル国防次官も、「複数の方面で反攻は続いている」と投稿[708]。その上で「徐々にではあるが、確実に前進しており、敵に大きな損失を与えている」と反攻の成果を説明している[708]。一方、ウクライナのポドリャク大統領府顧問は、反攻は依然として始まっていないとし、「ロシア軍に心理的な圧力を加えることだ」などと主張した[708]。
- 米国務省は世界の人身売買に関する年次報告書で、ロシアによる動員兵の扱いのほか、ウクライナの子どもたちの連れ去りを非難した[709]。今年の報告書で国務省はロシアを人身売買の「国家支援国」に引き続き指定したほか、人身売買を巡る評価でロシアを最下位の「第3階層」に維持した[709]。ロシアがウクライナで人々を拘束していることについて2022年よりも強く非難[709]。ロシアが何千人ものウクライナの子どもたちを連れ去ったことにも言及し、「ウクライナ国民と北朝鮮の労働者の人身売買を行う政府政策、もしくはパターンがあった」とした[709]。このほか「ロシア当局者が外国籍の成人にロシアのウクライナに対する侵略戦争に参戦するよう強制した」との報告があったとも指摘した[709]。
- 米議会の超党派議員は、制裁で凍結されているロシアの資産を、ウクライナ支援に円滑に活用できるようにする法案を提出した[710]。上院外交委員会の共和党トップで法案を共同提案したジム・リッシュ議員は、ロシアのウクライナ侵攻開始から1年余り経った現時点で世界中で3000億ドル以上のロシア政府資産が凍結されたままだと指摘[710]。「ロシアのウクライナ国民に対する残虐行為と継続的な戦争犯罪を踏まえれば、米国内のロシア政府資金を押収し、ウクライナの再建のために再利用するのは道理にかなっている」と述べた[710]。法案は具体的に、米国内で凍結されているロシアの資産を押収し、ウクライナ支援に振り向ける権限を米大統領に与える[710]。また、ロシアがウクライナから撤退し、戦争による被害の補償に同意するまで、制裁対象に指定したロシアの団体に資金が渡ることを禁止している[710]。
- ウクライナのクブラコフ副首相兼インフラ相が、日本の成田空港に到着した[711]。三重県志摩市で16日に開幕するG7交通相会合に出席するほか、日本政府関係者らとの面会を調整しており、ロシアによる侵攻終結後の復興支援について協議する[711]。
- チェコの大統領ペトル・パベルは、ロシアがウクライナに仕掛けた「侵略戦争」を踏まえ、西側諸国は自国在住のロシア人を厳しく監視すべきだと主張した[712]。パベルは、在外ロシア人が「侵略」に立ち向かうのが困難な点には同情すると前置きした上で、「戦争が続いているからには、ロシア人に関する治安対策は平時よりも厳しくあるべきだ」と述べた[712]。さらに「西側諸国に在住するすべてのロシア人は、侵略戦争を仕掛けた国の民として、これまで以上に厳しく監視されるべきだ」「これは戦争の代償にすぎない」と続けた[712]。また、そうした事態を第2次世界大戦時のアメリカと比較し、在米日系人10万人以上が収容所に入れられ、「厳しい監視下に置かれた」のと同様だと述べた[712]。
- ウォールストリート・ジャーナルは、ロシア軍の兵士1人が5月にウクライナ東部バフムートの戦場でウクライナ軍のドローンに対して投降していたと報じた[713]。ウクライナ軍の第92機械化旅団の部隊による投降時を捉えた映像も公開した[713]。映像は、ロシア軍の兵士がバフムートの塹壕で、ウクライナのドローンによる攻撃から逃げる様子を捉えている[713]。兵士はその後、動きを止め、身振りを使ってドローンと連絡を取ろうと試みた[713]。ウクライナ軍のドローンのパイロットはロシア兵が懇願する様子を見て、命を助けることを決めたという[713]。パイロットは、投降したければドローンについてくるよう指示する紙をロシア兵に落とした[713]。映像には、ドローンの後をついてくるロシア兵の様子が映っているようにみえる[713]。ロシア兵はウクライナ軍の陣地まで来ると、膝をつき、ヘルメットと防弾チョッキを脱いだ[713]。ロシア兵はその後、ウクライナ軍に拘束され、ハルキウ州の施設に移送されたという[713]。
- 日本政府が、ウクライナに提供する砲弾を製造するアメリカに対し、砲弾の原料となる日本産火薬を提供する方向で調整していると報じられた[714]。ウクライナ軍への軍事支援を、日本も間接的に支える枠組みとなる[714]。アメリカはウクライナへの軍事支援を続けているが、その影響で火薬などが不足している[714][715]。アメリカ政府からの要請を受けた日本政府内で対応を協議した結果、国内の火薬メーカーで一定量を提供できる見通しが立った[714]。「防衛装備移転3原則」の運用指針は、防衛装備品の輸出を厳しく制限しているが、民生用にも広く使われる火薬は制約の対象外となっている[714]。経済産業省が「外国為替及び外国貿易法」に基づいて審査し、輸出を認める[714]。また、アメリカとの間で防衛装備品を共有することを認める2016年の合意に基づき、155㎜砲弾をアメリカに供給することを検討している[715]が、「防衛装備移転3原則」の運用指針では、弾薬の輸出を認めておらず慎重な意見が多い[714]。

### 6月16日
- ウクライナ軍は、南部などでロシアに対する反転攻勢を継続した[716]。ウクライナのマリャル国防次官は、「南部では各方面で最大2 ㎞前進している」と説明[716]。米シンクタンク「戦争研究所」も「前線の少なくとも3地域で成果を上げたと報告されている」と指摘した[716]。ゼレンスキー大統領は国民向け演説で「最も重要なのはわれわれの前進だ」と強調した[716]。
- ロシアのプーチン大統領は、サンクトペテルブルクで開催された国際経済フォーラムで、ベラルーシへの戦術核兵器配備について「最初の部分は移転した」と語り、ソ連崩壊後に初めてロシアの核兵器が国外に配備された[717]。
- アフリカ7か国代表団はウクライナを訪問し、首都キーウでゼレンスキー大統領と和平について会談した[718][719][720]。7か国は、南アフリカ共和国とアフリカ連合議長国コモロ、セネガル、ザンビアの首脳[720][721]、ウガンダ、コンゴ共和国、エジプトの政府代表で構成される[718]。。西側諸国と一線を画す「グローバルサウス」は、中立的立場から国際舞台で存在感を増しており、ロシア軍後退や対ロ制裁緩和などを盛り込む「和平案」を訴えた[718]。ゼレンスキー大統領は、侵攻を続けるロシアとの和平交渉について「ウクライナ領からのロシア軍の完全撤退」が実現した後でのみ可能だとの考えを改めて主張した[719][720][721][722]。「ウクライナと世界には『凍結された』紛争ではなく、平和が必要だ」と述べた[721][723]。
- ウクライナ軍は、首都キーウや近郊で、ロシアの極超音速ミサイル「キンジャル」6発と巡航ミサイル「カリブル」6発、偵察用無人機2機を迎撃したと発表した[723][724]。少なくとも6人が負傷した[723]。
- 日本政府は、ロシアによる侵略が続くウクライナを支援するため、ウクライナ政府関係者を招き、日本企業の投資を促進する方策などを議論する会合を年末にも日本で開催する方向で調整に入った[725]。林外相がイギリスで開かれる「ウクライナ復興会議」で表明する見通しだ。官民の連携によって、積極的に復興に関与する姿勢を示す[725]。林は会議で演説し、G7議長国として国際社会の議論をリードするとともに、東日本大震災からの復興を経験した「日本ならでは」の支援を進める考えをアピールする[725]。日本で新たに開く会合では、幅広い分野の日本企業に参加を求め、ウクライナ側とニーズをすり合わせたい考え[725]。

### 6月17日
- カホフカ水力発電所のダム決壊や洪水の被害でウクライナ内務省は、犠牲者は少なくとも16人、行方不明者は31人になったと報告した[726][727][728]。氾濫に襲われた地域の住民3614人が避難しているとした[726][727][728]。ヘルソン、南部ミコライウ両州では民家の1300戸が依然、水没した地域に残っていると説明した[726][728]。ロシア側がヘルソン州の行政責任者に任命したアンドレイ・アレクセエンコは、洪水被害などによる死者は29人に増えた発表[726][728]。
- ゼレンスキー大統領の外交顧問のイーゴリ・ゾフクバは、ウクライナ軍が踏み切った反転攻勢の最終的な目標に触れ、クリミア半島を含めた全ての領土の奪還であることを明らかにした[729]。目標を達成するまで作戦は数か月要する可能性にも言及した[729]。今回の攻勢は多分、「最後の反攻ではない」とも指摘[729]。「ウクライナ軍が作戦に成功するのには、西側の支援国による砲弾や弾薬の供与が必要だ」ともつけ加えた[729]。
- アフリカ7カ国の首脳らは、ロシアのサンクトペテルブルクでプーチン大統領と会談した[730][731]。ウクライナ領からのロシア軍撤退などを含む「和平案」[730]を説明する南アフリカのラマポーザ大統領らに対し、プーチンは「交渉しないと宣言したのはウクライナの方だ」と述べ、ゼレンスキー政権への非難に終始した[731]。
- G7・EU及びオーストラリアによるロシア産石油や石油製品の価格に上限を設ける経済制裁を導入してから約半年が経過した[732]。1〜5月のロシアの石油収入は、前年同期比5割近く減少。ロシア産は、国際市場価格よりも約25％割安で取引されている[732]。アデエモ財務副長官は、ロシア財政への打撃は大きく「成功している」と評価した[732]。プーチン大統領は、石油価格が下落しても、石油会社から徴収する税額は一定水準より下がらないように課税方式を変更する法律に署名するなど、収入確保に躍起になっている[732]。しかし、アデエモは、実質的な増税により「採掘や生産への投資が減り、長期的には生産能力が低下する」と分析した[732]。

### 6月18日
- ウクライナ軍当局者は、ウクライナ軍部隊がロシアの占領下にある南部ヘルソン州の港湾都市ヘニチェスク近郊の村で大規模な武器庫を破壊したと発表した[695][733][734]。イギリスから供与された長距離巡航ミサイル「ストームシャドー」で攻撃したとみられている[695][734]。部隊が大きな打撃を与えて「武器庫は炎上した」と指摘[733]。「ウクライナ側に飛来する砲弾は減少することになる」と作戦の成果をアピールした[733]。
- ゼレンスキー大統領は、南部の前線で最も激しい戦闘が行われていると述べたほか、東部でロシア軍を撃退しているウクライナ軍をたたえ、ウクライナ軍が前進していると述べた[735][736]。米国製地対空ミサイルシステム「パトリオット」がひとつも破壊されておらず、過去1週間で、約30発のミサイルと約50機の攻撃型ドローンを破壊したと述べた[735]。ウクライナ軍参謀本部は、ロシア軍がリマンやバフムート、アウジーイウカ、マリンカといった方面に引き続き戦力を集中していると述べた[735]。ウクライナ空軍は過去1週間で、100回以上ロシア軍への攻撃を実施したという[735]。
- 国連は、カホフカ水力発電所のダム決壊に関し、ロシア側が実効支配する地域で国連の支援活動が依然として認められていないとして、ロシア政府を非難する声明を出した[727][737][738]。声明は「ロシア政府はこれまで、被災地域へのアクセスを求めるわれわれの要請を拒否している」と指摘[737][738]。「援助を拒絶することはできない」と強調し、国際人道法に従って受け入れるよう訴えた[727][737][738]。
- 国際的な法律専門家チームは、カホフカ水力発電所のダム決壊はロシア側の仕業による「可能性が高い」とする初期段階の調査結果を明らかにした[739][740]。チームは国際法律事務所「グロバール・ライツ・コンプライアンス」の所属で、ウクライナ検事総長室の調査作業を支援している[739]。「ダムの構造自体にとって重要な意味を持つ場所に爆発物が前もって仕掛けられていた可能性が高い」と結論づけた[739]。証拠物件、地震感知のセンサーや最良の爆破専門家らとの話し合いなど活用出来るデータを総合的に分析すれば、決壊はダムの重要な場所に事前に隠されていた爆発物が主因だった可能性が強いことを示唆していると主張[739]。決壊はダム施設の貧弱な管理方法が原因とする見方は「可能性が低い」とし、それだけではあのような壊滅的な破壊の威力を説明出来ないとした[739]。また、カホフカ水力発電所のダムがロシア軍に占領されていたことに注意を向け、爆破の実行役あるいはダム運用の監督業務担当者はダム施設への接近や現場の管理で相応の権限を必要としていただろうとも推測した[739]。今回調査に加わったイギリス人の弁護士は、独自に集めた情報や確認などされた公開情報などを組み合わせれば、この段階ではロシア軍は意図的にダムを壊した可能性が高いことをうかがわせると断じた[739]。国際人道法の下ではダムは本質的に民間インフラと想定されていると指摘[739]。カホフカ水力発電所のダム近くの住民は攻撃が差し迫っていることを警告されず、氾濫が起きた地域からの退避を試みていた際、砲撃も受けていたとその非道さを訴えた[739]。ニューヨーク・タイムズも、カホフカ水力発電所のダム決壊を巡り、ロシアが仕掛けた爆発物によるものであることを示す証拠があると伝えた[740]。「この証拠はダムが、これを管理する側であるロシアが仕掛けた爆発物によって損傷したことを明確に示している」とした[740]。
- ウクライナ軍の反攻作戦の主要方面の一つである南部ザポリージャ州の南側を占拠する親ロシア派勢力「幹部」のロゴフは、ザポリージャ州の集落ピャチハトキがウクライナ軍に奪還されたと明らかにした[741][736]。露国防省はほぼ同時刻に、「ピャチハトキに対するウクライナ軍の攻撃を撃退した」とする現場部隊の報告を発表した[736][741]。
- 露国防省は、ザポリージャ州オレホフ周辺でウクライナ軍の「波状攻撃」を撃退したと主張[741]。露国防省、ウクライナ軍参謀本部の双方が、東部ドネツク州バフムトやリマン方面で激しい戦闘が続いたと報告した[741]。
- ロシア西部クルスク州スタロボイト知事は、ウクライナ軍からの砲撃によって2人が負傷したほか、砂糖工場など複数の建物に被害が出たと明らかにした[742]。国境付近の集落3カ所が標的となった。さまざまな地域に20回以上の攻撃が行われたとみられるという[742]。
- 英国防省は、ウクライナ軍の反攻に関し、ロシア軍とウクライナ軍の双方が「多くの死傷者を出している」との分析を明らかにした[695]。
- 欧州委員会のブルトン委員(域内市場・産業・デジタル単一市場担当)は、EUがウクライナの対ロシア反転攻勢を支援するために武器供与を加速させると述べた[743]。今後1年間に大口径兵器100万丁を供与する約束に言及し、「兵器と弾薬の供給を加速する。われわれは今後数か月またはそれ以上の戦争長期化に備えている」と述べた[743]。
- G7交通相会合は、ロシアのウクライナ侵攻を非難し、被害を受けた交通インフラの復興支援を確認した共同声明を発表した[744][745]。強靱で持続可能な形でのインフラ復興の重要性を確認した[745]。議長・斉藤鉄夫国土交通相は、ウクライナ支援について「具体的な支援策はウクライナ側の要望をよく聞きながら検討していく」と話した[744]。
- ロシアの独立系メディア「メディアゾナ」とBBCによれば、ロシア兵の死者が25000人を超えるのは確実と報道[746]。

### 6月19日
- ウクライナ空軍は、ロシア軍の攻撃ヘリ「Ka52」計3機を相次いで撃墜したと発表した[747][748][749]。Ka52はウクライナ軍による大規模な反転攻勢で、戦車など地上部隊の進軍を阻む大きな要因となっており、ウクライナ軍が対策を強化し始めたとみられる[747]。17日以降、イラン製自爆型無人機「シャヘド」を含むロシア軍の無人機12機を破壊したことも明らかにした[747]。英国防省によると、ロシア軍は、前線から100 ㎞離れた南東部の港湾都市ベルジャンシクに20機のKa52を追加配備し、航空戦力を強化[747]。南部の戦線では一時的な優勢を確保している[747]。ゼレンスキー大統領は、反攻について「我が軍は配置ごとに一歩ずつ前進している」と強調した[747]。
- ウクライナのマリャル国防次官は、ロシア軍に対する反転攻勢で南部ザポリージャ州の村ピヤティハトキを新たに奪還したと明らかにした[748][750][751]。また、過去2週間の反攻で113 ㎢の領土を取り戻したと述べた[748][750][751]。「(ザポリージャ州南部の)ベルジャンシクとメリトポリ方面での2週間の反転攻勢によって8集落が解放された」と発表した[750]。ロシア軍への「最大の打撃はこれからだ」としている[751]。
- ウクライナ大統領府のシュルマ副長官は、ウクライナは経済再建のための「グリーン・マーシャル・プラン」の初期資金として最大400億ドルの調達を目指すと述べた[752]。21日からロンドンで開催される会議に先立ち明らかにした[752]。ウクライナとイギリスの共催による2日間の会議では、政治家と金融関係者が参加し、ウクライナの短期的な資金問題や長期的な復興に向けた取り組みについて話し合われる[752]。復興の初期に焦点を当てるのは鉄鋼業だと述べた[752]。鉄鋼業は、侵攻開始前年の2021年にウクライナGDPの約10％、輸出収入の1/3を占め、約60万人の雇用を支えていた[752]。再生可能エネルギーを動力とする産業を構築する機会が到来しているとし、新技術を使ってグリーンな鉄鋼業の再建を目指す意向を示した[752]。欧州復興開発銀行の幹部は、ロンドン会議で民間セクターの関与の必要性に焦点を当てることが重要だとした[752]。
- ウクライナ保健省は、カホフカ水力発電所のダム決壊により被災した地域の水について、依然として汚染の度合いが高いと明らかにした[753]。ヘルソン州とオデーサ州、ミコライウ州の貯水池では個々の指標が衛生基準を大幅に上回っていたと明らかにした[753]。オデーサ州が最も危険にさらされているという[753]。オデーサ、ミコライウ、ヘルソンの3州で、洪水が発生した河道沿いと海岸沿いに約40の監視地点が設けられた[753]。住民に対し、オデーサ、ミコライウ、ヘルソンの各州の水域で、遊泳や釣りを行わないよう呼び掛けた[753]。
- マクロン仏大統領は、イタリアと共同でウクライナに供与した中距離地対空ミサイルシステム「マンバ」がウクライナで実戦配備されたと明らかにした[754]。
- 英国防省は、ロシアがザポリージャ州と東部バフムトの前線を強化するために、過去10日間にドニエプル川東岸にいた軍部隊の一部の再配置を開始したとみられると指摘[750][755][756]。南部ヘルソン州のカホフカ水力発電所のダム決壊を受け、ウクライナ軍によるドニエプル川を渡っての攻撃の可能性は低下したというロシア側の見方を反映した動きだと分析した[750]。
- モルドバ憲法裁判所は、親ロシア派野党「ショル」を非合法とする判断を下した[757]。親欧米派のマイア・サンドゥ政権はショル党について、政権転覆を画策し、国益を損なっていると非難[757]。憲法に反していないか裁判所に判断を仰いでいた[757]。裁判所は、「ショル党を違憲とする」と宣告、即日解散を命じた[757]。同党は欧州人権裁判所に提訴する方針[757]。サンドゥ大統領は裁判所の判断を歓迎[757]。「国民は犯罪組織が擁護されることなく、また国家が乗っ取られることのない、法に基づく民主国家で暮らしたいと願っている」と主張した[757]。
- 渡辺博道復興相は、ロシアの侵攻を受けているウクライナのクブラコフ副首相兼インフラ相と復興庁で会談し、ウクライナの復興支援に関する覚書を締結した[758][759][760]。クブラコフは「破壊されたインフラや経済を立て直していかないといけない。日本が持つ経験と知識は、とても重要だ」と述べた[759]。渡辺は「覚書は戦後を見据え、ウクライナがいち早く復興を成し遂げていくための第一歩となる」と述べた[759]。東日本大震災の発生から12年がたったことに触れ、「震災復興の知見は、ウクライナの復興にも大きく寄与する」とも述べた[758]。侵攻を受けたウクライナでは、住宅のほか、交通をはじめとしたインフラ施設で被害が生じている[758]。覚書では、被災者の住宅再建やインフラ施設の復旧などを念頭に、震災の被災から学んだ教訓や知識、経験の共有を確認[758][759][760]。継続的に連絡を取るための窓口を設置するなど、協力の枠組みをつくる[758][759][760]。
- 日本政府は、ウクライナの経済復興に向け、関係府省庁による「ウクライナ経済復興推進準備会議」の第2回会合を首相官邸で開いた[761]。議長・木原誠二官房副長官は、地雷処理やエネルギー、水・衛生など日本が得意とする分野で、民間企業と連携して具体的な復興メニューの作成に取り組むよう指示し「ウクライナ側の要望と現地の状況を的確に把握し、支援を検討、実施する」と強調した[761]。

### 6月20日
- ウクライナ各地で、前日夜から未明にかけて、ロシアによる空襲があった[762][763][764]。ウクライナ軍参謀本部は戦況報告で、「ロシアが大規模な空爆とミサイル攻撃を開始した」と説明[762]。ウクライナ空軍は飛来したイラン製ドローン35機のうち、32機を破壊したと発表した[762][764][765]。ドローンは南北からウクライナ領内に侵入したと指摘[762]。「主要な目標はキーウ州だった」とし、州上空で24機以上を破壊したと主張した[762]。キーウ市当局幹部によると、ドローンは「別々の方角から波状的に飛んできた」という[762]。
- ウクライナ軍情報機関トップのブダノフ国防省情報総局長は、カホフカ水力発電所のダム決壊について、決壊の30分前にロシア側が無線を通じ「現地の部隊に荷物をまとめて撤退するよう命じていた」と指摘し、ロシアの関与を強調した[766][767]。ブダノフ氏はロシア側が秘密裏にダムを決壊させる作戦を実施したとの見方を示し「周辺のロシア軍部隊の中には、知らされていない部隊も存在した」と述べた[766]。
- ウクライナ軍のザルジニー総司令官は、ロシア軍がウクライナ南部の前線にそって密集した地雷原を設置しているほか、予備の部隊を同地での戦闘に送り込んでいると明らかにした[768]。「敵は、我々の部隊の前進を阻止しようとしている[768]。ロシア軍はこの目的のため、密集した地雷原による防御陣地のシステムと大量の予備部隊を展開している」と述べた[768]。作戦は計画通りに進んでいると言い添えた[768]。
- ウクライナのマリャル国防次官は、ウクライナは少しずつ前進しており、「1 mずつじりじりと距離を詰めている」と述べた[769][770]。その上で、軍に与えられた任務は完遂されており、攻勢が始まったあらゆる方面で徐々に前進していると強調[769]。ただ「主要な攻撃が行われるのはまだこれからだ」とした[749][769]。また、ウクライナは南部の複数の方面で攻勢をかけているが、ロシアの主な攻勢は東部で起きているとも主張した[769]。
- ウクライナ国家安全保障防衛会議のダニロフ書記は、ウクライナ軍が現在優先する主な事項の一つとして、ロシア軍の大砲と兵器システムを「消耗させ」、破壊することを挙げた[769][749]。ウクライナ軍は、ロシア軍の司令拠点や弾薬の保管施設、燃料及び食料の供給ルートの破壊といった任務を遂行しており、破壊されたロシア軍の装備の数は、戦争開始以降最大に達している[769]。
- ウクライナのクリメンコ内相は、カホフカ水力発電所のダム決壊による死者は少なくとも21人、負傷者は28人になったと報告した[771]。ヘルソン州内の家屋595棟は今も浸水したままだと指摘[771]。避難などの緊急措置中のロシア側から攻撃により、5人が死亡し28人が負傷した述べた[771]。被害額は15億ユーロ(約2300億円)に上ると示した[771]。
- ゼレンスキー大統領は、スナク英首相と電話会談を行い、ウクライナが長距離射程の兵器を必要としていると伝えた[772]。戦闘の経過や、ウクライナの防衛に必要なもの、長距離射程の兵器といった戦場におけるウクライナ軍の能力の拡大のためのさらなる協力について協議したと明らかにした[772]。ロシアが西側諸国の部品を使ったミサイルの生産を増強しているとして、制裁の圧力を強める必要性を強調した[772]。また、週内に英ロンドンで開催されるウクライナの復興に関する会議について、スナクに謝意を示した[772]。
- ウクライナ外務省は、ロシア軍によって拘束されハンガリーへ移送された戦争捕虜11人のうち3人がウクライナに帰国したと明らかにした[773]。外務省の報道官は、在ブダペストのウクライナ大使館がウクライナの捕虜をハンガリー国外へ連れ出したと述べた[773]。戦争捕虜はウクライナ領内におり、あらゆる種類の支援を受けているという[773]。
- ウクライナの国営軍事企業「ウクロボロンプロム」は、航続距離1000 ㎞の無人機を開発したと発表[774][775]。ウクライナ領内からロシアの首都モスクワなどの広い範囲への攻撃が可能となる[774]。
- ショイグ国防相は、ロシア国防省幹部との会合で、ウクライナ軍が、ロシアが一方的に併合した南部クリミアやロシア領に高機動ロケット砲システム「HIMARS」や長距離巡航ミサイル「ストームシャドー」を使った攻撃を仕掛ける可能性があると主張した[749][774][776]。こうした攻撃が行われた場合の対応について、「アメリカやイギリスの直接的な関与とみなし、ただちにウクライナの中枢を報復攻撃する」と述べた[774][776][749]。
- ロシア国営メディアが「ロシア軍のミサイル攻撃で重症を負い、ドイツの病院に搬送された」と報じていたウクライナ国防省情報総局のブダノフ局長は、ロシアメディアの報道は「フェイク」であり、自身は健在だと述べた[767][777]。ウクライナのジャパロワ外務次官も、自身とブダノフ、松田邦紀・駐ウクライナ大使が並んで立つ写真をSNSに投稿し、「これは加工された画像ではない。みな健康だ」と書き込んだ[767][777]。
- 世界銀行の業務担当マネジングディレクターのアンナ・ビャルデは、ウクライナの運輸、エネルギー、住宅分野を復興する「緊急修復プロジェクト」のための支援強化を検討していることを明らかにした[778]。ロンドンで開催されるウクライナ復興会議に先立って表明した[778]。「予算支援は継続されるが、今は国の復興に向けた包括的な軸がある」と語った[778]。世銀は、現在世界的な金利上昇を背景に、冬を控えて家庭への支援や、農家が農作物を植えるための補助金を得られるための支援を強化しようとしていると説明した[778]。
- 米国防総省は、ロシアによるウクライナ侵攻開始から米国がウクライナに支援した弾薬やミサイル、装備品などの額について、約62億ドル(約8770億円)過大評価していたと発表した[779]。同額の余剰金が発生したことになり、今後のウクライナ支援に充てる[779]。シン副報道官は、会計上のミスにより23年会計年度[注 17]分で36億ドル、22年会計年度[注 18]分で26億ドル高く見積もっていたと説明した[779]。
- ブリンケン米国務長官はロンドンで、イギリスのクレバリー外相、ウクライナのクレバ外相[780]とそれぞれ会談し、21日にロンドンで開幕するウクライナ復興会議でウクライナへの新たな支援策を打ち出す方針を表明した[781][782]。共同記者会見を開きクレバリーは、復興会議では「公共部門だけでなく民間セクターの投資を促すための条件を整える」と表明[781][782]。再建資金の大部分は「残忍な侵攻の資金提供を担った人々が負担するべきだ」と述べ、ウクライナ侵攻を続けるロシア側の責任も追及する考えを示した[781]。ブリンケンとクレバは、米国によるウクライナ経済復興の支援継続や、持続的な経済成長のためにウクライナが改革を続ける必要性を話し合った[781]。
- フォンデアライエンEU委員長は、ウクライナに対して4年間で550億ドル(約7兆7000億円)規模の財政支援を行うと明らかにした[783][784]。今回の支援は融資と助成金を通じて実施され、ウクライナに対して将来の見通しや予測可能性を提供するほか、他の資金援助者に支援を強化する動機を与えることが目的[783][784]。現場の状況の変化に応じて財政支援を調整することができるようになると指摘[783]。戦時には最大限の柔軟性が必要なことはわかっていると述べた[783]。
- ノルウェー外務省は、ウクライナの原子力の安全確保に向けて2億5000万クローネ(約32億円)を提供すると明らかにした[783]。IAEAに対しては、IAEAの専門家がウクライナで滞在し続けられるように約930万ドルを提供する[783]。
- 日本政府は、カホフカ水力発電所のダム決壊に伴う洪水被害に見舞われたウクライナに対し、500万ドル(約7億1000万円)の緊急無償資金協力を行うことを決めた[785][786][787]。国連世界食糧計画やユニセフ、国際移住機関、国連難民高等弁務官事務所を通じ、食料や水、衛生、保健などの各分野で支援を実施する[785][786][787]。松野博一官房長官は、「ウクライナのニーズを踏まえ、人々に寄り添った支援を実施していく」と強調した[785][786]。

### 6月21日
- クリミアのロシア側首長が、半島東岸の鉄道結節点であるフェオドシヤで線路が破壊されたとSNSで投稿した[788]。
- ウクライナ復興会議が、イギリスの首都ロンドンで開幕した[789][790][791][792][793][794][795]。2日間の開催で22日まで[789][791][793]。60か国以上から1000人以上の外交官や企業トップ、投資家らが参加した[789][791][793][794]。ゼレンスキー大統領は、ビデオで声明を発表し、「会議で復興について合意し、現実の計画に移行すべきだ」と訴えた[789][791][794][796]。ウクライナは、経済再建の初期資金として最大400億ドル(約5兆6千億円)の調達を目指している[789]。イギリスやアメリカ、EUはウクライナ再建に向けた新たな支援を発表した[789]。スナク英首相は開幕演説で、今回の会議の目的について「ウクライナの未来に種をまき、水を与え、時がくればウクライナ国民が収穫する」と訴えた[791]。3年間で30億ドル(約4200億円)相当の融資保証を発表し[793][794][797]、「復興を急ぎ、ウクライナが潜在能力を発揮できるようにする」と述べた[789]。ウクライナの復興には民間の投資が重要な役割を担うとみられており、企業が投資しやすくするための戦争保険の枠組みも発表した[789][796][794]。「保険会社がウクライナへの投資を引き受け、最大の障害のひとつを取り除き、投資家が行動するために必要な自信を与える上で大きく前進する」と述べた[794][796]。また、企業400社以上が復興支援に向けた協定書に署名したと明らかにした[789][794][797]。ブリンケン米国務長官はエネルギー網の整備や鉄道などのインフラ近代化の支援のため、13億ドル(約1840億円)超の追加支援を表明した[789][793][794][798]。「復興とは、ウクライナが安全で独立した国として、欧州と完全に統合され、世界中の市場とつながった形で繁栄するための基盤を築くことだ」と強調[798]。「米議会の支援の下、われわれはウクライナがその目標を達成できるよう、13億ドル超の追加援助を提供する」と述べた[798]。13億ドルのうち5億2000万ドルは、大きな打撃を受けたエネルギー網の復旧を支援するために使う[798]。6億5700万ドルは、国境、港湾、鉄道、その他の重要なインフラの近代化を支援するために充てられる[798]。また「スピードアップと汚職撲滅に向けた」税関やその他のシステムのデジタル化に約1億ドルを充て、融資や保険を通じた企業支援に3500万ドルを振り向けるという[798]。フォンデアライエンEU委員長は、2024年から2027年にかけ500億ユーロ(約7兆7500億円)を提供する方針を明らかにした[789][794]。ベーアボック独外相は、2023年にウクライナに対し3億8100万ユーロの人道支援を追加的に提供すると表明した[794]。林芳正外相は、日本がこれまでに76億ドル(約1兆円)超の支援を表明していることを説明[789]。唯一の被爆国としての戦後の再建、阪神・淡路大震災と東日本大震災からの復興に言及し、「これまで培ってきた経験や知見を生かし、『日本ならでは』の復興支援を力強く実施する」と強調した[760][789][790][792]。年末から来年初めにも日本で「日ウクライナ経済復興推進会議」を開く意向を表明した[789][790][792][760][799]。会議には、ウクライナ政府関係者と日本企業を招き、ニーズのすり合わせを行いたい考えだ[792]。日本の強みを生かした中長期的な支援策として、地雷対策・がれき除去、電力などインフラ整備、農業・産業振興などを挙げた[760][792][799]。カホフカ水力発電所のダム決壊やそれによる洪水を受け、国際協力機構などを通じ、浄水装置約160台、発電機約530台、建機約30台などを供与することも明らかにした[760][792][800]。
- 日本の林芳正外相はロンドンで、ウクライナのシュミハリ首相と会談した。林が、年末か年明けに東京で開催する「日ウクライナ経済復興推進会議」に招待したのに対し、シュミハリは快諾した[801]。地雷対策として「住民への啓蒙活動を実施する」と伝えた[801]。国際機関を通じて排水ポンプ約30台、ポリタンク4000個、大型水槽約20個などを供与する考えも伝えた[800]。一方、ロンドンで開かれている「ウクライナ復興会議」には、日本企業関係者も参加した[801]。林は「戦時下のウクライナとの貿易、投資は民間企業にとってリスクが高いことは十分認識している」と強調[801]。「企業の自助努力に委ねることなく、政府として積極的に支援を行うべく検討している」と述べた[801]。また、王立国際問題研究所（チャタムハウス）で講演し、ウクライナの復興などで日英両国の協力強化が不可欠だと呼び掛けた[802]。復興会議について、「適切な時期に重要な会議を開催した」とイギリスの取り組みを評価[802]。日本の約20の企業・団体と共に会議に参加したと説明し、ウクライナの復興に民間セクターや第三国を巻き込んでいく上で「日英で連携できる可能性がある」と強調した[802]。
- 日本経済団体連合会（経団連）は、ウクライナの復興支援を巡り、日本政府やウクライナとの調整機能を担う「ウクライナ経済復興特別部会」の新設を決め、約1500社の全会員企業から参加を募る[803]。日本政府と連携し、復興ニーズを探るとともに日本側の要望をウクライナ側に伝え、復興事業を進める上での環境整備に当たる[803]。特別部会は、ロシアを除く旧ソ連諸国との交流を図る「日本NIS経済委員会」の下に置き、部会長は同委員会の国分文也委員長(丸紅会長)が兼ねる[803]。通常の部会は委員会のメンバー企業から参加を募るが、特別部会という異例の扱いで対象を全会員に広げた[803]。初会合は早ければ7月中にも開き、当面は道路や電力、通信、住居など産業、生活両面の基礎的なインフラと、教育や医療体制の再建などソフト面の支援を想定[803]。東日本大震災などからの復興で培ったノウハウや日本企業の技術を生かし、復興への貢献を目指す[803]。経団連は、ウクライナ復興会議に参加するとともに、職員2人を別途派遣して情報を収集[803]。今後、ポーランドに支援拠点を設けるなどバルト三国も含めた周辺国との協力を模索するほか、日本政府と連携し官民合同ミッションの派遣も視野に入れている[803]。
- ブリンケン米国務長官は、ロンドンでウクライナのシュミハリ首相と会談し、ロシアの侵攻を受けるウクライナの経済再建に向けて支援する考えを伝えた[804]。両氏は、欧州と統合した安全でクリーンなエネルギーシステムの構想についても協議した[804]。
- ゼレンスキー大統領は、ウクライナの反転攻勢について、進展が「期待したより遅い」と述べた[749][805][806][807][808]。「これがハリウッド映画だと信じている人や、今すぐ結果を期待している人がいるが、そんなものではない」と述べた[749][770][805]。20万㎢のウクライナ領土にロシア軍が地雷を仕掛けており、進軍は容易でないとし、「圧力がかかるかもしれないが、われわれは戦場で最善と思われる方法で前進する」と語った[805]。プーチン大統領が戦術核兵器を使用する可能性に関しては「準備できているとは思わない」と指摘[807]。一方でプーチンは危険な人物であり、行動を予測できないとの見解を示した[807]。ウクライナ国防当局の高官は、ウクライナ軍がこの1日で「部分的な成功」を収めたとし、東部でロシアの大規模な攻撃を抵抗しつつ、南部戦線で攻防を続けていると述べた[805]。
- ウクライナのイエルマーク大統領府長官は、カホフカ水力発電所のダム決壊したことで引き起こされた生態学的な災害について、ロシアに対して説明責任を果たすよう求めた[809]。少なくとも150 tの油性の汚染物質がドニプロ川を漂っており、これが地中海にまで到達する可能性があるという[809]。貯水池が大きな被害を受け、9万5000tの魚が死んだと指摘。ブルガリアとトルコの黒海沿岸ではイルカの死骸も見つかったという[809]。ダムの決壊による洪水が環境に大きな影響を与えるとし、森林の少なくとも半分が枯れるとの見通しを示した[809]。浸水した地域には2万匹の野生生物が生息していた[809]。5万haの森林が洪水の被害を受けた[809]。
- ウクライナのマリャル国防次官は、ウクライナ軍はロシアが支配しているウクライナ南東部のメリトポリとベルディアンスクの方面で「攻撃作戦」を展開していると明らかにした[810]。ウクライナ軍が、「狙って獲得した前線で塹壕を掘り、前線を切り崩すという部分的な成功を収めた」と主張[810]。東部では、「特に激しい戦闘が行われている」リマン方面とバフムートで、ウクライナ軍がマリャル次官がいうところの「大規模な」ロシア軍の攻撃を食い止めている[810]。ロシア軍はドネツィク州とルハンスク州の州境を目指しており、ロシア軍の攻撃は東部に集中しているという[810]。
- ロシア国防省は、モスクワ州でに無人機3機を迎撃したと発表した[806][811][812]。ウクライナによる攻撃未遂だとしている[811]。負傷者はおらず、被害も出ていない[806][811][812]。モスクワ州のボロビヨフ知事によると、ドローンのうち2機は軍の倉庫に接近したところを迎撃された[811]。
- EUは、対露経済制裁第11弾に合意した[813]。既存の制裁措置の回避を阻止することを目的としており、EU議長国スウェーデンによると、軍事転用が可能な商品や技術のロシア経由の通過を禁止する[813][814]。EUはこれまでもアルメニア、カザフスタン、キルギスなどのロシア近隣国のほか、アラブ首長国連邦、トルコ、中国のEU製品に対する需要の急増を懸念[813]。追加制裁にはロシアに売却される可能性のあるデュアルユース商品や技術の販売を制限できるようにする方策が盛り込まれた[813]。このほか、ロシア国営メディア5社のEU放送免許停止を延長するほか、ロシア産の原油や石油製品の海上での積み込みを抑制するため、ロシア産の貨物が疑われる場合にはEUへの入港を禁止する[813]。また、ウクライナの子どもをロシアに不法に連れ去った疑いに関連して、71人の個人と33の団体のEU入域を禁止するほか、EU内の資産を凍結する[813]。
- IAEAは、ザポリージャ原子力発電所について、2週間前に決壊したカホフカ水力発電所のダムの貯水池から冷却水の取水を再開すると明らかにした[815]。ダム決壊後に貯水池の水位は大幅に低下し、原発は近隣の火力発電所の排水システムから貯水して冷却水を得ていた[815]。原発の冷却池の蒸発した分の水を補充するのにも排水システムが使われてきた[815]。原発の冷却池は数か月分の冷却に必要な水を蓄えているが、これを使う代わりに貯水池に残る水を取水し、その間に排水システムの貯水量を補充するとした[815]。
- ワグネル創業者のプリゴジンは、ロシア国防省は「国民を欺いている」と批判[816]。ウクライナ軍が大規模反転攻勢を展開する南部で、ロシア軍は苦戦を強いられていると明らかにした[816]。プーチン大統領は、大統領府でロシア軍兵士の「英雄的な行動」によって、「ウクライナ軍は深刻な損失を受け、反攻は小康状態にある」と主張した[816]。
- 英国防省は、ウクライナの反転攻勢について、ロシアは一方的に併合した南部クリミア半島とヘルソン州を結ぶ狭い陸地に9 ㎞ほどの防衛線を築き始めた[817]とし、防衛線は「ウクライナ軍がクリミアに直接突入する可能性があると露軍司令部がみていることの表れだ」と分析した[807][812][818]。クリミア奪還に向けたウクライナの攻撃能力をロシアが認めた証拠と述べた上で、クリミアの死守はロシアにとって「政治的な最優先事項だ」と指摘した[812][817]。
- 米シンクタンク「戦争研究所」は、東部ドネツク州や南部ザポリージャ州で過去数日に比べてウクライナ軍の作戦進行が遅れていると指摘[808]。ただ、複数の戦線で攻勢を仕掛けているウクライナ側の意図について「ロシア軍を徐々に消耗させ、今後の主要作戦に向けた環境を整えることを狙っている可能性もある」と分析[808]。

### 6月22日
- ウクライナ復興会議は、2日間の日程を終えて閉幕した[819]。参加各国・機関は総額600億ドル(約8兆5600億円)の支援金提供を表明[819]。クレバリー英外相は閉幕演説で、会合を通じ「復興のための連合体」が築かれたと結束を強調、「共に取り組めばウクライナの自由と長期的繁栄が実現される」と訴えた[819]。ウクライナのシュミハリ首相は参加各国・機関に謝意を示した上で、復興は自国だけでなく世界のためでもあり「第2次大戦後で最大のプロジェクト」になると主張[819]。戦後を待たず復興に踏み出し、必要な改革を進めつつ国家再建を達成すると宣言した[819]。
- ウクライナの経済復興に向け、日本とウクライナの政府・企業関係者が意見交換する「官民ラウンドテーブル」が、ロンドンで開かれた[820]。日本政府とジェトロが企画した[820]。日本からは46社が参加し、復興支援とビジネスの両立を目指して情報収集に努めた[820]。ウクライナからも26社が参加し、両国の政府関係者を含めた出席者は約120人に上った[820]。登壇したウクライナのスビリデンコ第1副首相兼経済相は「経済復興という目標は単独では成し遂げられない。信頼できる戦略的パートナーが必要だ」と述べ、日本の支援に期待を示した[820]。ウクライナの企業関係者も農業や鉱業などの成長性を説き、エネルギー最大手DTEK幹部は、「わが国への投資機会を逃さないでほしい」と呼び掛けた[820]。アンモニア製造ベンチャーのつばめBHBの渡辺昌宏・最高経営責任者は、首都キーウ近郊ブチャに生産施設をつくる検討を始めたと表明[820]。ブチャのフェドルク市長との間で覚書を交わした[820]。
- ゼレンスキー大統領は、ザポリージャ原子力発電所で放射能の放出を伴うテロ攻撃をロシアが計画しているとの情報を入手したと明らかにした[821][822][823]。ロシア大統領府は「新たなうそだ」とし、国連の核査察団がザポリージャ原発を視察し全てを高く評価したと主張した[821]。ロシア軍が占領しているザポリージャ原発の情報を欧州、米国、中国、インドを含む全てのパートナーと共有していると述べた[821]。「ロシアがザポリージャ原発でのテロのシナリオを検討しているという情報を情報機関が入手した。放射能の放出を伴うテロ行為だ。(ロシア軍は)このためにあらゆる準備をしている」と語った[821]。情報機関がどのような証拠を得ているか明らかにしなかった[821]。
- ゼレンスキー大統領は、ロシアからの商用の書籍輸入を禁止する法案に署名した[824]。「この法律は正しいと考える」と主張[824]。法律はウクライナのロシア占領下にある地域やベラルーシで印刷された書籍の商業輸入も禁じていると説明した[824]。さらに、第三国からのロシア語書籍輸入にも特別許可が必要となる[824]。トカチェンコ文化情報相は、「法律発効により、ウクライナの書籍出版と物流業者をロシア世界の破壊的影響から保護できるようになる」と述べた[824]。
- 自称「クリミア共和国」のアクショーノフ首長は、クリミア北部と本土側のヘルソン州を結ぶチョンガル橋が未明に攻撃を受け、交通が中断したと明らかにした[808][825][826][827]。死傷者は出ていないという[808][825][826][827]。イギリスが供与した空中発射型巡航ミサイル「ストームシャドー」が使われたとみられる[825][826][827]。ヘルソン州のウクライナ側当局者は、橋への攻撃は「占領者の兵站への打撃」と指摘し「占領者、占領者の威力への心理的影響が一段と重要になっている。かれらが安全と思える場所はヘルソン州にはない」と述べた[825]。
- プーチン大統領は、首都モスクワで開かれた安全保障会議で、ウクライナは「潜在的な攻撃力」を使い果たしていないと述べ、「まだ投入していない多くの戦略的予備兵がいる」と警戒感を示した[828]。ロシア軍は「戦闘作戦を練る」際に「現実を受け入れて進める」必要があるとも述べた[828]。ウクライナを支援する西側諸国は「ウクライナ兵が最後の1人になるまでロシアと戦うことを決めた」ことが明らかになったとも主張した[828]。
- ワグネル創設者・プリゴジンは、ウクライナでの戦闘におけるロシア側の損失や失敗についてロシア国防省がプーチン大統領と国民にうそをついていると非難した[829]。ショイグ国防相とゲラシモフ軍参謀総長が「戦線での非常に深刻な損失」をプーチン大統領に隠していると非難し、「全てのことが全ての人に隠されている。ロシアはある日目覚めて、クリミアがウクライナの手に渡ったことを知るだろう」などと述べた[829]。「ロシア国民を欺いており、このままではロシアという最も重要なものを失ってしまう」とも語った[829]。
- グテレス国連事務総長は、ロシアが2022年にウクライナで136人の子どもを殺害したと非難し、ロシア軍をグローバル犯罪者リストに加えた[830]。国連安全保障理事会への報告書では、ロシア軍とその関連グループが518人の子どもに傷害を負わせ、学校や病院を480回攻撃したと確認[830]。さらに、ロシア軍は91人の子どもを人間の盾にした[830]。ロシアはウクライナ侵攻以来、民間人を標的にしていないと主張している[830]。報告書はまた、ウクライナ軍が80人の子どもを殺害し、175人の子どもに傷害を負わせたほか、学校と病院に212回の攻撃を行ったことも確認[830]。グテレスは、ロシア軍による多数の子どもの殺害と負傷、学校と病院への攻撃に「特にショックを受けている」と表明[830]。また、ウクライナ軍による子どもへのこうした犯罪の多さも「特に憂慮している」とした[830]。
- 西側諸国当局者は、ウクライナ軍の反転攻勢は初期段階においてはさほど成功しておらず、ロシア軍は西側の予想を上回る能力を示しているとの見方を示した[831]。反攻は「どの前線においても期待以下」だと述べた[831]。西側の評価によると、ロシア軍の防衛戦は十分に強化されており、このためウクライナ軍は突破しあぐねている[831]。加えて、ロシア軍はミサイル攻撃や地雷でウクライナ軍の装甲車両などを立ち往生させるのに成功しており、また空からより効果的に攻撃している[831]。悪天候がウクライナ軍にとって問題となっているとも語った。ただし、反攻はまだ初期段階にあり、ウクライナの同盟国は時間が経つにつれウクライナ軍が領土を奪還できると「楽観的にとらえている」とも述べた[831]。ここ数週間で徐々に始まった反攻の進捗状況について、より詳細な評価は少なくとも7月ごろまで待たなければならないとみられる[831]。また、ウクライナ軍がロシア軍の戦術と防衛に適応しているとも指摘した[831]。
- 米国防総省のクーパー副次官補は、ウクライナから供与を要請されているクラスター弾について「ロシア軍の塹壕に対して特に有効だ」との見方を示した[832]。米政権内の法的制約などを背景に、供与の実現は見通せていないとも指摘した[832]。クラスター弾は1発の爆弾から多数の子爆弾をまき散らし、殺傷能力が高い[832]。ロシアは侵攻開始当初から多用しているとされる[832]。米政権はウクライナの兵器備蓄が枯渇した場合に限り、クラスター弾供与も「最終手段」として排除していない[832]。クーパーは供与に向けた進展が見られない理由として、同盟国間で物議を醸し、結束が乱れる可能性への懸念も挙げた[832]。米露やウクライナはいずれも、クラスター弾の開発、製造、貯蔵などを全面禁止するオスロ条約には加盟していない[832]。
- 米ホワイトハウスは、ロシア軍が占拠するウクライナ南部のザポリージャ原子力発電所で高レベルの放射能放出を検知していないとしつつも、状況を注視していると明らかにした[833]。

### 6月23日
- ワグネル創設者のエフゲニー・プリゴジンは、以前より批判していたセルゲイ・ショイグ国防相やワレリー・ゲラシモフ軍参謀総長を念頭に「軍幹部の悪事を止めなければならない。抵抗する者はすぐに壊滅させる」と述べ、武装蜂起を宣言した[834][835][836][837]。「軍上層部がプーチン大統領をだまして戦争を始めさせた」とも主張[835][838][839]。ロシアの「特別軍事作戦」をウクライナの「非武装化、非ナチ化」が目標という政権の説明を初めて否定し、ロシアがウクライナ侵攻を始めた「2月24日に起きたことは日常茶飯事にすぎない。国防省は国民と大統領を欺こうとし、ウクライナからとんでもない侵攻があり、NATO全体でロシアを攻撃することを計画していると説明していた」と述べた[839]。さらに「戦争はショイグ国防相が元帥に昇格するために必要だった。ウクライナを非武装化し、非ナチ化するためには必要ではなかった」と強調[839]。エリート層の利益のためにも戦争は必要だったという見方も示した[839]。また、ロシアは侵攻に踏み切る前にゼレンスキー大統領と協定を締結できたはずだったほか、戦争ではロシアで最も有能とされる部隊を含む何万人もの若い命が不必要に犠牲になったとし、「われわれは自らの血を浴びている。時間は過ぎ去っていくばかりだ」と述べた[839]。これに対し、ロシア国防省は「情報による挑発だ」[840][841]と反発し、ロシア連邦保安局(FSB)は、武装反乱の扇動に該当するとして捜査を始めた[834][838][842][843][844][845][846][847][848][849]。ワグネル戦闘員に対し、プリゴジンを拘束するよう求めた[838][837][849][850]。ペスコフ大統領報道官は「プーチン大統領にはプリゴジンに関してすべてが報告されている。必要な措置が講じられる」と説明[834][835][837][845]。プリゴジンに「違法行為を直ちに停止するよう求める」とした[847]。スロビキン航空宇宙軍総司令官は、ワグネルの戦闘員に対し、ロシア軍指導部に対する抵抗をやめるよう求めた[845][847]。ロストフ州のゴルベフ知事は、住民に対し平静を保ち自宅から離れないよう呼び掛け「現在の状況では秩序維持の努力を最大限に集中することが求められる。法執行当局は州の住民の安全を確保すべく、あらゆる必要な措置を講じている」と説明し、必要がない限り自宅から離れないよう要請した[851]。ロシアの首都モスクワでは警戒態勢が強化され、路上に装甲車両などが配備された[835][838][850]。ロストフ州の州都ロストフナドヌーなどでも装甲車両などが配備された[835]。米国家安全保障会議の担当者は、プリゴジンの捜査について「情勢を注視している」と述べた[849][852]。ウクライナ国防省情報総局のブダノフ長官も、ロシアの内紛を「注視している」と表明し、「権力と金を巡る共食い」を始めたと主張した[853]。
- ロシア軍は、ウクライナ各地をミサイルとドローンで攻撃した[854][855]。撃墜されたミサイルの破片が高層ビルに衝突し、これまでに2人が死亡、8人が負傷した[854]。ウクライナ北東部の都市ハリコフのテレホフ市長は、市内でミサイル1発がガス管に命中し、火災が発生したと明らかにした[854]。被害者の情報はない[854]。東部ドニエプロペトロフスク州の州都ドニプロでも民家が破壊された。
- ゼレンスキー大統領は、国家安全保障・国防会議を開催し、ロシアの攻撃にさらされている地域を中心に住民の避難施設の状況を確認した[854]。ただ、「結果は芳しくない」と述べ、全国で施設の整備を急ぐよう指示した[854]。
- ウクライナ軍によるミサイル攻撃でアゾフ海沿いの拠点都市ゲニチェスクの住宅が被害を受け、2人が死亡した[856]。黒海沿いのスカドフスクも攻撃を受けた[856]。空中発射型巡航ミサイル「ストームシャドー」計4発が両都市への攻撃に使われたと見られる[856]。
- ウクライナ南部ヘルソン州のロシア支配地で擁立された州トップのサリドは、ミサイル攻撃で破壊されたクリミア半島と本土を結ぶチョンガル橋について「今は使用不能だ」と明らかにした[857]。約20日間、通行止めになるという[856][857]。
- 英国防省は、ロシアが一方的に「併合」した南部クリミア半島周辺で、海軍が「軍用イルカ」や「軍用クジラ」の訓練を強化していると分析した[858][859][860][861]。旧ソ連や米国は冷戦時代、潜水艦や機雷の探知にイルカなどを利用していた[858]。ロシア海軍は昨夏以降、クリミア半島南西部セバストポリにある黒海艦隊の基地の防衛を強化[858][859][861]。その一環として、少なくとも4層の網などが港入り口に張り巡らされた[858][859][860][861]。中には「訓練を受けた海洋哺乳類」がいるとみられる[858]。港に浮かぶ囲いの数が2倍近くに増え、ここには軍用として利用されることの多いバンドウイルカが収容されている[858][859][860][861]。
- 米シンクタンク「戦争研究所」は、ウクライナ軍が23日に少なくとも前線の二つの地域で反転攻勢を行ったと指摘した[854]。ただ、領土回復はこれまでのところ、限定的なものにとどまっているもようだ[854]。

### 6月24日
- ワグネル創設者プリゴジンは、ロシア連邦保安局(FSB)は、武装反乱の扇動に該当するとして捜査された対抗措置として、「われわれは前進し、最後まで進む」と話し、ワグネル部隊がウクライナ国境に接するロシア南部ロストフ州に入ったと明らかにした[835][836][838][842][843][851][862]。怒りをあらわにしながら、「この国の軍上層部がもたらす害悪は制止されなければいけない」との決定を下したと説明[835][844][852]。ロシア軍がワグネルの施設を攻撃したとも主張[844]。「われわれは、国防省に対して譲歩し、投降する用意があった」ものの、「きょう、われわれが屈しなかったことを受け、彼らはわれわれの後方拠点に対しミサイル攻撃を実施した。膨大な数の戦闘員、戦友が死んだ」と述べた[843][840][845][841]。また、ロシア国民に対し、ワグネルの部隊に抗わないよう呼び掛け、ワグネル社の部隊は「2万5000人いる」と説明[838][841]。軍上層部を制止すべきとの呼び掛けは「軍事クーデターではない」[849]としつつも、「正義を求める行進」を行うと表明した[835][841][863]。ロシア軍南部軍管区司令部で、エフクロフ国防次官と会談した[864]。エフクロフはワグネルの「軍事クーデター」をやめるようを試みているとみられる[864]。プリゴジンはアのショイグ国防相とゲラシモフ軍参謀総長に対し、面会に来るよう要請した[865]。ワグネルが「(州内の)飛行場を含む軍事施設を掌握した」と主張したが、事実と確認されていない[864][865][866][867]。ロシアの親衛隊や憲兵がワグネルに合流しているとし、「兵士たちが我々と遭遇する場所では、ロシアの親衛隊や憲兵が陽気に手を振っている」と主張し「彼らの多くから『ワグネルに加わりたい』という声が出ている。まだ少し進んだだけだが、既に60〜70人が合流した。軍の半分は我々に合流すると思う」としている[868]。ロシア軍指導部を打倒するために部隊を率いてロシア入りしたと明らかにし、ワグネルの部隊2万5000人は玉砕覚悟だと述べた[848][867]。「われわれは皆、死ぬ覚悟ができている。2万5000人全員、そして次の2万5000人もだ」「われわれはロシア国民のために死のうとしている」と述べた[848][867]。また、ロシアの軍用ヘリコプター1機をワグネル部隊が撃墜したとしているが、証拠を示していない[848]。
- プーチン大統領は、緊急のテレビ演説を行い、ワグネル創設者・プリゴジンは「国家反逆にあたる」と、厳しく糾弾した[869][870][871][872]。国家防衛のために必要な指示を軍に与えたとし、「武装反乱を準備している者は罰せられる」と強調した[869][870][871][872][873]。ロストフでの出来事を反乱と形容し、「武装蜂起が起きているロストフナドヌーの状況は依然難しい。ロストフでは民間や軍の行政機関が基本的に封鎖されている」との認識を示した[870]。
- ロシア国防省は、ウクライナ軍がワグネルとロシア正規軍の内紛に乗じて、ウクライナ東部の激戦地バフムト付近への攻撃を準備しているとの見方を示した[874]。「ウクライナ政府は、プリゴジンの挑発に乗じて混乱をあおるため、バフムートの前線付近で攻撃行動を開始するために部隊を集結させている」としている[874]。
- ロシアの反政権派ミハイル・ホドルコフスキーは、ロシア軍指導部の打倒を宣言したワグネル創設者・プリゴジンを支持するよう国民に呼び掛けた[875]。「今すぐ支援しなければならない。必要なら、われわれも戦う」と主張[875]。さらに、クレムリンを敵に回すと自分で決めた以上、「たとえ極悪人であろうと」支援することが重要だと訴え、「そう、これは始まりにすぎない」と続けた[875]。
- 英国防省は、ロシア南部ロストフ州に入ったワグネルの部隊について、北上して南部ボロネジ州を経由し、首都モスクワに到達することを狙っているとの見方を明らかにした[876]。また、ワグネル創設者・プリゴジンが名付けた「正義の行進」に加わったワグネル部隊は、展開していたウクライナから少なくとも2カ所でロシア領入り[876]。ロストフ州の州都ロストフナドヌーにある、ウクライナでの軍事作戦を指揮するロシア軍司令部をほぼ占拠したとみられる[876]。部隊はさらに北上しているがロシア側の抵抗は弱く、ワグネル部隊の行動を黙認している気配があるという[876]。今回の事態に関し「ロシア国家にとり、近年で最も重大な挑戦」であるとの見方を示した[876]。
- ウクライナのマリャル国防次官は、東部の部隊が複数の方面に向け同時に攻撃を開始したと明らかにした[877]。要衝バフムトやその周辺地域が含まれており「全方位で前進がみられる」と強調した[877]。レズニコフ国防相も、バフムト周辺でロシア軍の戦車3両を破壊したと主張した[877]。
- マクロン仏大統領は、プーチン大統領はウクライナ侵攻について、時間がロシアに味方すると考え、「戦争の長期化」を期待しているとの見解を示した[878]。ウクライナが現在進めている反転攻勢の目的について、「ロシア側を交渉の席に戻し、ウクライナ側にとって明らかに有利な条件を提示させることにあると思う」と述べた[878]。プーチンが譲歩する可能性については、「反転攻勢で状況が大きく変化すれば、あり得る」と指摘[878]。
- プーチン大統領は、9月3日を「軍国主義日本に対する勝利と第二次大戦終結の日」と定める法案に署名し、成立させた[879][880][881]。ウクライナ侵攻開始後、対ロシア制裁を発動した「非友好国」日本への対抗措置とされている[879][880]。

### 6月25日
- 午前2時30分、ベラルーシ大統領府は、ルカシェンコ大統領がプリゴジンとモスクワへの進軍を取りやめる合意を行ったと発表した。この時点でワグネルの部隊はモスクワ州に入り、モスクワの手前200 ㎞の地点まで迫っていた[882]。

- ワグネル経営者のプリゴジンは、SNSに音声メッセージを投稿し「ロシア人の血が流れることに対する責任を自覚し、われわれは、部隊を方向転換させている」として首都モスクワに向かうとしていた部隊を引き揚げさせていると主張した[883]。ルカシェンコ大統領の仲介により、流血の事態回避に向けて緊張緩和策を講じることでプーチン大統領と合意した[883]。これを受け、ワグネルの戦闘員は占拠するロシア軍南部軍管区司令部などから撤退を開始、プーチン大統領はプリゴジンがベラルーシに亡命することを容認した[883]。
- ドイツ政府は、年末までにさらに45門のゲパルト自走対空砲をウクライナに供給すると発表し、そのうち15門は数週間以内に到着する予定である[884]。
- G7男女共同参画・女性活躍担当相会合は、共同声明を採択した[885][886]。声明には、ロシアのウクライナ侵攻などを非難し、「危機的状況下の女性と女児の権利後退に強い懸念を表明する」と記した[885][886]。議長を務める小倉将信男女共同参画担当相は、「女性らの権利侵害について、G7として容認しないという意思を表明できた」と成果を語った[885][886]。

### 6月26日
- ロシア国防省は、ショイグ国防相がウクライナでの軍事作戦の露軍司令部を視察したと発表。反乱後の現場部隊の状況確認と引き締めを図ったとみられる[887]。
- 前線の戦況を巡り、現場のウクライナ軍部隊は、東部ドネツィク州の集落リブノポリを解放したと発表した。事実であればウクライナ軍は奪還を目指すアゾフ海沿岸地域方向に前進した形となる[887]。
- プリゴジンの報道担当者はロシアメディアに対しプリゴジン本人と連絡がつかず、通信が途絶えていることを明らかにした[888]。報道担当者は現地メディアの取材に対し「プリゴジン氏は普段はすぐに連絡が付き、質問にもすぐ答えていた」などと述べている[888]。プリゴジンは一時制圧したロストフ州ナドヌーの軍司令部を車で出発する様子が報じられた以降、行方が分かっていない[888]。
- ワグネル経営者のプリゴジンによる武装反乱で、プーチン大統領は、午後10時すぎに国民向け演説を行い、「国家と国民を裏切った」「反乱の首謀者は国家を弱体化させる犯罪行為に手を染めた」「どんな場合でも反乱は鎮圧される」とプリゴジンを改めて非難した[889]。また、演説後には軍・治安当局トップらを集めた会議も開催し、「現在進行中の状況を協議する」と表明した[889]。26日夕に反乱を正当化する声明を出したプリゴジンに対する対処方針などを検討したとみられる[889]。
- イギリスのクリバリー外相は、ロシアで起きたワグネルの反乱は「プーチン大統領に対する前代未聞の挑戦だ」とし、ロシア国内で「戦争支持のひび割れが表面化し始めた」と指摘した[890]。
- EU外相理事会をルクセンブルクで開き、ウクライナへの軍事支援に使える基金「欧州平和ファシリティ」の規模を35億ユーロ増額し、120億ユーロに拡大することで合意した[891]。EUのボレル外交安全保障上級代表は「軍事支援を提供し続けるための資金が再び確保された」と述べた[891]。
- 岸田文雄首相は、「引き続き今後の動向について大きな関心を持って注視していきたい」と述べ、動向を注視している姿勢を強調した[892]。またその上で「G7のオンラインでの外相会合も開かれたと聞いているが、G7の連携をしっかりと確保しながら、今後の情勢に対応していきたい」と発言した[892]。
- オーストラリアのアルバニージー首相は、ウクライナに軍用車両70台の追加支援を行うと発表した[893]。総額は1億1000万豪ドル(約106億円)で、内訳は装甲車28台と特殊作戦用車両14台、トラック、トレーラー。アルバニージーは記者団に「ロシアのプーチン大統領による侵攻が失敗し、ウクライナの主権と領土が回復するよう国際的な努力を支えていく」と述べた[893]。ただ、今回の支援には、ウクライナ側が要望していた新型装甲車ホークアイは含まれていない[893]。
- デンマーク政府は、ロシアの侵攻を受けるウクライナの操縦士を対象としたF16戦闘機の訓練を既に開始したと明らかにした[894]。ウクライナのゼレンスキー大統領はF16など戦闘機の供与を欧米の友好国に呼びかけている[894]。デンマークのポールセン国防相代行は実際に提供すべきかどうか検討を進めると述べた[894]。F16供与以前にウクライナの操縦士が6〜8か月の訓練を受けなければならないとしている[894]。デンマークは現役のF16を30機保有している[894]。
- ゼレンスキー大統領は、ドネツク州の前線を訪れて激戦地バフムトで戦った部隊と面会し、司令官から報告を受けたほか、兵士らに勲章を授与[895][896][897]。「われわれの国、主権、家族や子供たちを守ってくれて感謝する」と述べた[895]。ガソリンスタンドに立ち寄り、兵士らと記念撮影する様子も公開された。南部の前線付近で撮られたとされる動画でも兵士らを表彰し、一人一人と握手[895]。SNSへの投稿には「君たちが自分の命を守ったら、ウクライナを守ることになる。体に気を付けて」と書き添えた[895]。
- ウクライナ国防省は、ツイッターに「第二次世界大戦の最も激しい戦いでさえ、今日のバフムトのような生き地獄に比べれば見劣りします。ここは21世紀のウクライナ。これが私たちの日常の現実です」と投稿[898]。ドローンから爆発物を投げ込み、ロシアの弾薬庫を破壊する映像も提供されている[898]。

### 6月27日
- 「ワグネル」トップのプリゴジンは、反乱は「抗議の行進」だったとし、「現体制を転覆させる意図はなかった」と主張した[887]。また、ロシア国防省とワグネル間の緊張が高まっていた中、露軍がワグネルの宿営地にミサイル攻撃を加えて約30人の戦闘員を殺害したことが「行進」の直接の引き金になったとも主張した[887]。ワグネルの反乱の収束後、プリゴジンの動静が伝わったのは初めてで、ほぼ2日間、消息不明だった[887]。プリゴジンは約11分のメッセージで、民間軍事会社の戦闘員らに露軍との契約を義務付けた6月上旬のロシア国防省の決定は、ワグネルを解体するための「陰謀」だったと指摘[887]。戦闘員のほぼ全員がロシア軍との契約締結に反発していた中でロシア軍による宿営地への攻撃があり、「即座に行動に出ることを決めた」とした[887]。また、「行進」の目的について、露軍上層部を念頭に「ウクライナでの軍事作戦で多くの過ちを犯した者の責任を問うためだった」と説明[887]。流血の事態に発展すると察知した段階で「行進」を中止したとした[887]。複数のロシアメディアは、司法当局がプリゴジンに対する捜査を継続していると報じる[887]一方で、ロシア国営通信のタス通信は、ロシアの情報機関「連邦保安局」はプリゴジンによる反乱に関する捜査終結を発表したと報じるなど、情報が錯綜している[899]。
- ゼレンスキー大統領は、ロシア軍の侵攻に対する反転攻勢について「全ての方面で前進した。幸せな日だ」と述べ、戦果を誇示した[895][897]。
- アメリカ政府は、ウクライナに最大5億ドル(約720億円)の追加武器支援を発表した[900][901][902]。ブラッドレー歩兵戦闘車30両、装甲車ストライカー25両のほか、地雷除去装置、地対空ミサイルシステム「パトリオット」や高機動ロケット砲システム「HIMARS」の弾薬などの追加供与が含まれる[900][901][902]。ブリンケン米国務長官は「ウクライナの人々の不朽の勇気と連帯が世界を鼓舞し続けている。ロシアが、このいわれのない戦争をウクライナに対して開始した。ロシアは、ウクライナから軍を撤退させ、ウクライナの都市と人々に対する残忍な攻撃を止めれば、いつでもこれを終結させることができる。ロシアがそうするまで、アメリカと同盟国、パートナーは必要な限り、ウクライナと団結していく」と述べた[902]。
- 英国防省は、反転攻勢を続けるウクライナ軍が、2014年からロシア側が占拠するウクライナ東部ドネツク州のクラスノホリフカを奪還した可能性が高いと発表した[903]。ロシアの侵攻開始以降、「初めてのケースの一つだ」と指摘した[903]。ウクライナのメディアによると、ウクライナ軍は26日にもドネツク州で別の集落を奪還した[903]。軍当局者は「占領地の四方八方が地雷原に囲まれていた」と説明[903]。この集落は完全に破壊され、民間人は誰もいなかったと語った[903]。一方、ロシア通信は、ロシアが一方的に併合したウクライナ南部クリミア半島に創設した「クリミア共和国」トップ、アクショーノフ首長の話として、クリミア半島で鉄道の線路が損傷を受けたと報じた[903]。ロシアからの情報によると、線路が爆破され、貨物列車の先頭車両が脱線したが、負傷者はいないという[903]。
- グテレス国連事務総長は、子供と武力紛争に関する年次報告書で、ロシアを「子供の権利の侵害国リスト」に初掲載した[904][905][906]。安保理常任理事国がこのリストに掲載されるのは初めて[904][905][906]。グテレスはロシアに対し、改めて国際法を順守し攻撃をやめるよう訴えた[904]。グテレスは報告書で、ロシア軍や武装勢力が2022年、ウクライナで子供136人を殺害し、518人を負傷させたと指摘[904][905][906]。捕虜の子供約90人を「人間の盾」に使ったとも指摘した[905]。4〜17歳の複数の少女に対するレイプなどの暴行もあったという[905]。広範囲に被害を及ぼす爆発性兵器が学校などで使われており、「国際法に基づき子供たちを早急に保護するよう求める」と強調した[905]。多くが人口密集地での空爆など、広範囲に被害を及ぼす爆発性兵器による犠牲だという[904]。
- 国連ウクライナ人権監視団は、ロシアがウクライナ侵攻を開始して以来、民間人864人を恣意的に拘束し、うち77人を裁判なしで即決処刑したと明らかにした[907]。大多数が「強制失踪」の状態に置かれていたとしている[907]。監視団のマチルダ・ボグナー団長は、オンラインでスイス・ジュネーブでの記者会見に臨み、即決処刑について「戦争犯罪だ。国際人権法の重大な違反でもある」と非難した[907]。処刑された人数について、確認できたよりも「多いのは明らか」だと指摘[907]。ただし「膨大な数」ではないとの見方も示した[907]。
- ウクライナのクブラコフ副首相兼インフラ相が、新幹線整備による復興の意向を示していたと報じられた[908]。新幹線の海外輸出には、地元ニーズの調整など困難が多いが、ウクライナは、日本の最先端高速鉄道システム導入を契機に、戦後復興とロシアの影響力排除を加速させたい考え[908]。協力の模索は、日本主導の復興支援にもつながる[908]。鉄道のレール間の幅には大きく分けると、「標準軌」(1435 ㎜)と、それより広い「広軌」、狭い「狭軌」があるが、ロシアとウクライナでは1520 ㎜の広軌、欧州の多くの国々や日本の新幹線は標準軌、日本の多くの在来線は1067 ㎜の狭軌が採用されている[908]。このため、鉄道で欧州からウクライナに行く場合、国境の駅で標準軌の台車から広軌の台車に交換する必要があり、その作業だけでも相当の時間を要する[908]。軌間を合わせることは互いの物資輸送を円滑にし、輸送力の向上につながる[908]。一方、ロシアと軌間が同じだったため、人や物資が次々と運び込まれて侵攻を容易にしたとの反省もあり、クブラコフはG7会合で「(軌間が同じ)線路がつながっているから攻め込まれる」と訴えた[908]。ウクライナは、破壊されていない区間も含めて全土の鉄道を欧州規格で整備し直す考えを示しており、G7各国も会合で支援を表明した[908]。関係者によると、行われた協議の中でクブラコフから「日本の新幹線の技術を学んで鉄道の高速化を図りたい」との趣旨の発言があったという[908]。日本政府関係者はウクライナでの新幹線整備について、「現時点で全く具体的な話にはなっていない」としながら、将来の協力実現の可能性についても排除をしていない[908]。

### 6月28日
- ウクライナ東部ドネツク州のクラマトルスクなどで前日夜から朝にかけ、ロシア軍によるミサイル攻撃[909]などが相次ぎ、地元当局によると少なくとも14人が死亡した[910]。ゼレンスキー大統領は、この攻撃への協力者をウクライナの保安局と警察が拘束したと28日夜にビデオ演説で発表した[911]。ロシアが一部を占領するドネツク州では、現在も支配を免れているクラマトルスクが事実上の州都になっている[910]。州全域の支配を目指すロシア軍はクラマトルスクへの攻撃を繰り返しており、2022年4月には鉄道駅が被弾して60人以上の死者が出た[910]。北東部ハリコフ州でも、砲撃があり、地元当局によると市民3人が死亡した[910]。
- リトアニアのナウセーダ大統領は、ウクライナの首都キーウを訪問した[912]。在ウクライナ・リトアニア大使館のツイートによると、ナウセーダはウクライナでゼレンスキー大統領と会談し、ウクライナの憲法制定27周年を記念する行事に参列する[912]。
- リトアニア政府は、ウクライナに供与するためにノルウェー製の地対空ミサイルシステム「NASAMS」2基を購入したと発表した[913]。ウクライナに3か月以内に到着する予定[913]。リトアニアのアルビーダス・アヌシャウスカス国防相は、ノルウェー企業コングスベルグ･ディフェンス＆エアロスペースからのミサイルシステム購入費用について、980万ユーロ（約15億5000万円）相当だと説明した[913]。ゼレンスキーは、ツイッターでナウセーダに謝意を表明し、「ウクライナの防空と国民の命を守るため、重要かつ時宜を得た支援だ。共に勝利へ！」と記した（英語ツイート、ウクライナ語ツイート）[913]。リトアニアはさらにM113装甲兵員輸送車10台も供与する方針[913]。国防省によると、年内に供与予定の軍需品も含めると、対ウクライナ軍事援助は5億ユーロ（約790億円）を上回る[913]。
- CNNは、カホフカ水力発電所のダム決壊に伴う死者が100人を超えたと報じた[914][915]。ウクライナ軍が新たに60人余りの遺体が見つかったと発表した[914][915]。それ以前に45人の死亡が確認されていたという[914][915]。
- 松野博一官房長官は、ウクライナからロシアへ不法に移送された子どもの帰還について「引き続きG7をはじめとする国際社会と緊密に連携していく」と述べた[916]。国連が紛争下で子どもの権利を著しく侵害した国としてロシアを指定したことに関して答えた[916]。

### 6月29日
- ウクライナのマリャル国防次官は、南部ザポリージャ州方面で、ウクライナ軍がアゾフ海沿岸の港湾都市ベルジャンスク方向に1.3 ㎞前進したほか、東部ドネツク州バフムト方面でもウクライナ軍が1.5 ㎞の前進に成功したと明らかにした[917]。ウクライナメディアによると、ウクライナ軍幹部もバフムト周辺でウクライナ軍が防御から攻勢に転じていると説明し、ロシア軍が制圧を宣言したバフムト市内でも戦闘が起きているとした[917]。
- ロシア国防省は、ドネツク州やザポリージャ州などでウクライナ軍を撃退し、多数の損害を与えたと主張した[917]。
- EUは、ブリュッセルで首脳会議を開いた[918][919]。2日間の日程で、ロシアの侵攻が続くウクライナへの継続支援などを討議する[918]。ミシェルEU大統領は各国首脳に宛てた27日付の招集状で、ワグネルの創設者プリゴジンによる反乱を念頭に「ロシアの亀裂と、われわれの揺るぎない結束は対照的だ」と強調[918]。カホフカ水力発電所のダム決壊なども踏まえ、ウクライナを「必要な限り支援するという約束を改めて表明する」と述べた[918]。ウクライナに「継続的な軍事支援を提供する」などとした文書を採択した[919]。軍事支援に使えるEUの基金「欧州平和ファシリティ」を通じた資金援助を続けることも確認した[919][920]。ウクライナ軍の訓練を拡大することでも合意した[920]。EU各国は首脳会議に先立ち、軍民両用の技術や物品を第三国がロシアに売却するのを防ぐため、こうした物品の第三国への輸出を規制することを可能にする対露制裁に合意[919]。首脳らは、違反した場合の罰則などに関する作業を早急に進めるよう呼びかけた[919]。また、ウクライナの復興支援の重要性を強調[919]。EU各国が凍結したロシアの資産をウクライナの復興に充てるため、国際法などに照らして合法的な方法を見いだすよう欧州委員会に求めた[919]。討議にはウクライナのゼレンスキー大統領もオンラインで出席した[919][920]。
- イギリスは、一部の商取引でイギリスの弁護士によるロシア企業への顧問行為を禁止する法律を即日施行した[921]。チョーク司法相は、「イギリスの司法制度は多くの国際契約や取引の基盤となっている。今後はロシアがわれわれの知識と専門性の恩恵を受けることを認めない」と述べた[921]。新法により、国際企業間の商談や国際融資においてイギリスの弁護士がロシア企業に助言できなくなると説明[921]。国際企業からロシア企業への融資決定を巡る助言も対象となる可能性があるが、ロシア人の法定代理人になることは禁止されない[921]。
- 英国防省は、ワグネルの反乱により、「空中司令部」や無線中継の機能を持つロシア軍機1機が撃墜されたと指摘した[915]。同機は侵攻で「重要な役割を果たしてきた」といい、ダメージの大きさを強調[915]。心理的ショックからロシア軍の士気低下を招く公算が大きく、中長期的にも指揮調整能力に悪影響を及ぼすと予測した[915]。
- 米国のドナルド・トランプ前大統領は、ロシアのプーチン大統領がワグネルの反乱を受けて「いささか弱くなった」と語った[922][923][924]。トランプはこれまで、強権支配を続けるプーチンをたびたび称賛してきた[922][923][924]。プーチン政権の終わりについて「代わりになる者がいるか分からない。良くなるかもしれないし、一層悪くなるかもしれない」と述べた[922][924]。また、ウクライナ侵攻に関し「このばかげた戦争で人々が死ぬのはやめてほしい」と強調[922][923][924]。「米国が今すべきなのは平和をもたらすことだ」と主張し、米国が停戦を仲介すべきだと訴えた[922][923][924]。
- 第1次トランプ政権で副大統領を務めたマイク・ペンスがウクライナを訪問し、ゼレンスキー大統領と会談した[925]。ゼレンスキーとの会談後、「自由はウクライナで勝利しつつある。そして今、われわれはこれまで以上に、自由のために立ち上がりロシアの侵略を押し返すウクライナの勇敢な戦士たちを信じ続ける必要がある」と述べた[925]。ペンスは戦没者追悼の壁に献花したほか、ロシアの人権侵害についてウクライナ当局者から説明を受けた[925]。これまでもロシアのプーチン大統領を強く批判すると同時に、ウクライナに対する全面的な支持を表明[925]。2024年米大統領選の共和党候補指名争いに出馬を表明した候補の中で、ゼレンスキー大統領と会談するのはペンスが初めてとなる[925]。共和党内の支持でトランプ前大統領の後を追うフロリダ州のロン・デサンティス知事は、ウクライナに提供する支援の金額に疑問を呈している[925]。一方、トランプ政権下で国連大使を務めたニッキー・ヘイリー、ティム・スコット上院議員（サウスカロライナ州選出）は支援継続を支持している[925]。ゼレンスキーは「ウクライナに対するアメリカの支援は不可欠だ」とし謝意を表明[925]。ペンスとは「武器や兵士の能力、共通の価値観について語った」とした[925]。
- IMF理事会は、ウクライナへの156億ドルの融資プログラムに関する最初の審査を完了した[926]。ウクライナは財政立て直しに向け8億9000万ドルの即時引き出しが可能になる[926]。3月31日に導入された同プログラムの融資実行額はこれで約36億ドルになる[926]。IMFは、ウクライナ当局が困難な状況下で改革目標の達成に向けて力強い進展を遂げ、4月までの定量的基準と6月までの構造的指標を満たしたと述べた[926]。IMFのギャビン・グレイは、今月初めのカホフカ水力発電所のダム決壊による社会・環境・経済的影響について調査を続けていると記者団に説明[926]。初期の予想では食料価格が上昇し、国内のインフレを押し上げる見込みだとした[926]。ただ、融資プログラムが経済を支援することから今年の成長率予想をプラス1〜3％に据え置いた[926]。次回の審査は11月下旬か12月上旬に行う見通し[926]。IMFはウクライナが改革実現に向けた機運を維持することが重要としている[926]。
- スウェーデンの環境活動家グレタ・トゥンベリは、ウクライナの首都キーウを訪れ、ゼレンスキー大統領と会談した[927][928]。カホフカ水力発電所のダム決壊による環境への影響について意見交換した[927]。ゼレンスキーは、ダム決壊が農業や生態系に重大な損害を与えたと指摘[927]。ロシアが支配する地域では、避難が遅れて人的被害も大きかったと述べた[927]。グレタは、戦争による環境への影響に注目する必要性を訴えた[927]。ウクライナ大統領府のアンドリー・イェルマーク長官と会見に臨み、「エコサイドや環境破壊が戦争の一形態であることを、ウクライナの人々は痛感しているだろうし、ロシアも同じだろう」「だからこそロシアは環境や生活手段、住まいを意図的に狙い、暮らしを破壊している」と述べた[928]。カホフカ水力発電所のダム決壊への「世界の対応が十分とは思えない」と批判[928]。「こうした大惨事の被災者が直接語り、現地で何が起きているのかについて情報共有する場を増やす必要がある」「私たちはこのことについて発言し、意識を広め、情報を共有するために手を尽くさなければならない」と述べた[928]。
- カザフスタンは、ロシア側に付いてウクライナ侵攻に参加する前提で、カザフ国民に対しインターネット上で入隊勧誘が行われていることが分かったと発表した[929]。ロシア国境に接するコスタナイ州の検察は、住民に対し、ソーシャルメディア上の勧誘被害に遭わないよう警鐘を鳴らした[929]。同州にはロシア系住民が88万人住んでおり、州人口の約41％に当たる[929]。ロシア正規軍とワグネルの双方が、カザフ国民の勧誘を行っていたとされる[929]。現地メディアは、これまでに複数のカザフスタン国民がウクライナで戦死したと伝えている[929]。カザフスタン政府は、ロシア軍が占領するウクライナ東・南部の州をロシア領として認めていないが、旧ソ連構成国であるカザフはロシア政府の制裁回避を手助けしていると非難されており、指導部はロシア大統領府と緊密な関係を維持している[929]。
- ローマ教皇特使のズッピ枢機卿がロシア正教会のキリル総主教とモスクワで会談した[930]。「ロシアと西側の間で重大な問題が起きている時、平和と正義の維持を求める全ての人々が団結するのは重要だ」（キリル総主教）、「キリスト教徒として、我々はどのように行動するのかを理解し合わなければならない」（ズッピ枢機卿）などと語り合った[930]。

### 6月30日
- ウクライナ国防省情報総局は、ロシア軍が占拠を続ける南部ザポリージャ原子力発電所から、ロシア側関係者が退避を始めていると発表した[931][932][933]。退避の理由は明らかにされていない[931][932]。同局によると、ロシア国営原子力企業ロスアトムの主任検査官ら3人が原発を離れ、ロシアが一方的に併合した南部クリミアに向かった[931][932][933]。ロスアトムと契約するウクライナ人従業員も、7月5日までに避難するよう勧告を受けているという[931][932]。また、原発に残っている職員は「緊急事態が起きたらウクライナを非難する」よう指示を受けているとしている[931]。ザポリージャ原発があるエネルホダルの町でも、軍のパトロールが減少しつつあるという[931]。一方、ロシアのラブロフ外相は、ロシア軍が原発を攻撃するとのウクライナ側の訴えに対し、「全くのうそだ」と反論した[931]。その上で、「悲劇を演出することにたけているウクライナ側の危険なゲームだ」と述べ、ウクライナを非難した[931]。
- ウクライナ軍のザルジニー総司令官は、米欧に対し戦闘機や弾薬の支援を加速するよう訴えた[934]。ウクライナ軍の反転攻勢の進展が予想よりも遅いとの指摘に対し、武器が必要だと反発した[934]。反攻作戦は「ショーではない」と強調[934][935]。着実に前進している[935]とした上で「毎日、1mごとに血が流れている」と兵士に犠牲が出ていることを示唆した[934]。ウクライナが求める米開発のF16戦闘機が実戦配備されるのは早くても今秋とみられている[934]。ロシアで武装反乱を起こし、撤収したワグネルについて、依然として脅威だとの認識を示した[934]。
- ゼレンスキー大統領は、スペインのメディアとのインタビューに応じ、中南米では複数の国がロシアから領土を奪回するウクライナの取り組みに反対していると述べ、スペインが今年後半にEU理事会の議長国となるタイミングを捉えて中南米地域への働き掛けを強化する考えを示した[936]。ゼレンスキーは、サンチェスが7月17─18日にブリュッセルで開かれるEU・ラテンアメリカ・カリブ共同体首脳会議にゼレンスキーを招いたことに複数の国が反対したと明らかにした[936]。反対した国を名指しはしなかった[936]。また「われわれには和平策があり、ペドロ(サンチェス首相)はわれわれを大いに支援してくれている[936]。彼は中南米諸国と常に対話し、こうした国々は彼の意見に耳を傾けている」と述べ、スペインを通じた中南米諸国からの支持獲得に期待を示した[936]。
- ゼレンスキー大統領は、国民向け演説で「この日もあらゆる方面で前進した」と戦果を強調した[937]。ウクライナ軍参謀本部も東部バフムト方面で「ロシア軍に圧力をかけ、占領地から押し出している」と主張した[937]。
- 米軍制服組トップのミリー統合参謀本部議長は、ワシントンで講演し、ロシアの侵攻を受けるウクライナの反転攻勢について「人々が予想したよりも進み具合が遅いが驚いてはいない」と述べた[938][939][940]。ウクライナ軍は着実に前進しているとの見方を示した[938][939][940]。地雷原を進んでいるため1日に500 mから2 ㎞程度のゆっくりとしたペースになっていると説明[938][939][940]。初期段階の作戦に6〜10週間はかかると考えていたと語った[938]。クラスター弾のウクライナ軍への供与について、決定はしていないが検討中だと明らかにした[938][939]。ウクライナが求める射程約300 ㎞の地対地ミサイル「ATACMS」や、F16戦闘機の供与についても「現時点で何も決定していない」と語った[939]。
- ワシントン・ポストは、反転攻勢を進めるウクライナ側が主要な領土を奪還し、年内にロシアとの停戦交渉を開始する戦略を立てたと報じた[935][941][942][943]。6月にウクライナの首都キーウを極秘訪問したバーンズ米CIA長官に伝えたとしている[935][941][942][943]。バーンズはゼレンスキー大統領や情報機関の首脳と会談[941][942][943]。ウクライナ側は席上、主な領土は秋までに奪還できると自信を示したという[941]。
- カホフカ水力発電所のダム決壊を受け、キーウで、日本が国連開発計画を通じて支援する発電機430基の引き渡し式典が行われた[944]。発電機は既に140基以上が被害地域に搬入されており、今回と合わせて合計500基以上の供与となる[944]。式典にオンラインで参加したヘルソン州のペトロフ副知事は、ロシア軍の砲撃が恒常的に続いている状況を指摘し「まだ被害の全容がつかめない」と訴えた[944]。発電機は復旧に向けた水の排出などに使用される予定[944]。
- 福島県警は、ウクライナの国家警察幹部らが7月中旬にも来日し、福島県警で検視や身元確認の研修を受けると発表した[945][946][947]。日本警察によるウクライナ支援は初めて[946]。ウクライナ政府から2万人にも及ぶとされる犠牲者の身元確認などが難航しているとして、東日本大震災での経験を学びたいとの要請があったという[945][946]。警察庁の担当者は「(大規模検視の)数という意味では日本警察は経験値があり、支援は当然と考えている」としている[946]。国連開発計画を通じウクライナ側から「膨大な遺体の身元を特定した経験を教えてほしい」と在ウクライナ日本大使館に連絡があり、今回の支援が実現した[946]。来日するのは、検視などを担当する幹部ら約10人[945][946][947]。浪江町の震災遺構・請戸小学校や科学捜査研究所を視察し、検視やDNA型鑑定などの研修を受ける予定[945][947]